# Barroco no Brasil

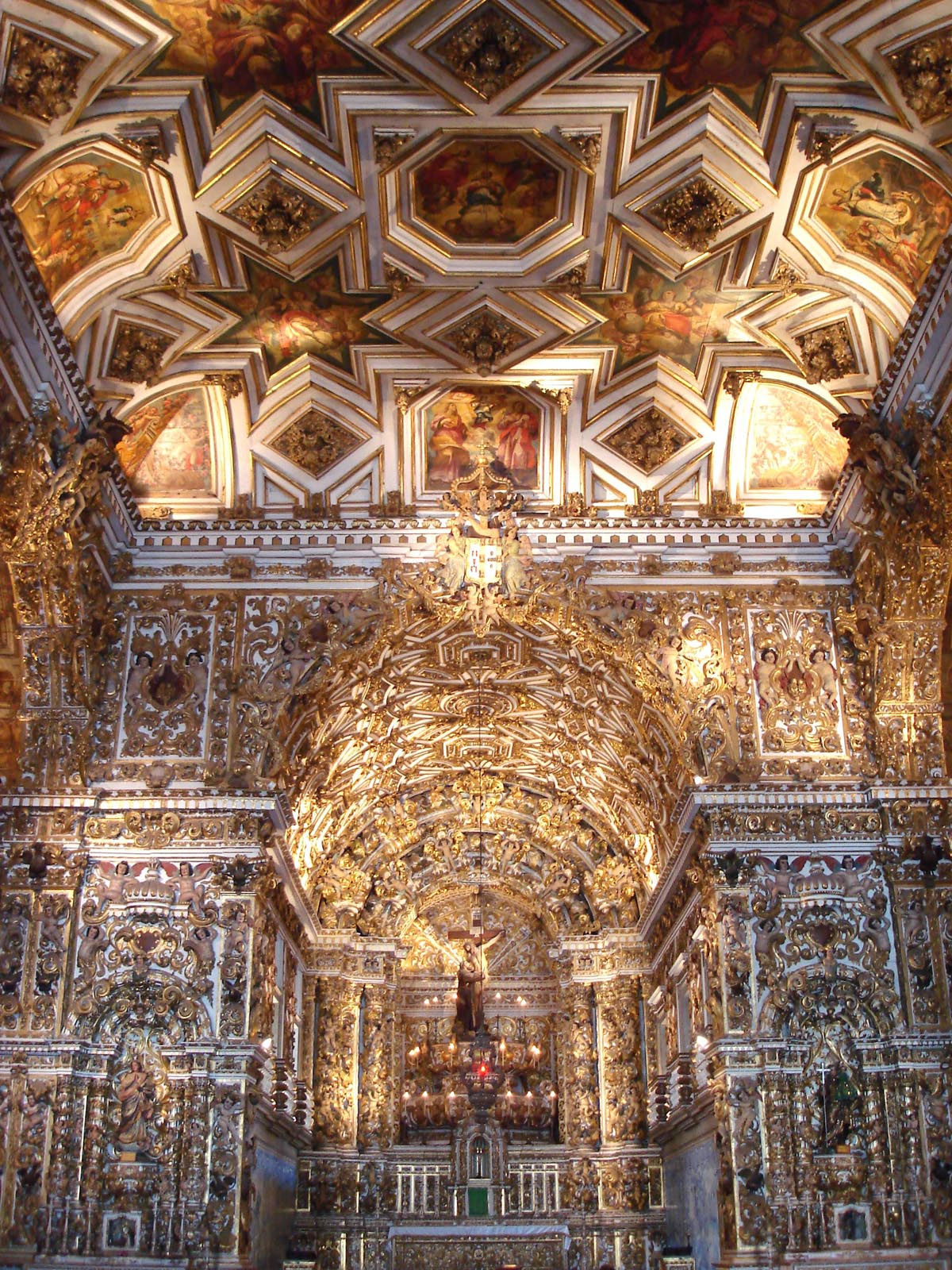
Interior da Igreja de São Francisco em Salvador, uma das mais importantes expressões do barroco brasileiro.

O Barroco foi o estilo artístico dominante no Brasil durante a maior parte do período colonial, encontrando um terreno receptivo para um rico florescimento. Fez sua aparição no país no início do século XVII, introduzido por missionários católicos, especialmente jesuítas, que para lá se dirigiram a fim de catequizar e aculturar os povos indígenas nativos e auxiliar os portugueses no processo colonizador. Ao longo do período colonial vigorou uma íntima associação entre a Igreja e o Estado, mas como na colônia não havia uma corte que servisse de mecenas, como as elites não se preocuparam em construir palácios ou patrocinar as artes profanas senão no fim do período, e como a religião exercia enorme influência no cotidiano de todos, deste conjunto de fatores deriva que a vasta maioria do legado barroco brasileiro esteja na arte sacra: estatuária, pintura e obra de talha para decoração de igrejas e conventos ou para culto privado.
As características mais típicas do Barroco, descrito usualmente como um estilo dinâmico, narrativo, ornamental, dramático, cultivando os contrastes e uma plasticidade sedutora, veiculam um conteúdo programático articulado com requintes de retórica e grande pragmatismo. A arte barroca foi uma arte em essência funcional, prestando-se muito bem aos fins a que foi posta a servir: além de sua função puramente decorativa, facilitava a absorção da doutrina católica e dos costumes tradicionais pelos neófitos, sendo eficiente instrumento pedagógico e catequético. Logo os índios pacificados mais habilidosos, e depois os negros importados como escravos, expostos maciçamente à cultura portuguesa, de meros espectadores de suas expressões artísticas passaram a agentes produtores, sendo responsáveis, principalmente os negros, por grande parte do acervo barroco produzido no país. Eles e os artesãos populares, numa sociedade em processo de integração e estabilização, começaram a dar ao Barroco europeu feições novas, originais, e por isso se considera que esta aclimatação constitua um dos primeiros testemunhos da formação de uma cultura genuinamente brasileira.
Na literatura, o poema épico Prosopopeia (1601), de Bento Teixeira, é tido como o marco inicial, atingindo o apogeu com o poeta Gregório de Matos e com o orador sacro Padre Antônio Vieira. Nas artes plásticas seus maiores expoentes foram Aleijadinho e Mestre Ataíde. No campo da arquitetura esta escola se enraizou principalmente no Nordeste e em Minas Gerais, mas deixou grandes e numerosos exemplos por quase todo o restante do país, do Rio Grande do Sul ao Pará. Quanto à música, por relatos literários sabe-se que foi também pródiga, mas, ao contrário das outras artes, quase nada se salvou. Com o desenvolvimento do Neoclassicismo e do Academismo a partir das primeiras décadas do século XIX, a tradição barroca caiu rapidamente em desuso na cultura da elite. Porém ele sobreviveu na cultura popular, especialmente em regiões interioranas, no trabalho de santeiros e em algumas festividades.
Desde que os intelectuais modernistas iniciaram, no início do século XX, um processo de resgate do Barroco nacional, grande número de edificações e acervos de arte já foram protegidos pelo governo, em suas várias instâncias, através de tombamento, musealização ou outros processos, atestando o reconhecimento oficial da importância do Barroco para a história da cultura brasileira. Centros históricos barrocos como os das cidades de Ouro Preto, Olinda e Salvador e conjuntos artísticos como o do Santuário do Bom Jesus de Matosinhos receberam o estatuto de Patrimônio da Humanidade, pela chancela da Unesco. Essa herança preciosa é um dos grandes atrativos do turismo cultural no país, ao mesmo tempo em que se torna um ícone identificador do Brasil, tanto para naturais da terra como para os estrangeiros. Apesar de sua importância, boa parte do legado material do Barroco brasileiro encontra-se em mau estado de conservação e exige restauro e outras medidas conservadoras, verificando-se frequentemente perdas ou degradação de exemplares valiosos em todas as modalidades artísticas. O país ainda tem muito a fazer para preservar parte tão importante de sua história, tradição e cultura. Por outro lado, parece crescer a conscientização da população em geral sobre a necessidade de proteger um patrimônio que é de todos e que pode reverter em benefício de todos, um benefício até econômico, se bem manejado e conservado. Museus nacionais a cada dia se esforçam por aprimorar suas técnicas e procedimentos, a bibliografia se avoluma, o governo têm investido bastante nesta área e até mesmo o bom mercado que a arte barroca nacional sempre encontra ajuda na sua valorização como peças merecedoras de atenção e cuidado.

## Características e contexto

### O modelo europeu e seu abrasileiramento

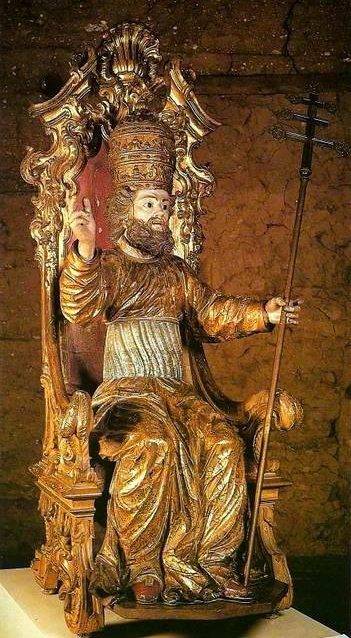
São Pedro papa, da escola portuguesa mais erudita. Museu de Arte Sacra de São Paulo

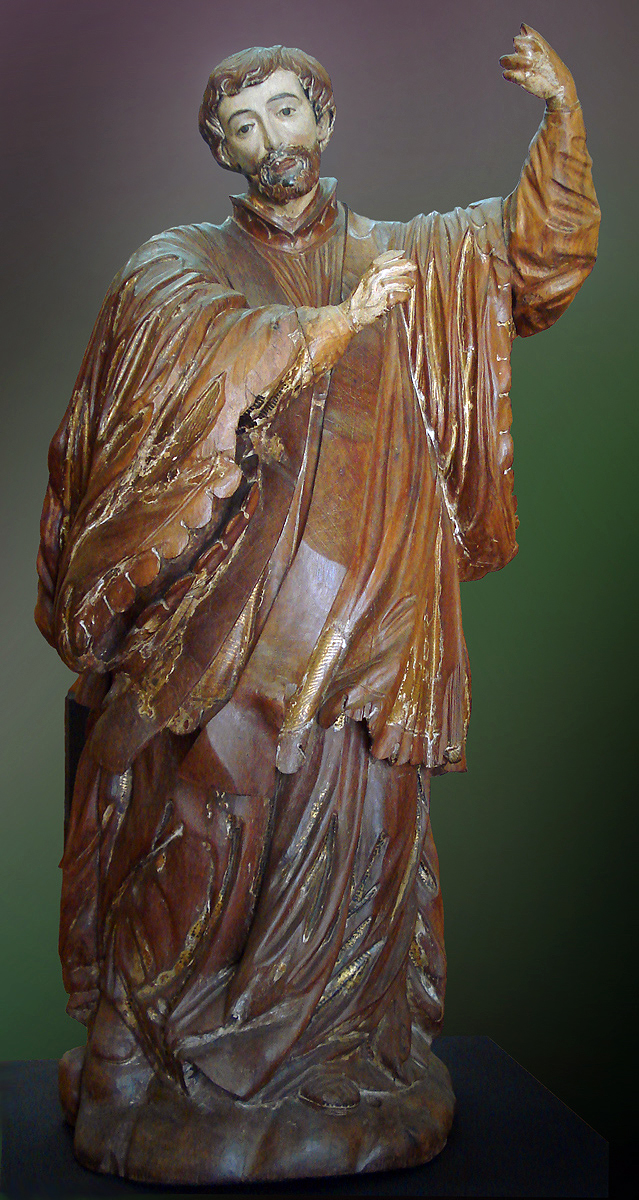
Arte das Missões jesuíticas, de herança espanhola e italiana: São Francisco Xavier, Museu Júlio de Castilhos

O Barroco nasceu na Itália, na passagem do século XVI para o século XVII, em meio a uma das maiores crises espirituais que a Europa já enfrentara: a Reforma Protestante, que cindiu a antiga unidade religiosa do continente e provocou um rearranjo político internacional em que a Igreja Católica, outrora todo-poderosa, perdeu força e espaço. Foi um estilo de reação contra o classicismo do Renascimento, cujas bases giravam em torno da simetria, da proporcionalidade, da economia, da racionalidade e do equilíbrio formal. Assim, a estética barroca primou pela assimetria, pelo excesso, pelo expressivo e pelo irregular, tanto que o próprio termo "barroco", que nomeou o estilo, designava uma pérola de formato bizarro e irregular.
Além de uma tendência estética, esses traços constituíram uma verdadeira forma de vida e deram o tom a toda a cultura do período, uma cultura que enfatizava o contraste, o conflito, o dinâmico, o dramático, o grandiloquente, a dissolução dos limites, junto com um gosto acentuado pela opulência de formas e materiais, tornando-se um veículo perfeito para a Igreja Católica da Contrarreforma e as monarquias absolutistas em ascensão expressarem visivelmente seus ideais de glória e pompa. As estruturas monumentais erguidas durante o Barroco, como os palácios e os grandes teatros e igrejas, buscavam criar um impacto de natureza espetacular e exuberante, propondo uma integração entre as várias linguagens artísticas e prendendo o observador numa atmosfera catártica, apoteótica, envolvente e apaixonada. Essa estética teve grande aceitação na Península Ibérica, especialmente em Portugal, cuja cultura, além de essencialmente católica e monárquica, em que se uniam oficialmente Igreja e Estado e se delimitavam fronteiras frouxas e indistintas entre o público e o privado, estava impregnada de milenarismo e misticismo, favorecendo uma religiosidade onipresente e supersticiosa, caracterizada pela intensidade emocional. E de Portugal o movimento passou à sua colônia na América, onde o contexto cultural dos povos indígenas, marcado pelo ritualismo e festividade, forneceu um pano de fundo receptivo.
O Barroco surgiu no Brasil quando já se haviam passado cerca de cem anos da presença colonizadora portuguesa no território. A população já se multiplicava nas primeiras vilas e alguma cultura autóctone já lançava raízes, embora os colonizadores ainda lutassem por estabelecer uma infraestrutura essencial — contra uma natureza ainda selvagem e povos indígenas nem sempre amigáveis — até onde permitisse sua condição de colônia pesadamente explorada pela metrópole. Nesta sociedade em fundação se instaurou a escravatura como base da força produtiva.
Nasceu o Barroco, pois, num terreno de luta e conquista, mas não menos de deslumbramento diante da paisagem magnífica, sentimento que foi declarado pelos colonizadores desde o início. Florescendo nos longos séculos de construção de um novo e imenso país, e sendo uma corrente estética cuja essência e vida está no contraste, no drama, no excesso e no maravilhamento, talvez mesmo por isso pôde espelhar a magnitude continental da empreitada colonizadora deixando um conjunto de obras-primas igualmente grandioso. Porém, mais do que uma corrente estética, o Barroco foi um movimento cultural que penetrou em todas as esferas e estratos sociais e desenhou todo um estilo de vida. O Barroco, então, confunde-se com, e dá forma a, uma larga porção da identidade e do passado nacionais. Segundo Benedito Lima de Toledo, "fica um fato fundamental: por mais de três séculos o Barroco traduziu as aspirações e as contradições da sociedade brasileira, ávida de encontrar seus próprios caminhos. É a arte que dá expressão aos anseios da nação em sua longa busca de autoafirmação", e não por acaso Affonso Romano de Sant'Anna o chamou de "a alma do Brasil". Significativa parte desta herança artística hoje é Patrimônio da Humanidade, e um grande acervo foi tombado em nível nacional pelo IPHAN e por instâncias estaduais e municipais.
O Barroco no Brasil foi formado por uma complexa teia de influências europeias e adaptações locais, embora em geral coloridas pela interpretação portuguesa do estilo. É preciso lembrar que o contexto em que o Barroco se desenvolveu na colônia era completamente diverso daquele que lhe dera origem na Europa. Aqui tudo ainda estava "por fazer". Por isso o Barroco brasileiro, apesar de todo ouro nas igrejas nacionais, já foi acusado de pobreza e ingenuidade quando comparado com o Barroco europeu, de caráter erudito, cortesão, sofisticado, muito mais rico e sobretudo branco, pois grande parte da produção local tem de fato uma técnica rudimentar, criada por artesãos com pouco estudo, incluindo escravos, mulatos forros e até índios. Mas essa feição mestiça, ingênua e inculta é um dos elementos que lhe empresta originalidade e tipicidade. Como observou Lúcio Costa,
"Convém desde logo reconhecer que não são sempre as obras academicamente perfeitas [...] as que, de fato, maior valor plástico possuem. As obras de sabor popular, desfigurando a seu modo as relações modulares do padrões eruditos, criam, muitas vezes, relações plásticas novas e imprevistas, cheias de espontaneidade e de espírito de invenção, o que eventualmente as coloca em plano artisticamente superior ao das obras muito bem comportadas, dentro das regras do estilo e do bom gosto, mas vazias de seiva criadora e de sentido real".

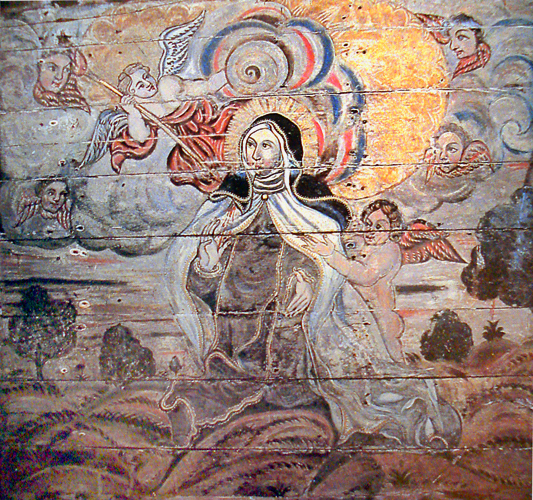
Anônimo: Êxtase de Santa Teresa, Igreja do Convento do Carmo, São Cristóvão. A espontaneidade naïf ou ingênua é uma característica de grande parte do barroco brasileiro

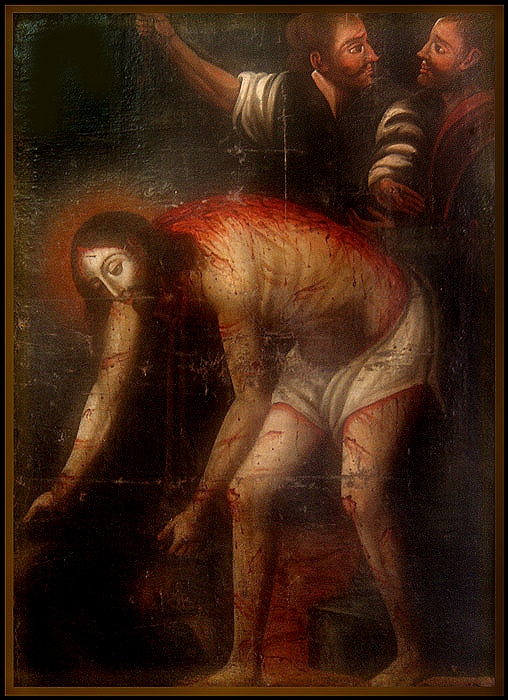
Um índio anônimo no século XVII produziu este Cristo açoitado, hoje no Museu de Arte Sacra de Pernambuco, onde se percebe uma pletora de influências estilísticas exóticas

Além disso, a comunicação entre os primeiros centros de povoação no litoral não era fácil, muitas vezes era mais prático recorrer diretamente a Lisboa para tudo. Natural que até o século XVII os ensaios artísticos brasileiros se realizassem muitas vezes em condições precárias onde imperava o improviso e o amadorismo, e muito sem o conhecimento do que se passava em outros lugares da colônia, dando origem a interpretações idiossincráticas do estilo. O frequente contato com a Metrópole, por outro lado, possibilitou à arte colonial ter acesso a uma ininterrupta fonte de novas informações, sem que isso impedisse variações e interpretações locais. E houve, certamente, muitos mestres eruditos em atividade, que se tornaram chefes de escolas, portugueses no início, e mais tarde, muitos brasileiros também. A estes devem-se os exemplares mais ricos e sofisticados da produção barroca. Os religiosos ativos no Brasil, oriundos de diversos países, muitos deles literatos, arquitetos, pintores e escultores, em geral muito bem preparados e talentosos, contribuíram de forma decisiva para esta complexidade trazendo sua variada formação, que receberam em países como Espanha, Itália e França, além do próprio Portugal, e serviam como disseminadores. O contato com o oriente, através das companhias de comércio marítimo, também deixou sua marca, visível em algumas pinturas orientalizantes, em lacas, porcelanas e estatuetas de marfim.
No início do século XVIII, já existindo uma melhor comunicação interna e melhores condições de trabalho, começavam a circular nos ateliês do país diversos tratados teóricos e manuais práticos europeus sobre arte, e os artistas locais buscavam avidamente reproduções em gravura de obras europeias, antigas e coevas, que lhes apresentavam uma iconografia muito heterogênea usada como modelo formal e adaptada em larga escala nas criações nacionais. A partir de 1760 observou-se a penetração da influência francesa, originando uma outra derivação, mais elegante, variada e leve, o chamado Rococó, que floresceu mais expressiva nas igrejas de Minas Gerais. Neste cadinho de influências diversificadas encontram-se até elementos de estilos já obsoletos como o gótico e o renascentista. É do resultado de todos estes entrecruzamentos que nasceu o original, eclético e por vezes contraditório Barroco que hoje se vê espalhado em praticamente todo o litoral do país e em grande parte de seu interior. A região Amazônica foi a menos afetada, pois foi a última a ser povoada. O sul do Brasil, conquistado basicamente a partir de meados do século XVIII, também é relativamente pobre em herança barroca.
No fim do século XVIII o Barroco já estava perfeitamente aclimatado ao contexto nacional, tendo produzido inumeráveis frutos de alto valor. Foi quando apareceram em Minas Gerais — um dos principais polos culturais e econômicos do Brasil naquela época — as duas figuras célebres que o levaram a uma culminação e que também iluminaram o seu fim como corrente estética dominante: Aleijadinho na arquitetura e na escultura, e na pintura, Mestre Ataíde. Eles epitomizam uma arte que havia conseguido amadurecer e se adaptar ao ambiente de um país tropical e dependente da Metrópole, ligando-se aos recursos e valores regionais e constituindo um dos primeiros grandes momentos de originalidade nativa, de brasilidade genuína. Porém, o chamado "Barroco mineiro" mais típico e que eles representam tão bem, para muitos estudiosos já não é mais propriamente Barroco e sim Rococó, o que reflete as polêmicas ainda existentes a respeito da identificação do Rococó como um estilo independente. A tendência recente é de dar autonomia ao Rococó. Mas, até meados do século XIX, haveria ainda muita superposição de influências e persistência de arcaísmos, tornando frequentemente impossível uma caracterização precisa na análise dos casos individuais.
De qualquer maneira, o grande ciclo artístico de onde aqueles dois artistas surgiram foi logo depois abruptamente interrompido com a imposição oficial da novidade neoclássica, a partir da chegada da corte portuguesa ao Brasil em 1808 e da atividade da Missão Artística Francesa. A partir de então, perdendo o favorecimento oficial e das elites, o Barroco iria gradualmente se dissolver. Mas é prova do vigor com que frutificou no país o fato de que seus ecos seriam ouvidos, em centros provincianos especialmente, praticado por artesãos populares, até a contemporaneidade. De fato, vários escritores já afirmaram que o Barroco nunca morreu e continua muito vivo na cultura nacional, sendo constantemente reinvocado e reinventado.

### O papel da Igreja Católica

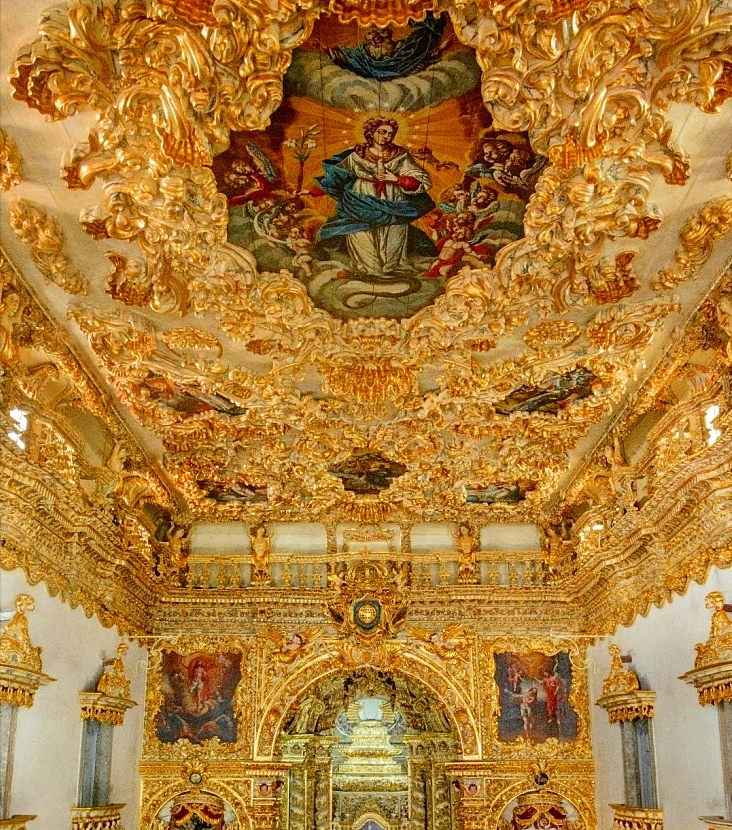
A Igreja de Nossa Senhora da Conceição dos Militares, no Recife, foi definida pelo historiador de arte francês Germain Bazin como a "capela sistina do barroco-rococó".

Na Europa, a Igreja Católica foi, ao lado das cortes, a maior mecenas de arte neste período. Na imensa colônia do Brasil não havia corte, a administração local era confusa e morosa, e assim um vasto espaço social permanecia vago para a ação da Igreja e seus empreendedores missionários, destacando-se entre eles os jesuítas, que além dos ofícios divinos administravam uma série de serviços civis como os registros de nascimento e óbito, estavam na vanguarda da conquista do interior do território servindo como pacificadores dos povos indígenas e fundadores de novas povoações, organizavam boa parte do espaço urbano no litoral e dominavam o ensino e a assistência social mantendo colégios e orfanatos, hospitais e asilos. Construindo grandes templos decorados com luxo, encomendando peças musicais para o culto e dinamizando imensamente o ambiente cultural como um todo, e é claro ditando as regras na temática e na maneira de representação dos personagens do Cristianismo, a Igreja centralizou a arte colonial brasileira, com rara expressão profana notável. No Brasil, então, quase toda arte barroca é arte religiosa. Lembre-se ainda que o templo católico não era apenas um lugar de culto, mas era o mais importante espaço de socialização do povo, um centro de transmissão de valores básicos e amiúde o único local relativamente seguro na muitas vezes turbulenta e violenta vida da colônia. Gradativamente houve um deslocamento neste equilíbrio em direção a uma laicização, mas não chegou a se completar no período de vigência do Barroco. As instituições leigas começaram a ter um peso maior por volta do século XVIII, com a multiplicação de demandas e instâncias administrativas na colônia que se desenvolvia, mas não chegaram a constituir um grande mercado para os artistas, não houve tempo. A administração civil só ganhou força com a chegada da corte portuguesa em 1808, que transformou o perfil institucional do território.

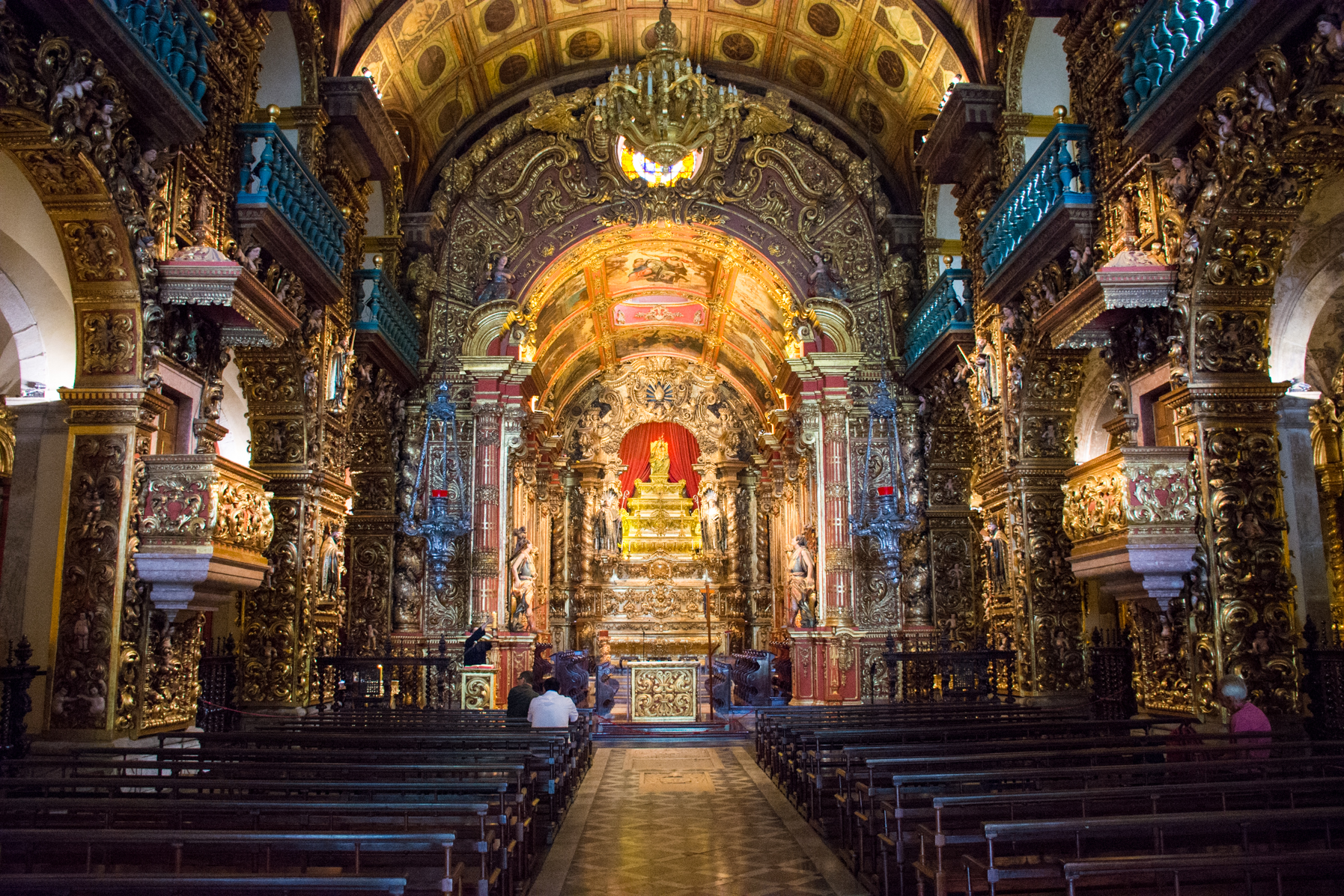
O interior inteiramente decorado da igreja do Mosteiro de São Bento, Rio

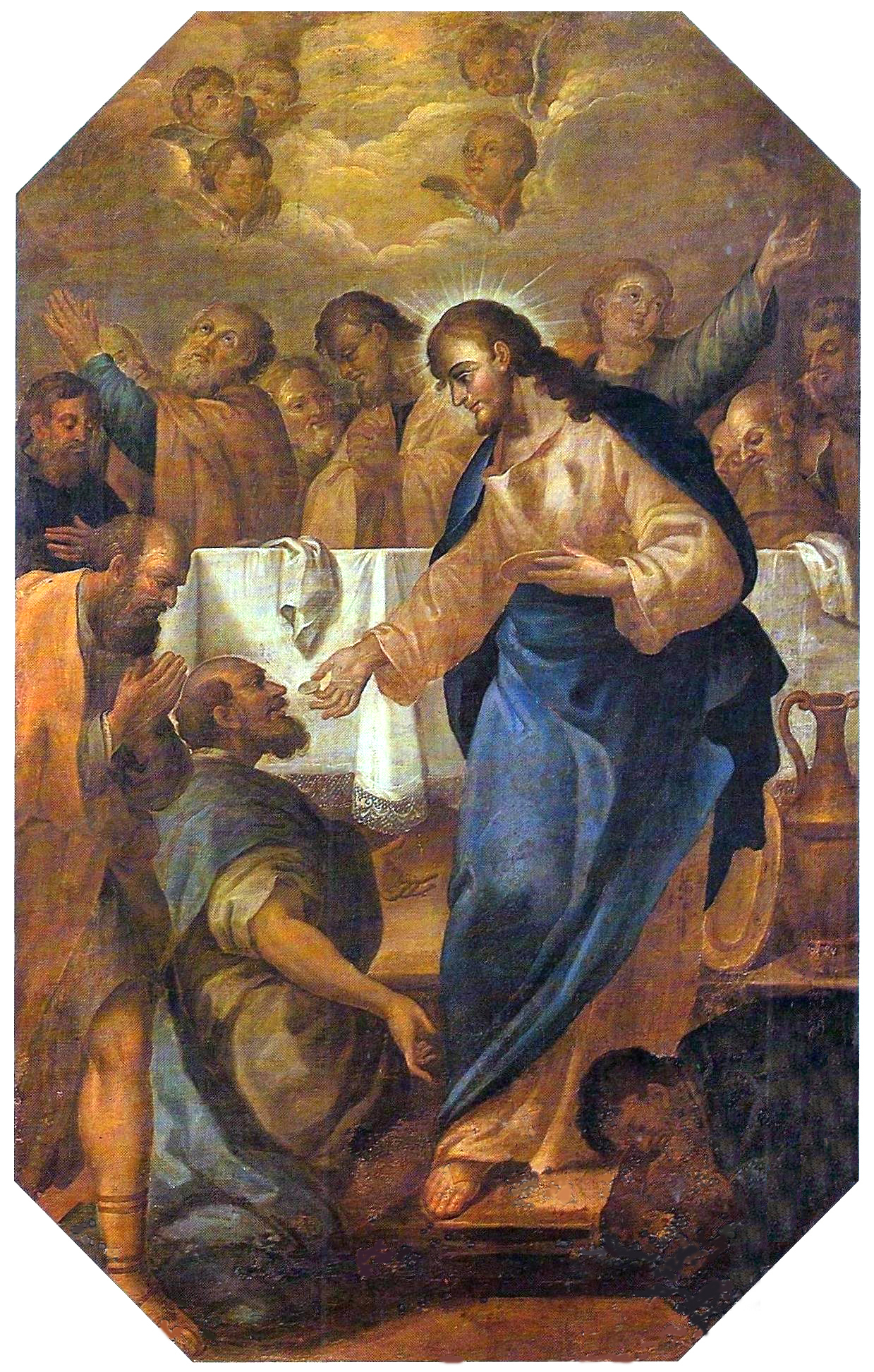
A arte barroca como "contadora de histórias" e doutrinadora: Jesus institui a Eucaristia, de José Teófilo de Jesus

Assim como em outras partes do mundo onde floresceu, o Barroco foi também no Brasil um estilo movido em boa parte pela inspiração religiosa, mas ao mesmo tempo dava enorme ênfase à sensorialidade e à riqueza dos materiais e formas, num acordo tácito e ambíguo entre glória espiritual e prazer dos sentidos. Este pacto, quando as condições permitiram, criou algumas obras de arte de enorme riqueza e complexidade formal. Basta uma entrada num dos templos principais do Barroco brasileiro para os olhos de pronto se perderem numa explosão de formas e cores, onde as imagens dos santos são emolduradas por resplendores, cariátides, anjos, guirlandas, colunas e entalhes em volume tal que em alguns casos não deixam um palmo quadrado de espaço à vista sem intervenção decorativa, com ouro a cobrir paredes e altares. Como disse Germain Bazin, "para o homem deste tempo, tudo é espetáculo".
Na perspectiva da época essa essa prodigalidade decorativa se justificava: o religioso educava o povo em direção à apreciação das virtudes abstratas buscando seduzi-lo antes pelos sentidos corpóreos, especialmente através da beleza das formas. Mas tanta riqueza também era considerada um tributo devido a Deus, por Sua própria glória. Apesar da denúncia protestante do excessivo luxo dos templos católicos, e da recomendação de austeridade pelo Concílio de Trento, o Catolicismo prático ignorou as restrições. De fato, o próprio Concílio, convocado essencialmente para planejar o combate ao avanço protestante, orquestrou, principalmente através dos jesuítas, uma agressiva campanha proselitista através da arte, tornando-a mais atraente para o gosto popular satisfazendo suas necessidades de compreensibilidade, tocando em suas paixões, esperanças e temores mais básicos, adicionando um caráter doutrinal sistemático, e introduzindo também novos temas, novos modos representativos e um estilo todo novo. Esses fatores criaram um projeto cultural que além de ter requintes pedagógicos foi nas várias artes um divisor de águas e promoveu o surgimento de uma cornucópia de obras-primas, prevendo uma verdadeira imersão do público em ambientes em que receberia um bombardeio maciço de estímulos sensoriais, intelectuais e emocionais variados, entre os quais estavam as narrativas sacras pintadas nas telas, a música grandiosa e pungente, o bruxulear das velas arrancando reflexos místicos do ouro nas ricas talhas, as piedosas encenações de mistérios, as estátuas "milagrosas" a prometer venturas aos crentes e a intimidar os pecadores, o cheiro do incenso a criar sugestiva atmosfera, as ladainhas em coro, as procissões festivas com foguetórios e as cerimônias suntuosas, os sermões retóricos, tudo em sintonia, entendendo que a arte "pode seduzir a alma, perturbá-la e encantá-la nas profundezas não percebidas pela razão; que isso se faça em benefício da fé"'. Tal programa, fundamentado em um discurso de forte sentido cenográfico e declamatório, expressando-se cheio de alegorias e prolixas descrições, e apelando para afetos intensos, se traduziu plasticamente na extrema complexidade, nos fortes contrastes e no dinamismo das formas artísticas barrocas em todos os países onde o estilo prosperou, pois era a expressão visível do intrincado, paradoxal e dramático espírito da época.
No Brasil colônia a ameaça protestante não existia, mas seu povo incluía uma maioria de pagãos — os negros e indígenas — e por isso o modelo continuava válido: precisava ser uma arte sedutora e didática, para que os pagãos fossem atraídos e convertidos, e os brancos parvos e infantes, bem ilustrados; seria para todos um meio de educação, impondo-lhes crenças, tradições e modelos de virtude e conduta. Ao mesmo tempo, fortaleceria a fé dos que já a tinham, estimulando seu aperfeiçoamento. Na sociedade colonial, onde havia abismos intransponíveis entre as classes sociais, onde imperava a escravidão, e os indígenas e negros, na prática e com rara exceção, nem eram considerados seres humanos, mas mera propriedade privada, instrumento de exploração e fonte de lucro, uma religião única servia também como uma forma de amortecimento dessas graves desigualdades e tensões, possibilitando que o poder colonizador melhor as controlasse, e até as justificasse, na perspectiva da união formal entre Igreja e Estado, onde a Igreja em muito contribuía com sua doutrina e arte para a manutenção do status quo social e político. Segundo explicou Alfredo Bosi,

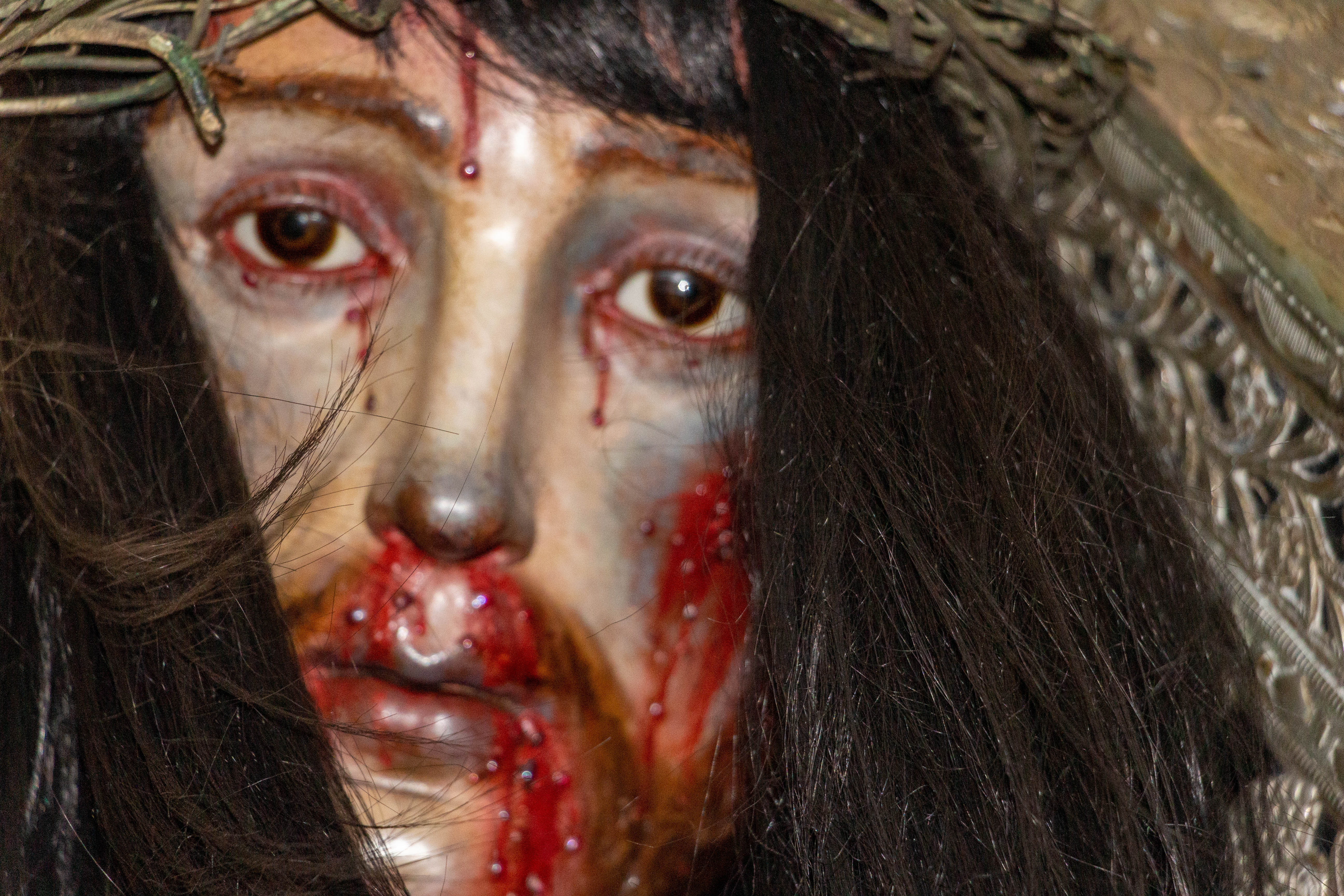
Detalhe de um expressivo Cristo flagelado, estátua de roca em tamanho natural, com cabelos reais, na Capela da Ajuda, Salvador

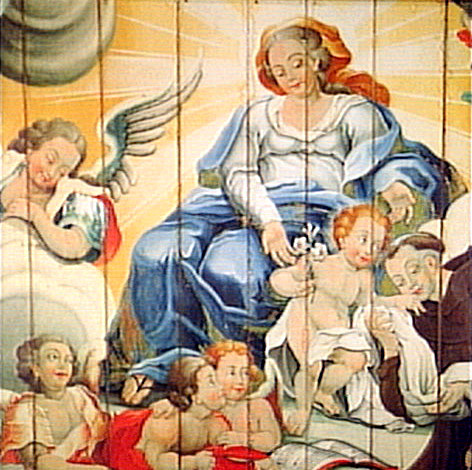
Detalhe da Virgem entregando o Menino Jesus a Santo Antônio, de Mestre Ataíde, exemplo do lado doce do Barroco brasileiro

"Nas entranhas da condição colonial concebia-se uma retórica para as massas que só poderia assumir em grandes esquemas alegóricos os conteúdos doutrinários que o agente aculturador se propusera incutir. A alegoria exerce um poder singular de persuasão, não raro terrível pela simplicidade de suas imagens e pela uniformidade da leitura coletiva. Daí o seu uso como ferramenta de aculturação, daí a sua presença desde a primeira hora da nossa vida espiritual, plantada na Contrarreforma que unia as pontas do último Medievo e do primeiro Barroco".
Além da beleza das formas e da riqueza dos materiais, durante o Barroco o Catolicismo se valeu enfaticamente do aspecto emocional do culto. O amor, a devoção e a compaixão eram visualmente estimulados pela representação dos momentos mais dramáticos da história sagrada, e assim abundam os Cristos açoitados, as Virgens com o coração trespassado de facas, os crucifixos sanguinolentos, e as patéticas imagens de roca, verdadeiros marionetes articulados, com cabelos, dentes e roupas reais, que se levavam em procissões solenes e feéricas onde não faltavam as lágrimas e as mortificações físicas, e os pecados eram confessados em alta voz. As festividades religiosas constituíam, na verdade, mais do que uma forma de expressão piedosa, eram também os mais importantes momentos de socialização coletiva na vida colonial, frequentemente se estendendo para dentro do ambiente privado. A intensidade desses eventos ficou registrada em muitos relatos de época, como o do padre Antônio Gonçalves, que participou de uma procissão da Semana Santa em Porto Seguro:
"Nunca vi tantas lágrimas em Paixão como vi nesta, porque desde o princípio até o cabo, foi uma contínua grita e não havia quem pudesse ouvir o que o padre dizia. E isso assim em homens como em mulheres, e (referindo-se às autoflagelações) saíram umas cinco ou seis pessoas quase mortas, as quais por muito espaço não tornaram a si.... E houve pessoas que diziam desejarem de se irem meter em parte onde não vissem gente e fazerem toda sua vida penitência de seus pecados".
Esse não foi um exemplo isolado, ao contrário, a mentalidade católica barroca era especialmente afeita ao exagero e ao drama, acreditava piamente em milagres e a devoção às relíquias e aos santos era uma prática geral, muitas vezes misturando-se a superstições e práticas altamente heterodoxas, às vezes aprendidas dos indígenas e negros, que o clero tinha grande dificuldade de coibir, sempre temendo que os fiéis se desviassem para a feitiçaria, o que os relatórios dos Visitadores da Inquisição referiam acontecer em toda parte, mesmo entre o próprio clero mais ignorante. Como afirmou Luiz Mott, "malgrado a preocupação da Inquisição e da própria legislação real, proibindo a prática de feitiçarias e superstições, no Brasil antigo, em toda rua, povoado, bairro rural ou freguesia, lá estavam as rezadeiras, benzedeiras e adivinhos prestando tão valorizados serviços à vizinhança". Mas essa mesma devoção mística e passional, que tantas vezes adorou o trágico e o bizarro e se aproximou perigosamente da heresia e da irreverência, plasmou também inúmeras cenas de êxtase e visões celestes, Madonnas de graça ingênua e juvenil e encanto perene, e doces Meninos Jesus cujo apelo ao coração simples do povo era imediato e sumamente efetivo. Novamente Bazin captou a essência do processo:
"A religião foi o grande princípio de unidade no Brasil. Ela impôs às diversas raças aqui misturadas, trazendo cada uma um universo psíquico diferente, um mundo de representações mentais básico, que facilmente se superpôs ao mundo pagão, no caso dos índios e dos negros, através da hagiografia, tão adequada para abrir caminho ao cristianismo aos oriundos do politeísmo".

## Arquitetura

### Edifícios da Igreja

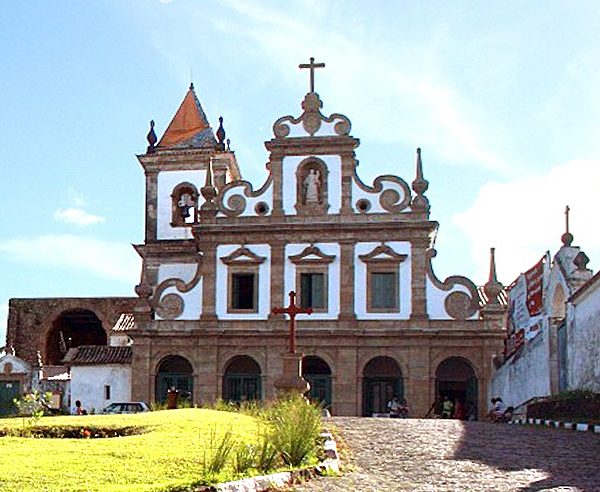
Igreja de Santo Antônio de Cairu

Os primeiros edifícios sacros de algum vulto do Brasil foram erguidos a partir da segunda metade do século XVI, quando algumas vilas já dispunham de população que o justificasse. Foram os casos de Olinda e Salvador. As mais simples empregaram a técnica do pau-a-pique, sendo cobertas com folhas de palmeira, mas desde logo os missionários se preocuparam com a durabilidade e solidez dos edifícios, preferindo sempre que possível edificar em alvenaria, embora muitas vezes, por circunstâncias várias, fossem obrigados a usar a taipa ou o adobe. As plantas buscavam antes de tudo a funcionalidade, compondo basicamente um quadrilátero sem divisão em naves e sem capelas laterais, com uma fachada elementar que implantava um frontão triangular sobre uma base retangular, e pode-se dizer que não havia, nesse período inaugural, maior preocupação com ornamentos. Este estilo, uma derivação do Maneirismo, cuja austeridade remetia aos edifícios clássicos, conheceu-se pelo nome de "arquitetura chã". Em 1577 chegou a Salvador o frei e arquiteto Francisco Dias, com a missão declarada de introduzir melhoramentos técnicos e um refinamento estético nas igrejas da colônia. Trazia a influência de Vignola, cujo estilo caíra no agrado da corte portuguesa, e fora o autor do primeiro templo barroco na Europa, a Igreja de Jesus, em Roma, que se tornou imediatamente um modelo para muitas outras igrejas jesuítas pelo mundo. No Brasil o modelo foi adaptado, mantendo o esquema da nave única mas prescindindo da cúpula e do transepto e favorecendo as torres.

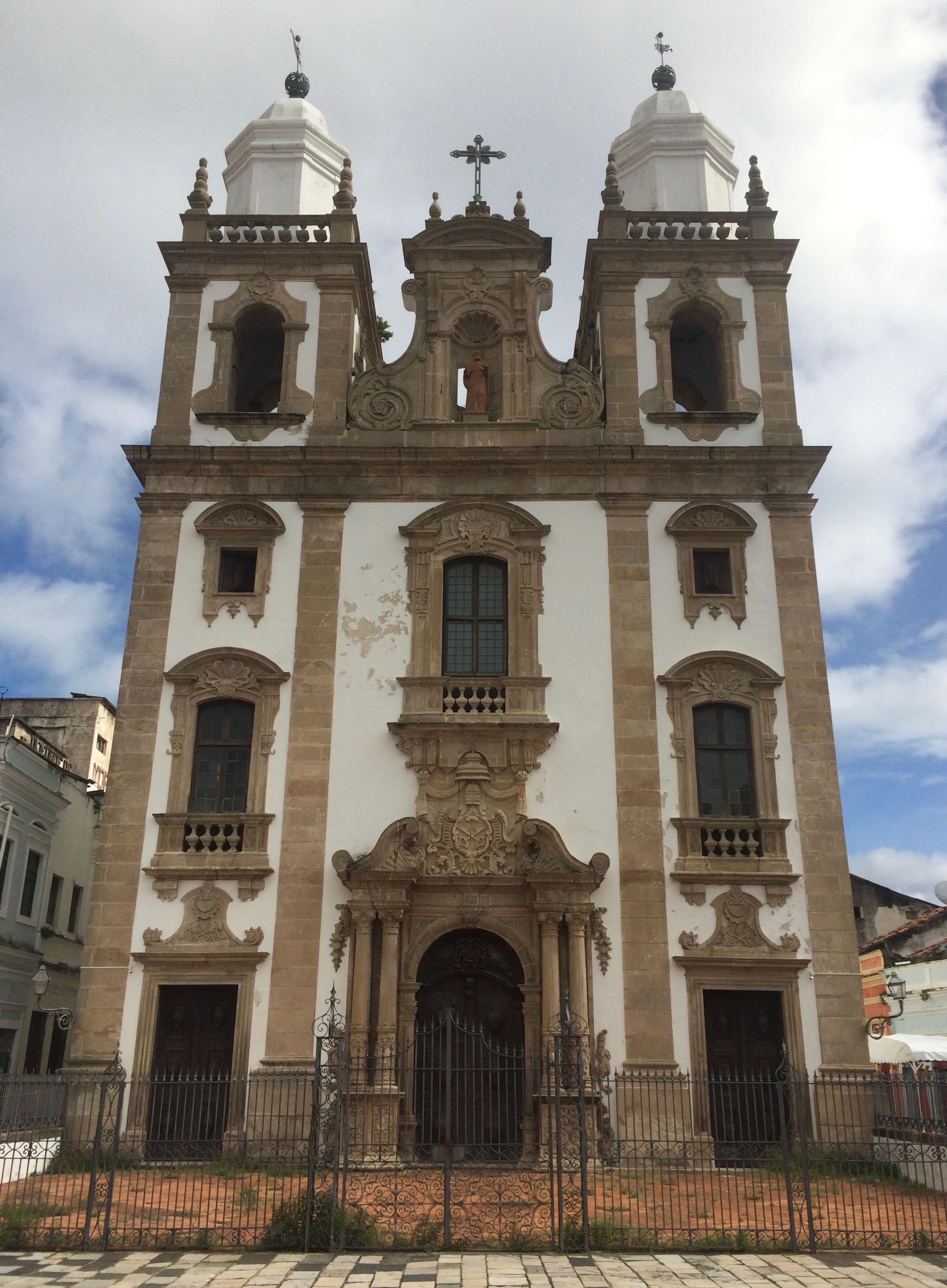
Concatedral São Pedro dos Clérigos, Recife

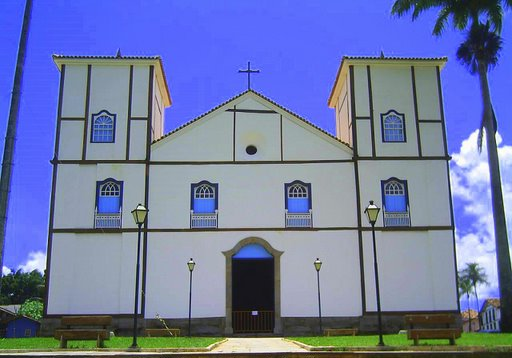
A Matriz de Pirenópolis exemplifica as adaptações populares na arquitetura sacra brasileira

Apesar das melhorias, até meados do século XVII os edifícios jesuítas, concentrados no nordeste, se mantiveram externamente nos tradicionais contornos de grande simplicidade, no que influenciaram outras ordens religiosas, reservando para os interiores o luxo que foi possível acrescentar, em altares entalhados, pinturas e estatuária. Entretanto, se os jesuítas foram bastante fiéis ao modelo italiano original, os franciscanos se permitiram introduzir variações nas fachadas, que podiam ser precedidas de um alpendre ou incluir uma galilé, enquanto que o campanário se deslocava para trás. No interior, a capela-mor franciscana tendia a ser menos profunda do que a jesuítica, e a ausência de naves laterais podia ser compensada por dois deambulatórios longitudinais estreitos. Próxima deste modelo é a Igreja de Santo Antônio em Cairu, considerada a primeira a exibir traços claramente barrocos. Seu projetista, o frei Daniel de São Francisco, criou a fachada num esquema de triângulo escalonado, com volutas fantasiosas no frontão e nas laterais; foi uma completa novidade, sem paralelos mesmo na Europa.
Durante a dominação holandesa no nordeste muitas das edificações católicas foram destruídas, e na segunda metade do século XVII, após a expulsão dos invasores, o esforço principal se concentrou na restauração e reforma das estruturas preexistentes, com relativamente poucas fundações novas. A esta altura o Barroco já era o estilo dominante. Mas recebia outras influências, como a de Borromini, emprestando mais movimento às fachadas com a adição de aberturas em arco, gradis, relevos e óculos. Nos interiores, a decoração também ganhava em riqueza, mas os esquemas eram algo estáticos, no que se convencionou chamar de "estilo nacional português".
Com o tempo, as fachadas adquiriam mais verticalidade e movimento, com aberturas em formas inusitadas - pera, losango, estrela, oval ou círculo - e os frontões, mais curvas, relevos em pedra e estatuária. Exemplos são a Matriz de Santo Antônio e a Concatedral de São Pedro dos Clérigos, no Recife, e em Salvador a Igreja de Nossa Senhora do Rosário dos Pretos. Um fenômeno um tanto diferente se verificou nas Reduções do sul, embora neste período aquele território ainda pertencesse à Espanha. Lá as construções mostraram desde logo um caráter mais monumental, e com uma maior variedade de soluções estruturais, com pórticos, colunatas e frontispícios elaborados. Também nas Reduções se desenvolveu um notável programa urbanístico para o aldeamento dos indígenas. Hoje em ruínas, parte desse núcleo de arquitetura civil e religiosa sulina foi declarado Patrimônio da Humanidade.
A partir de meados do século XVIII, sob influência do Rococó francês, se percebe no exterior dos edifícios um aligeiramento nas proporções, tornando-os mais elegantes; as aberturas são mais amplas, permitindo uma maior penetração da luz externa, e o detalhamento nos relevos em pedra chega a um alto nível. O Rococó também deu importantes frutos no nordeste, como o Convento e Igreja de São Francisco em João Pessoa, considerado por Bazin a mais perfeita em seu gênero naquela região. Mas é de assinalar que, se por um lado as ornamentações de fachada e interior se tornaram cada vez mais suntuosas e movimentadas, as plantas dos edifícios, ao longo de toda a trajetória do Barroco no país, pouco se afastaram do que determinava o estilo chão. Nas palavras de John Bury,
"Mesmo no século XVIII, quando fachadas, cúpulas, torres, retábulos, púlpitos e a ornamentação interna das igrejas em geral se libertaram por completo de todas as precedentes limitações de traçados estáticos e retilíneos, e as fachadas das igrejas do Barroco e do Rococó desenvolveram um dinamismo acentuado e uma predileção por formas curvas e sinuosas quase sem paralelo na Europa, ainda assim, as plantas baixas dessas igrejas se mantiveram monotonamente fiéis aos severos traçados retangulares dos séculos XVI e XVII".
Deve-se ainda lembrar em todas as fases a contribuição popular em muitos projetos de comunidades mais pobres, em matrizes e pequenas capelas que pontilham os sertões brasileiros, contribuindo para a diversidade e simplificando proporções, ornamentos, técnicas e materiais muitas vezes em soluções criativas, de grande plasticidade. Paralelamente à construção de igrejas, os religiosos construíram muitos conventos, mosteiros, colégios e hospitais, alguns deles de avantajadas dimensões e que, nos dois primeiros casos, podiam ser decorados com um luxo comparável ao encontrado nas mais ricas igrejas. Quanto aos outros, primam pela simplicidade e funcionalidade, despojados de ornamentos.

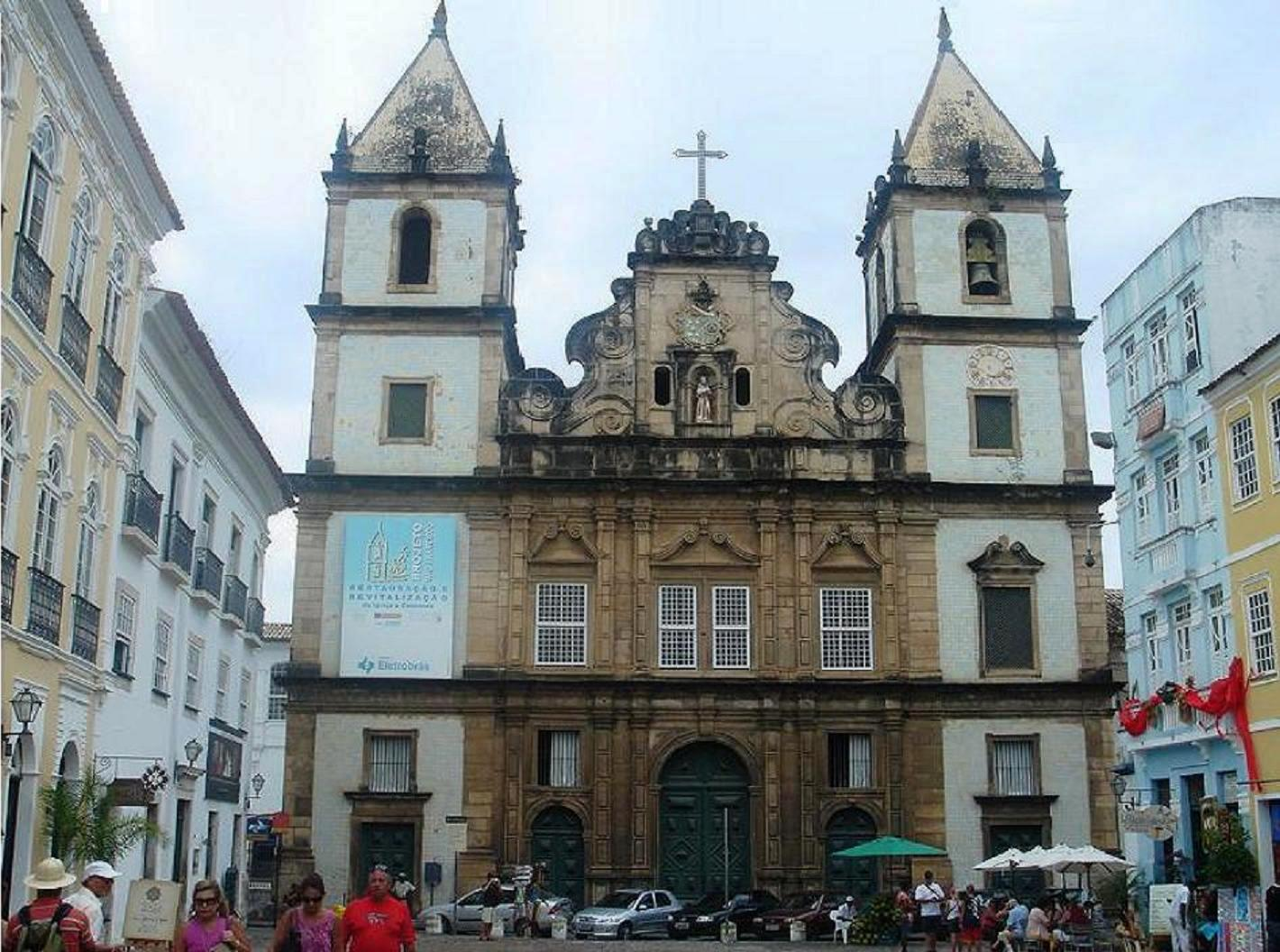
Igreja de São Francisco, Salvador, Bahia
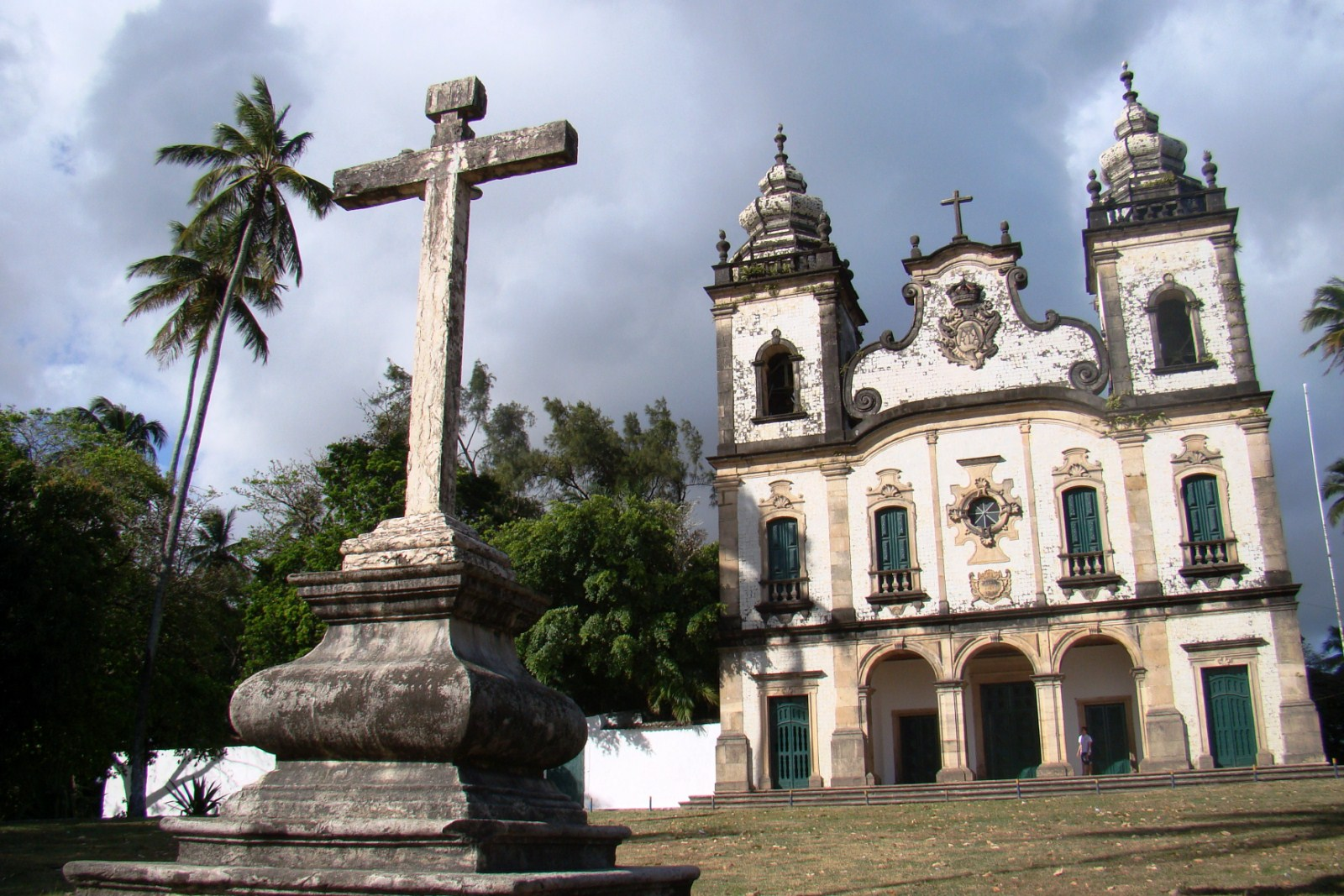
Igreja de Nossa Senhora dos Prazeres dos Montes Guararapes, Jaboatão dos Guararapes, Pernambuco
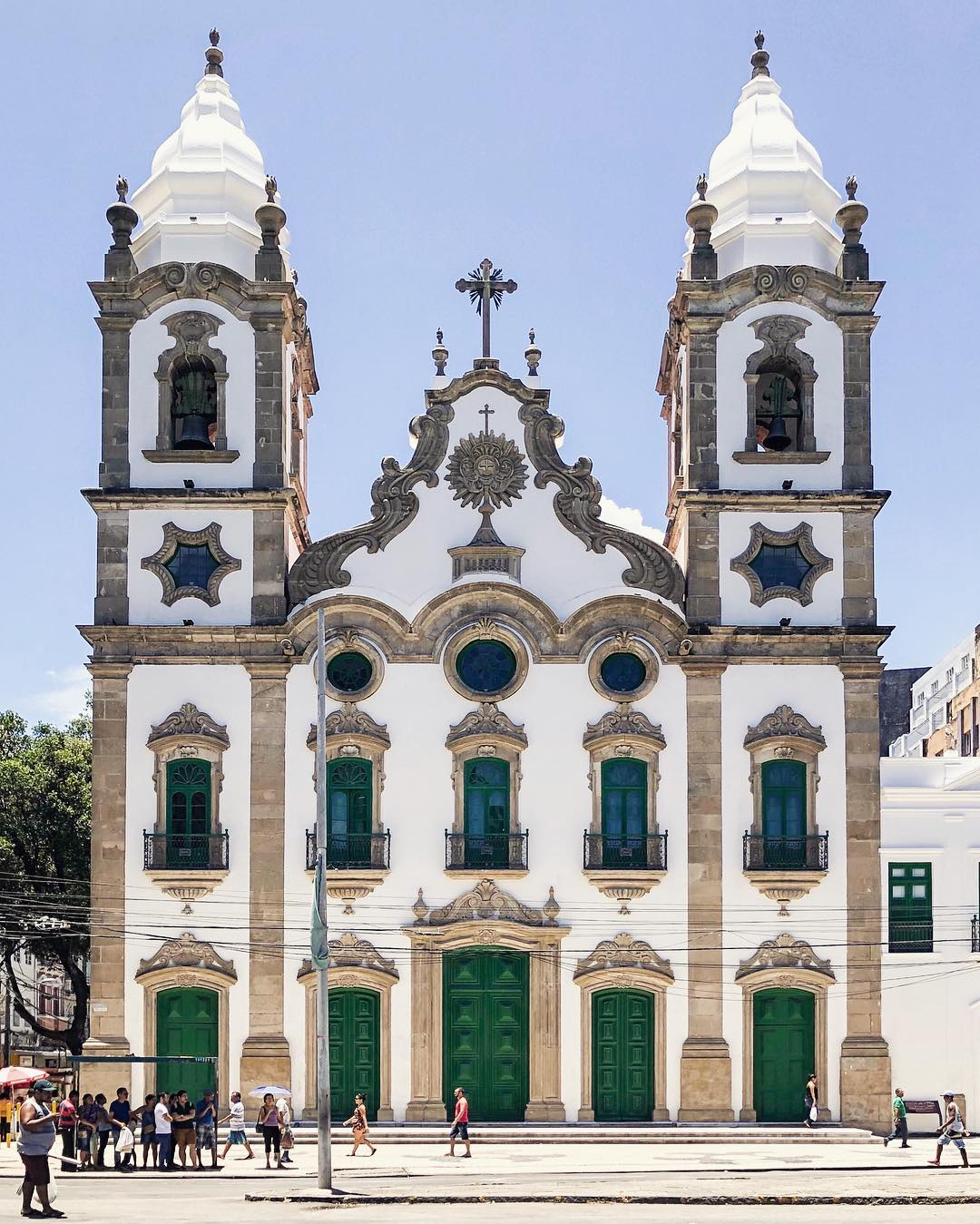
Matriz de Santo Antônio no Recife, Pernambuco
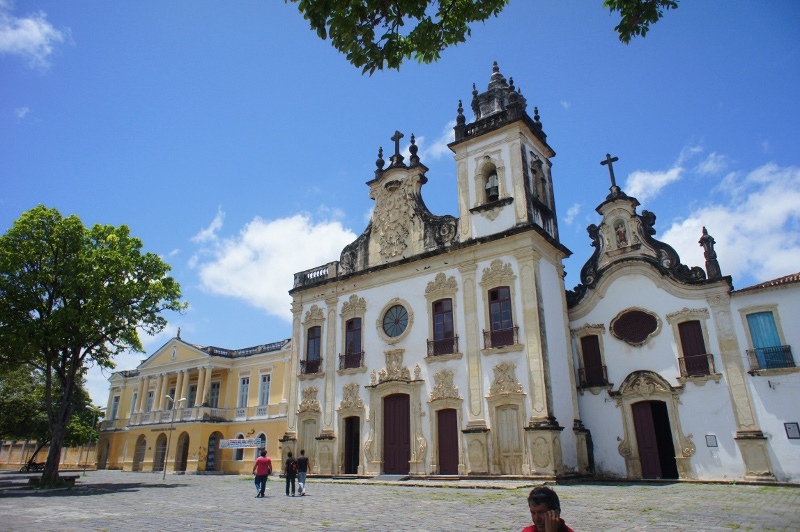
Igreja de Nossa Senhora do Carmo, e ao lado a Igreja dos Terceiros, João Pessoa, Paraíba
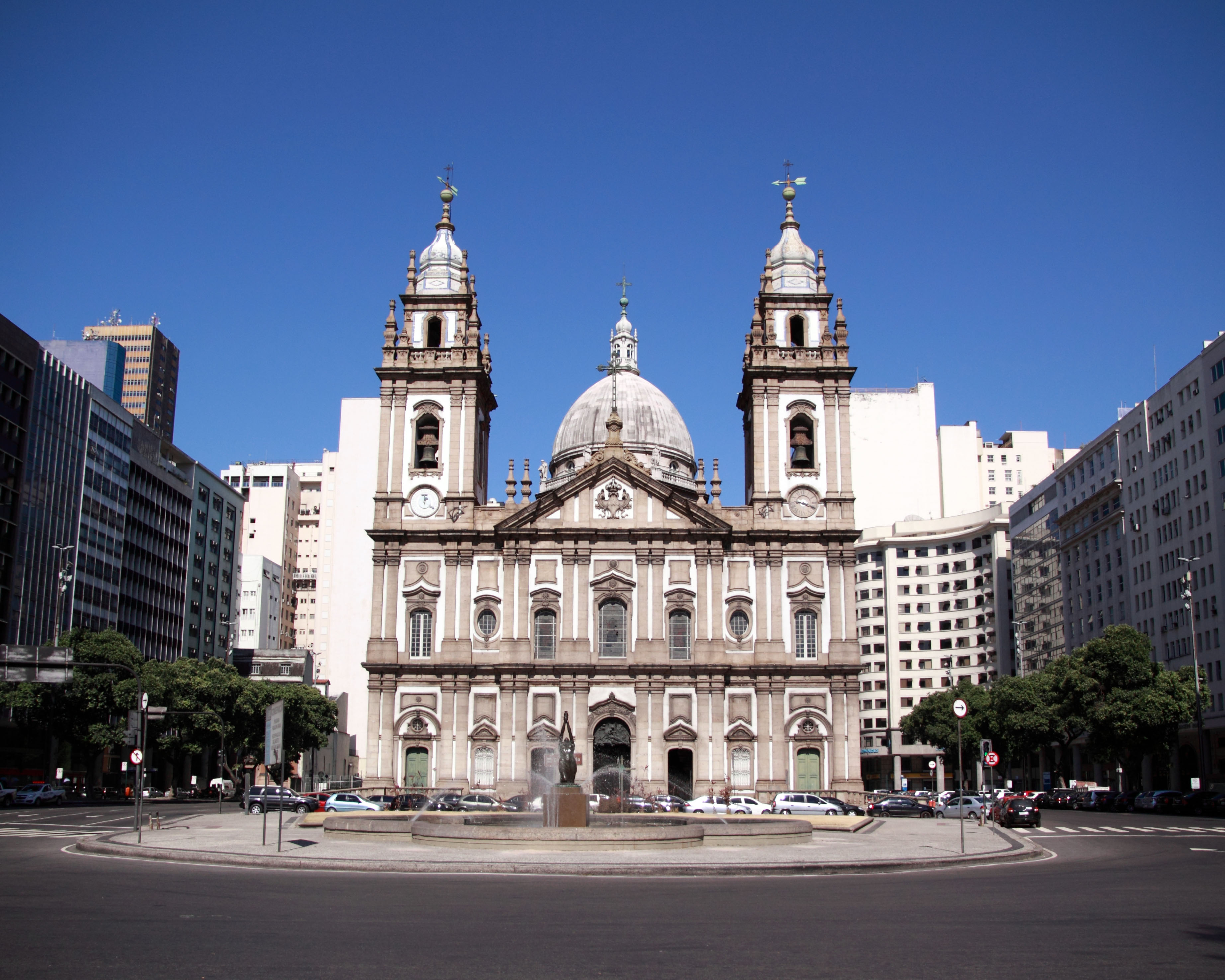
Igreja da Candelária, cidade do Rio de Janeiro.

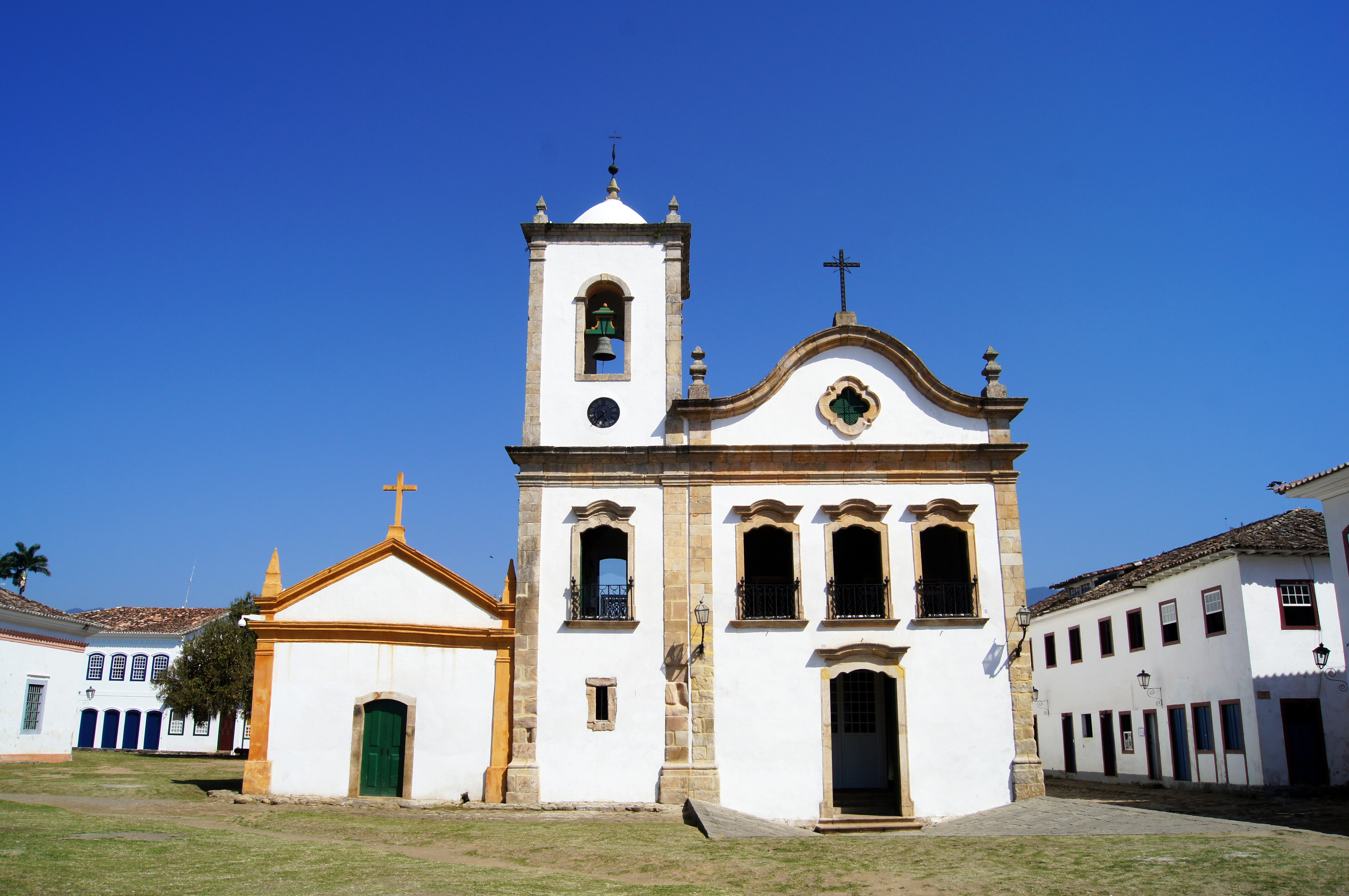
Igreja de Santa Rita de Cássia, em Paraty, Rio de Janeiro
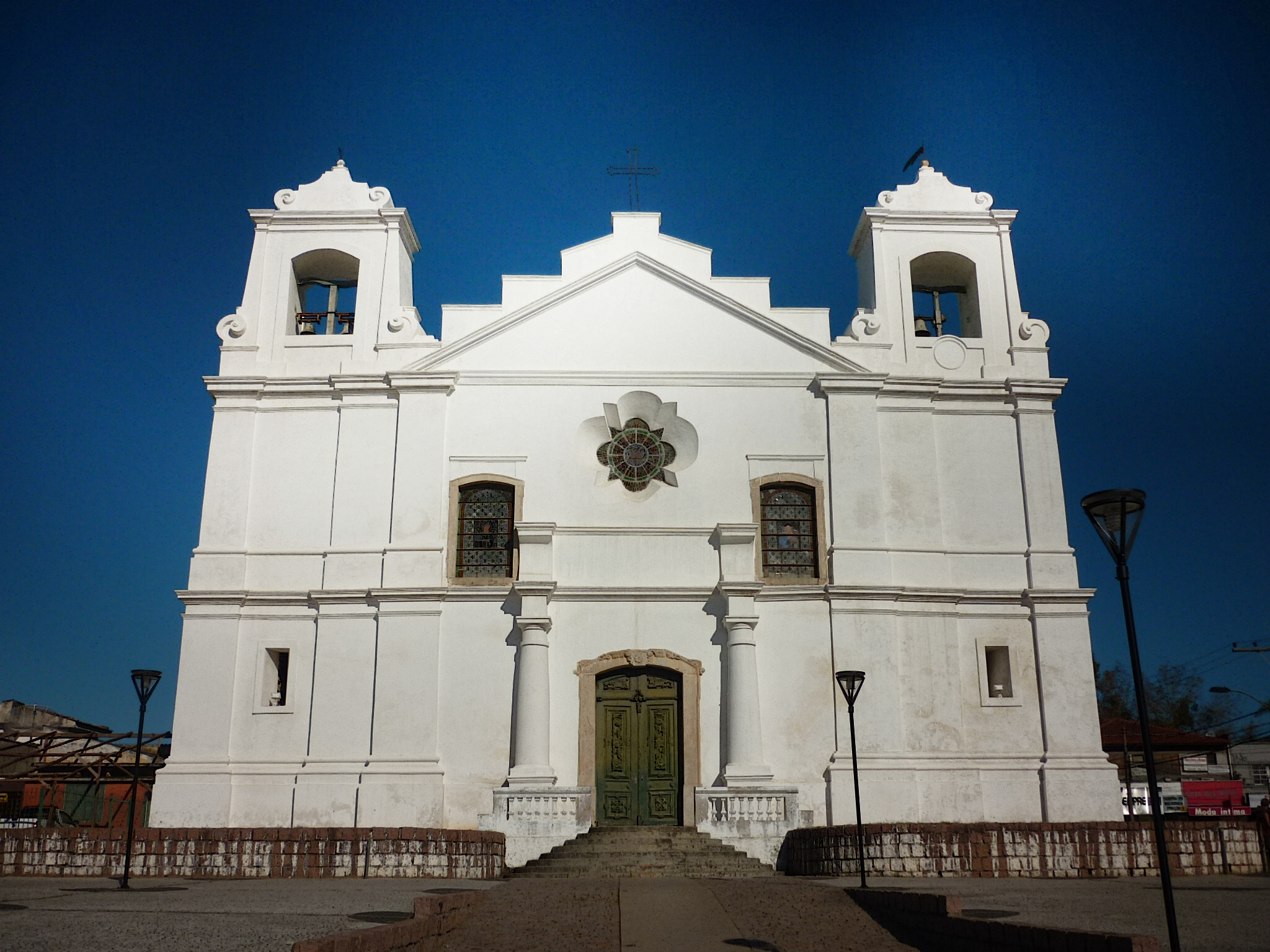
Matriz de Viamão, Rio Grande do Sul.
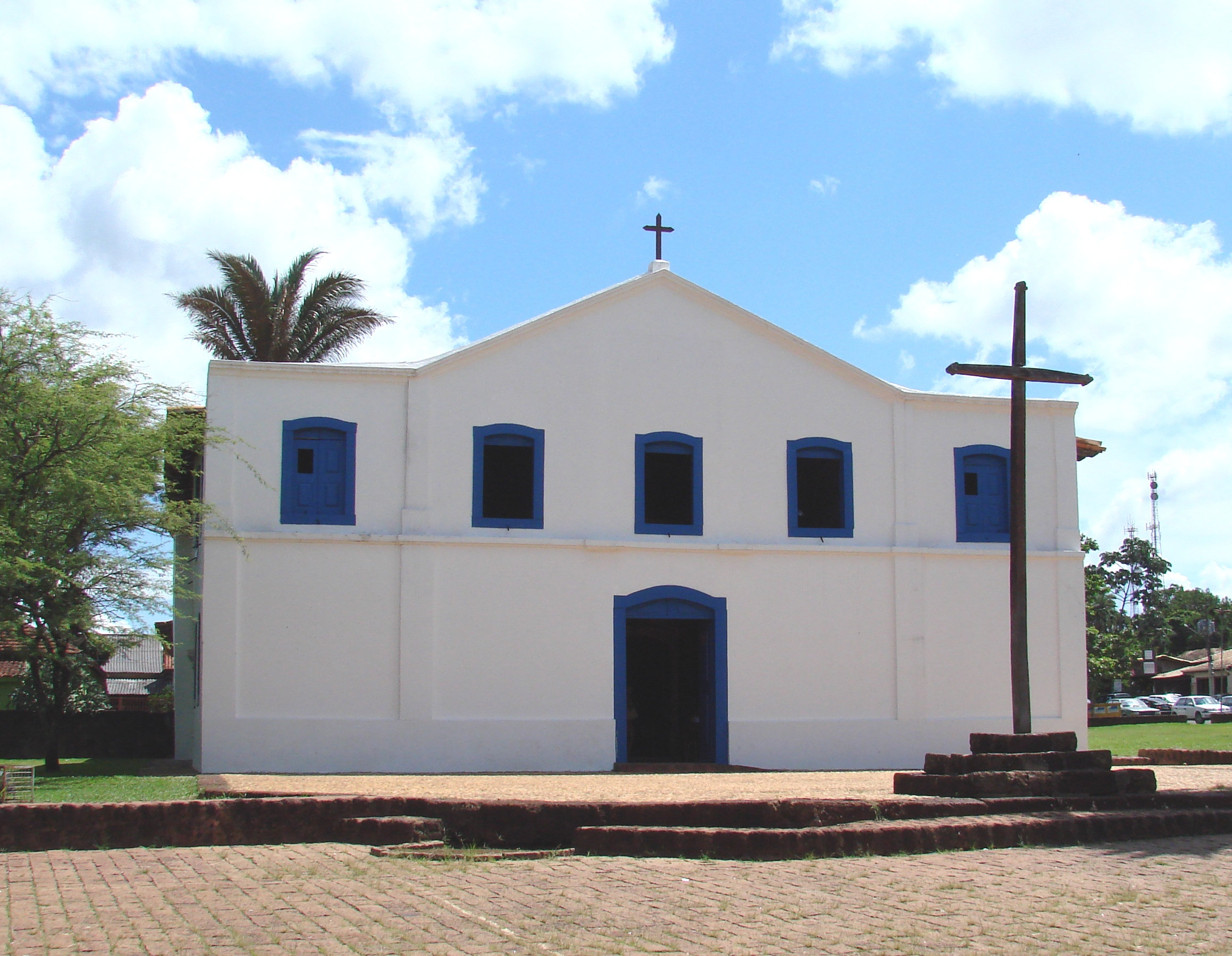
Matriz de Santana, Mato Grosso.
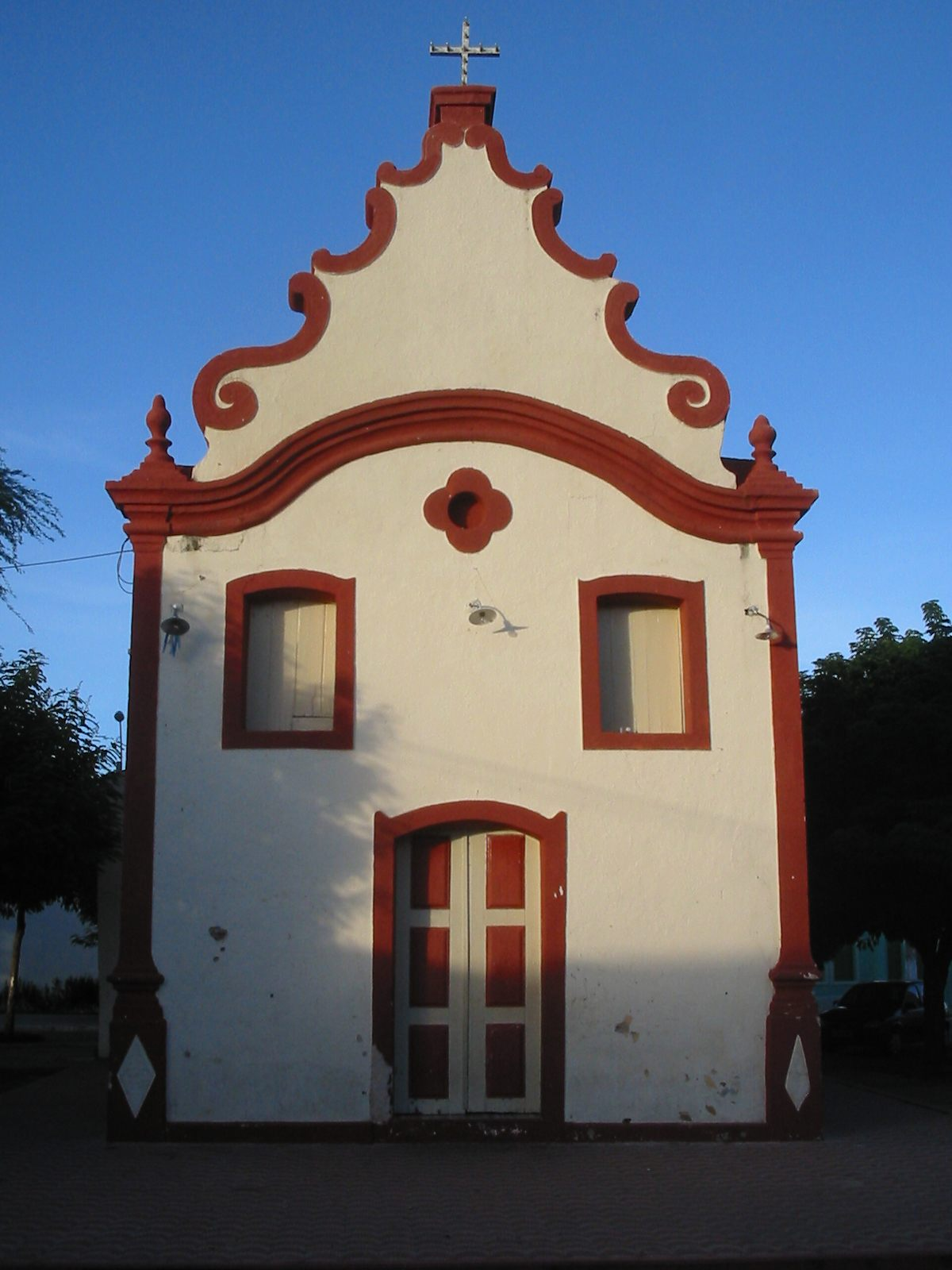
Igreja do Rosário, Serra Talhada, Pernambuco.
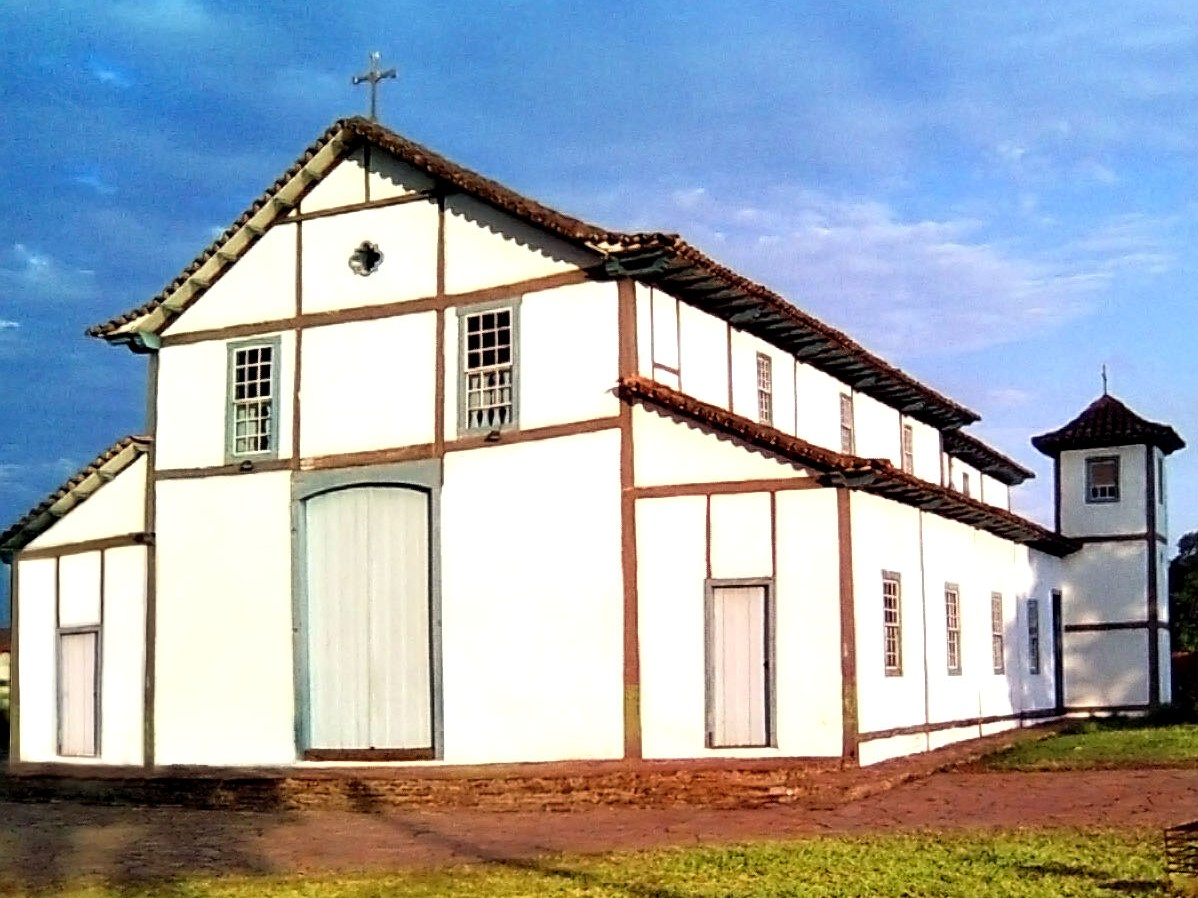
Igreja de Nosso Senhor do Bonfim, Silvânia, Goiás.

### Arquitetura civil

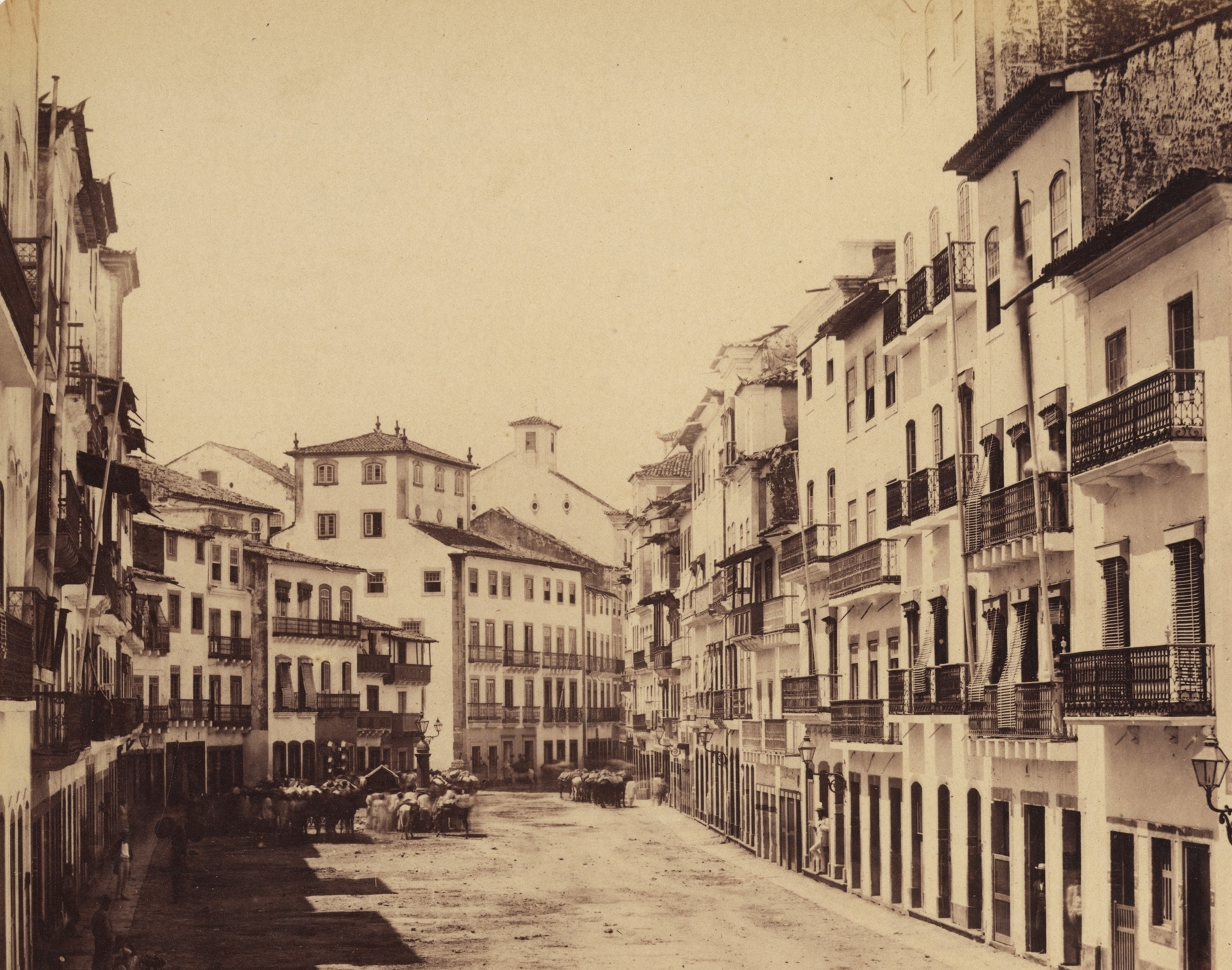
Foto de 1855, em alta resolução, dos sobrados coloniais da antiga Rua dos Judeus no Centro Histórico do Recife

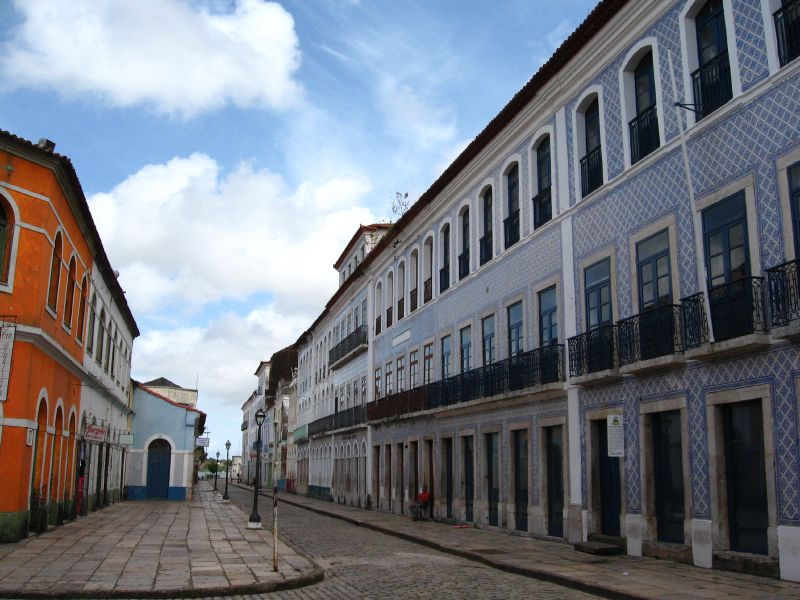
Sobrados azulejados em São Luís

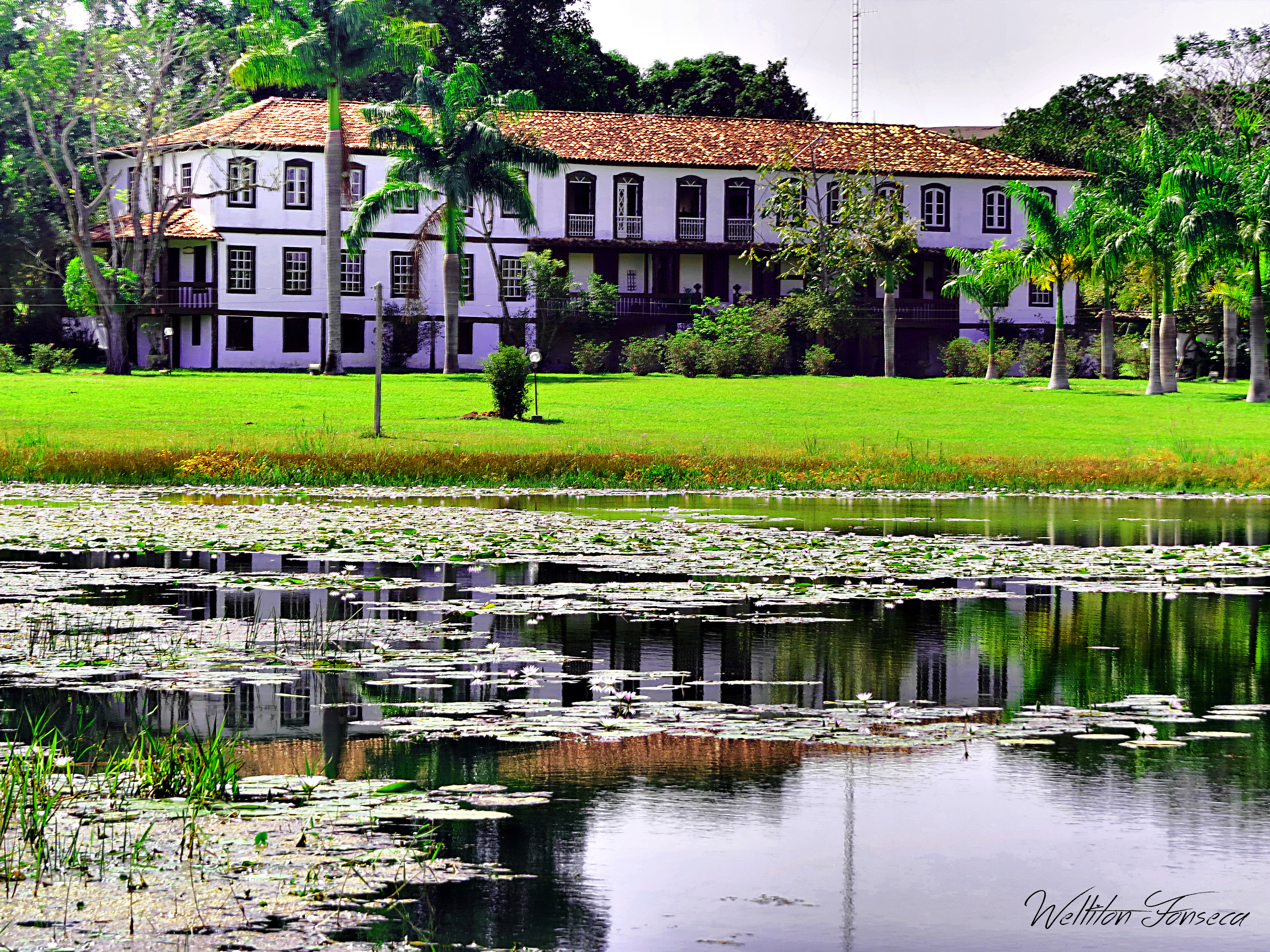
Sede da Fazenda Ponte Alta, Minas Gerais

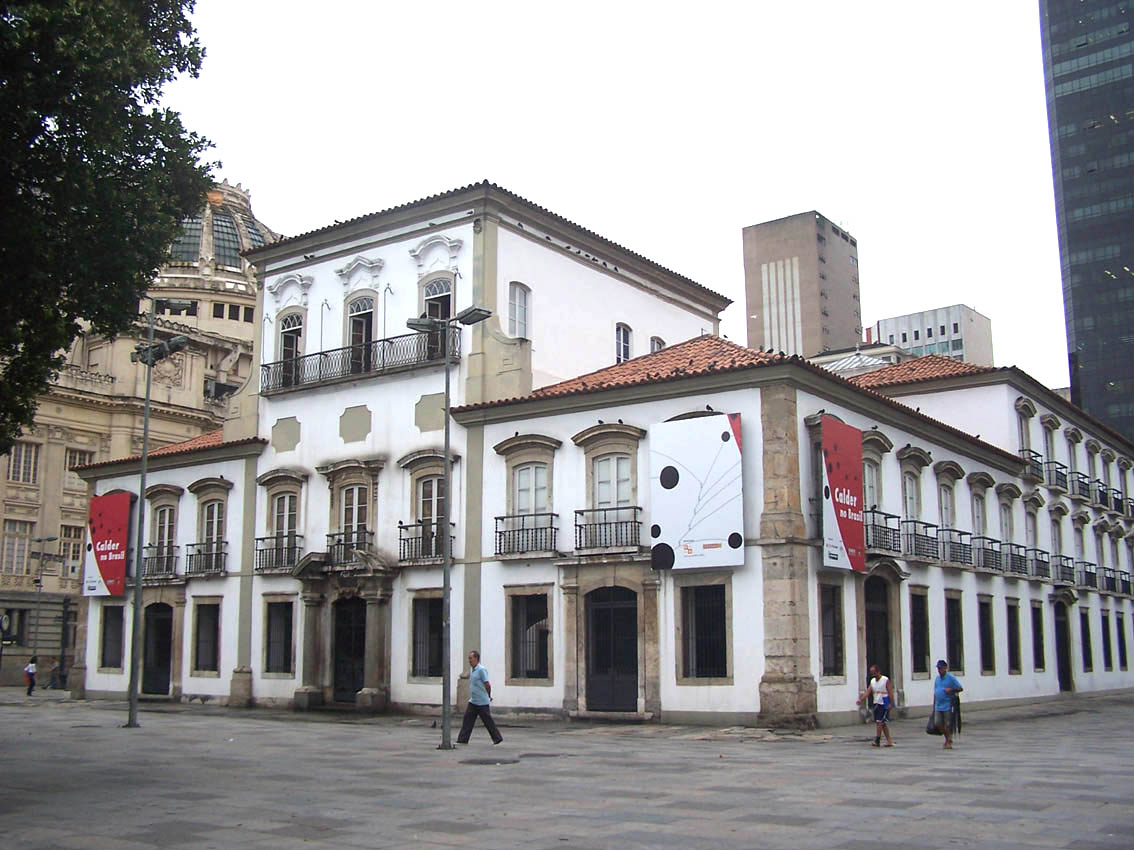
O Paço Imperial, no Rio, antigo Paço dos Vice-Reis

Na arquitetura civil, privada ou pública, o Barroco deixou relativamente poucos edifícios de maior vulto, sendo em linhas gerais bastante modestos. Por outro lado, os conjuntos dos centros históricos de algumas cidades (Salvador, Ouro Preto, Olinda, Diamantina, São Luís e Goiás), declarados Patrimônio da Humanidade pela Unesco, ainda permanecem em boa parte intactos, apresentando uma paisagem ininterrupta extensa e valiosíssima de arquitetura civil do barroco, com soluções urbanísticas muitas vezes originais e com farta ilustração de todas as adaptações do estilo aos diferentes estratos sociais e às suas transformações ao longo dos anos. Muitas outras cidades também preservam agrupamentos significativos de casario colonial, como Paraty, Penedo, Marechal Deodoro, Cananéia e Rio Pardo.
A residência, durante o período Barroco, caracterizou-se pela grande heterogeneidade de soluções estruturais e no uso dos materiais, muitas vezes empregando técnicas aprendidas com os índios, uma diversidade que se encontra entre ricos e pobres. Entretanto, no ambiente urbano a fórmula que se tornou mais frequente, herdada da arquitetura portuguesa, foi de uma estrutura térrea, com fachada abrindo direto para a rua e pegada à das casas vizinhas, e com cômodos enfileirados, muitas vezes mal ventilados, mal iluminados e de uso múltiplo. Nessa estrutura simples, não raro ampliada em sobrados de dois ou até quatro andares, os traços distintivos do Barroco podem ser mais facilmente identificados em alguns detalhes, como os telhados curvos com beirais terminados em pontas arrebitadas, os arcos abatidos nas vergas, os caixilhos e gelosias ornamentais nas janelas, em alguma pintura decorativa e azulejaria, já que de regra a residência colonial sempre teve estrutura muito austera e foi parcamente mobiliada e decorada. No interior rural, sem as limitações de espaço encontradas do ambiente citadino, a diversidade foi muito mais pronunciada.
Mereceriam nota muitos solares e antigas sedes de engenhos e fazendas, como as casas bandeiristas, a Casa das Onze Janelas, o Solar do Visconde de São Lourenço, a Fazenda Imperial de Santa Cruz, a Fazenda Mato de Pipa a Fazenda de Sant'Ana, a Fazenda Salto Grande, a Fazenda Tatu, o Solar Ferrão e vários outros casarões rurais e urbanos de famílias abastadas, que se por um lado podem ser bastante espaçosos e confortáveis, até imponentes, em geral têm linhas muito despojadas e econômica decoração interna, e são muitas vezes apenas uma magnificação do modelo da habitação popular, privilegiando antes a funcionalidade do que o luxo. No litoral nordestino são notáveis os sobrados azulejados, pelo seu rico efeito decorativo e pelas soluções criativas que encontraram para amenizar os efeitos do clima úmido e quente da região, havendo uma grande concentração de exemplares no Centro Histórico de São Luís.
O despojamento da arquitetura civil poderia causar surpresa no caso dos casarões da elite, dada a grande riqueza de muitas famílias da chamada "nobreza da terra", mas explica-se pelo fato de que o contexto da vida colonial foi marcado pela  dispersão, pela instabilidade e mobilidade, com famílias fracamente estruturadas, o que se refletiu no caráter provisório, simplificado e improvisado de tantas edificações, evitando-se gastos com o que seria, a princípio, usado por pouco tempo. Na verdade, quanto menos se gastasse na colônia, melhor, pois nos primeiros séculos da colonização boa parte dos portugueses se mudava para aqueles longínquos e ermos Brasis imaginando ficar só por temporada, ansiando voltar para Portugal tão pronto fizesse fortuna, deixando para trás uma terra admitidamente bela e rica, mas inóspita e selvagem, considerada de clima insalubre, onde a sobrevivência exigia árduo esforço e estava sempre em perigo — a vida na colônia era vista pela maioria dos portugueses como um acabrunhante desterro. Desde o início do processo colonizador aquela sensação de impermanência ficara evidente, como se nota, por exemplo, na crítica do frei Vicente do Salvador, formulada em 1627 em sua Historia do Brazil, à ojeriza geral que despertava a ideia de ter o Brasil como residência definitiva:
"Os povoadores, os quais por mais arraigados, que na terra estivessem, e mais ricos que fossem, tudo pretendiam levar a Portugal, e se as fazendas e bens que possuíam soubessem falar também lhes haveriam de ensinar a dizer como os papagaios, aos quais a primeira coisa que ensinam é 'papagaio real para Portugal'; porque tudo querem para lá, e isto não tem só os que de lá vieram, mas ainda os que cá nasceram, que uns e outros usam da terra, não como senhores, mas como usufrutuários, só para a desfrutarem, e a deixarem destruída".
Além disso, mesmo as mais poderosas elites governantes se viam constantemente aflitas no cotidiano colonial por dificuldades, incertezas e carências de todos os tipos, como manifestas nas eternas queixas do Marquês do Lavradio e outros oficiais do Reino, resultando que até seus próprios palacetes e os edifícios públicos mais importantes fossem pobres e acanhados comparativamente a congêneres portugueses. Do reduzido número de exemplos significativos na categoria dos palácios públicos se destacam algumas antigas Casas de Câmara e Cadeia, como a de Ouro Preto, talvez a mais célebre, com uma rica e movimentada fachada onde há um pórtico com colunas, escadaria monumental, torre e estatuária; a de Mariana, e a de Salvador, além dos palácios de uso misto como residência oficial e casa de despachos, como o Palácio dos Governadores em Ouro Preto, o Palácio dos Governadores do Pará e o Palácio dos Vice-Reis no Rio, que foi uma das residências da família reinante quando ela se transferiu para a colônia em 1808. Outros sobrevivem, mas tiveram suas características barrocas muito desfiguradas por reformas posteriores, como ocorreu com os paços dos Governadores do Maranhão e da Bahia. Embora pertencente à Igreja, deve ser incluso nesta categoria o importante Palácio Arquiepiscopal de Salvador.

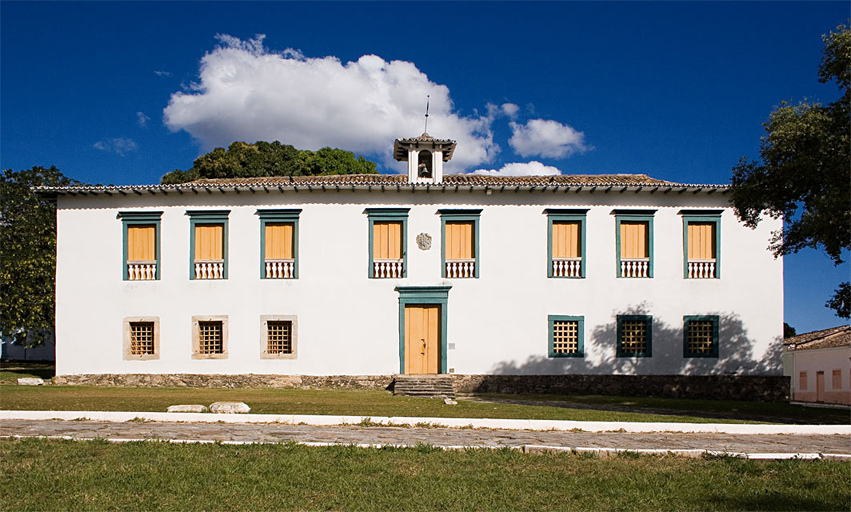
Casa da Câmara e Cadeia de Goiás Velho
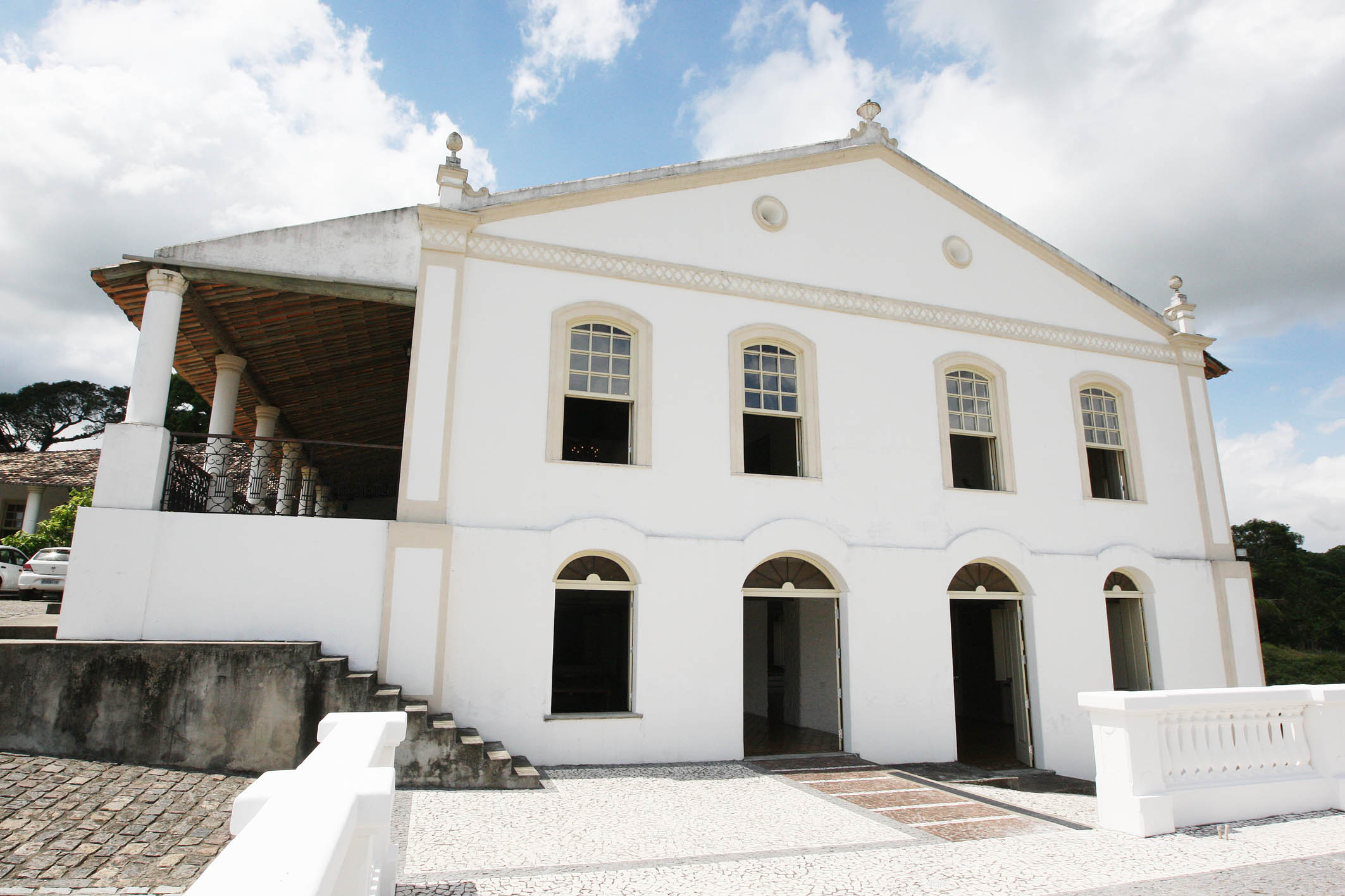
Sede da Fazenda Engenho d'Água, São Francisco do Conde, Bahia
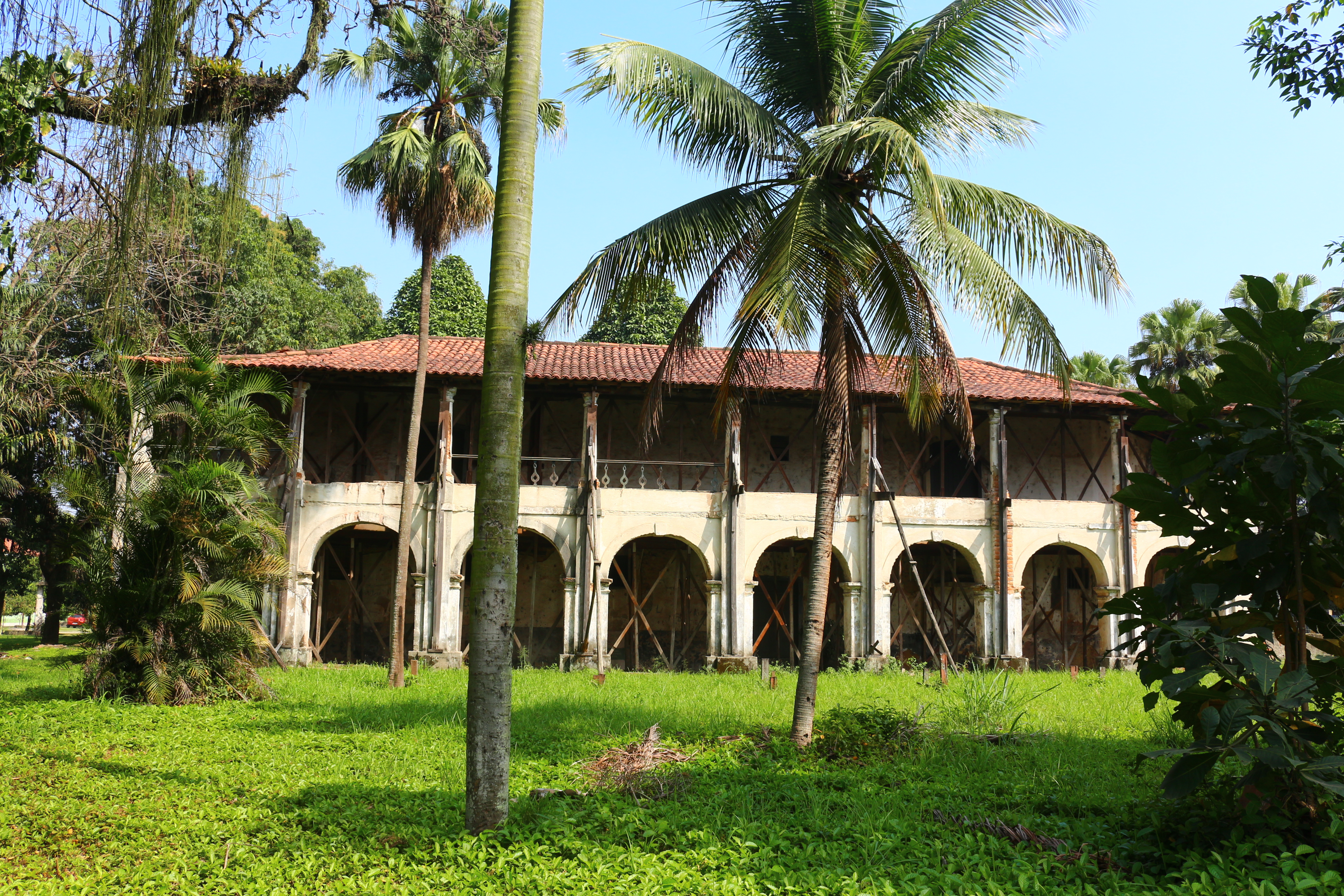
Sede da Fazenda de São Bento, Iguaçu, Rio de Janeiro
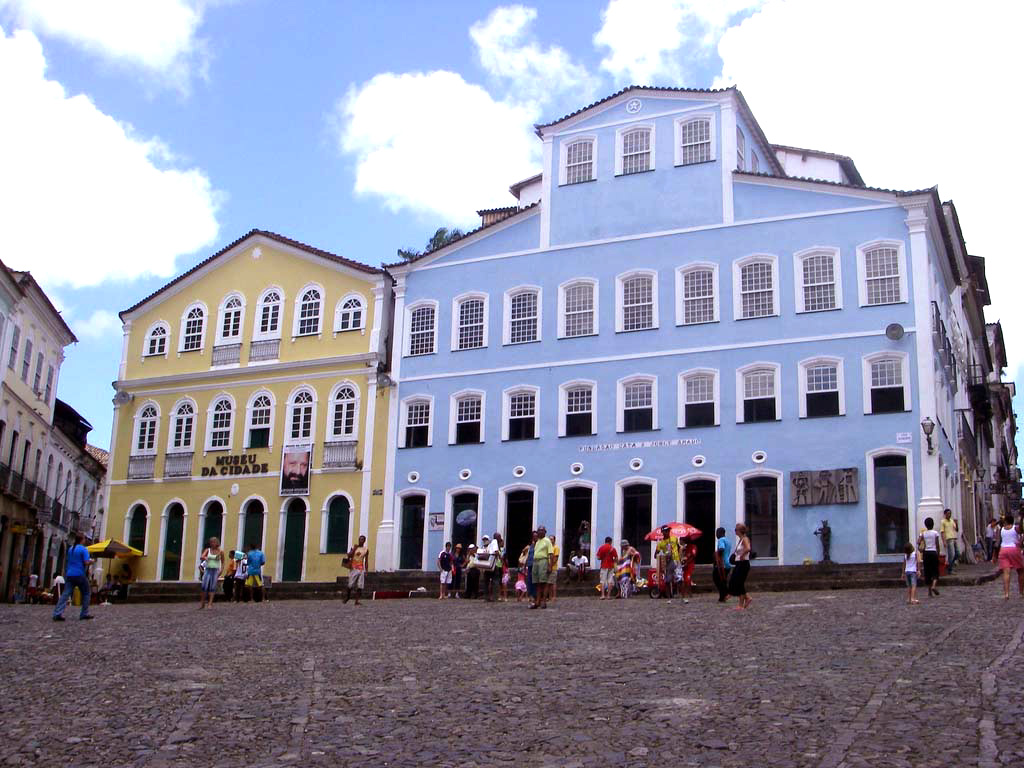
Casarões no Centro Histórico de Salvador, Bahia
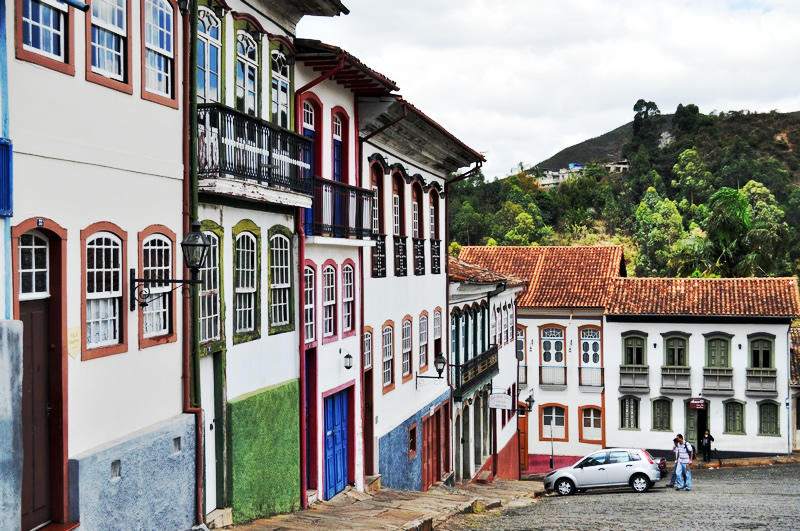
Casario em Ouro Preto, Minas Gerais

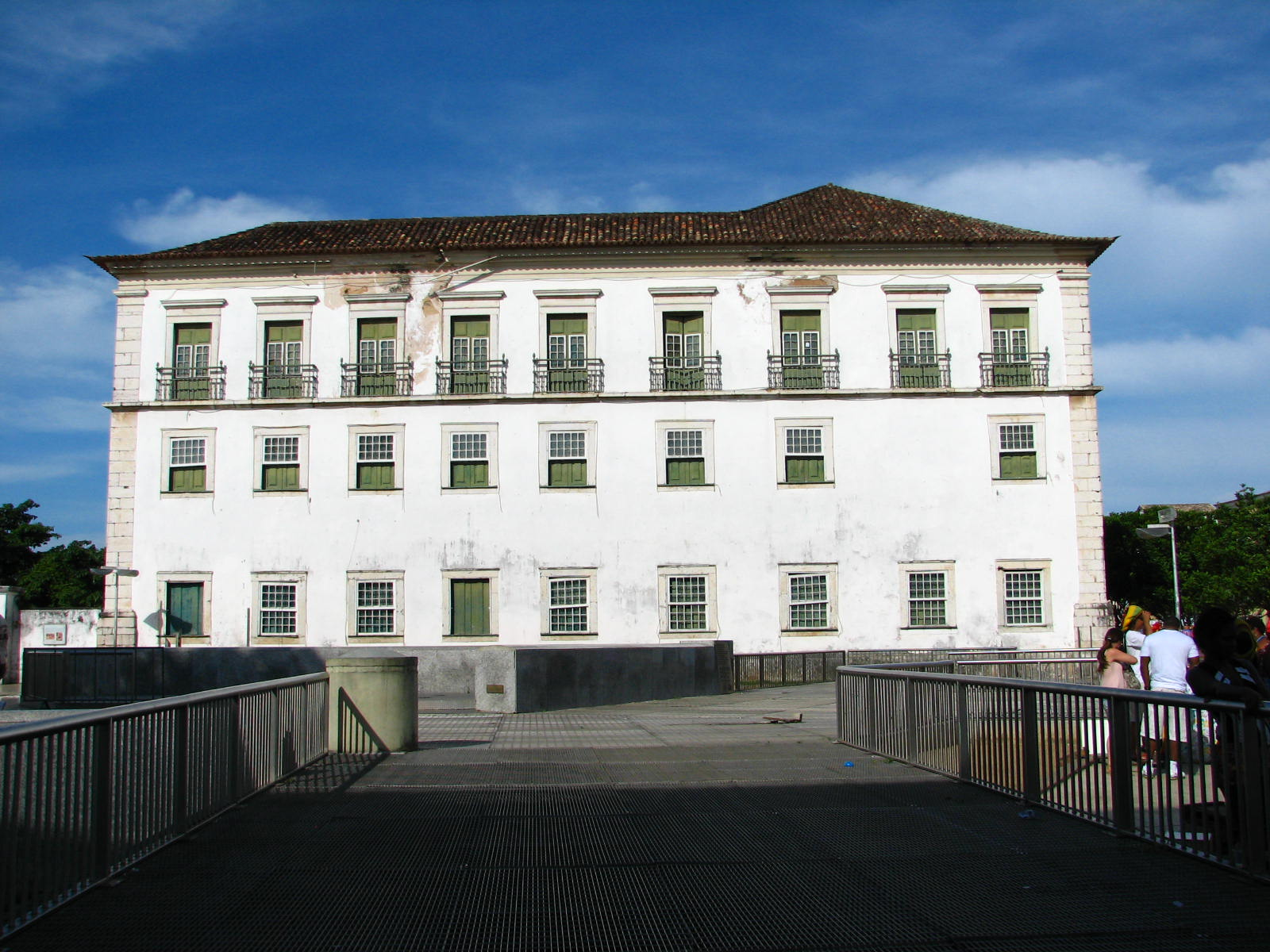
O Palácio Arquiepiscopal de Salvador
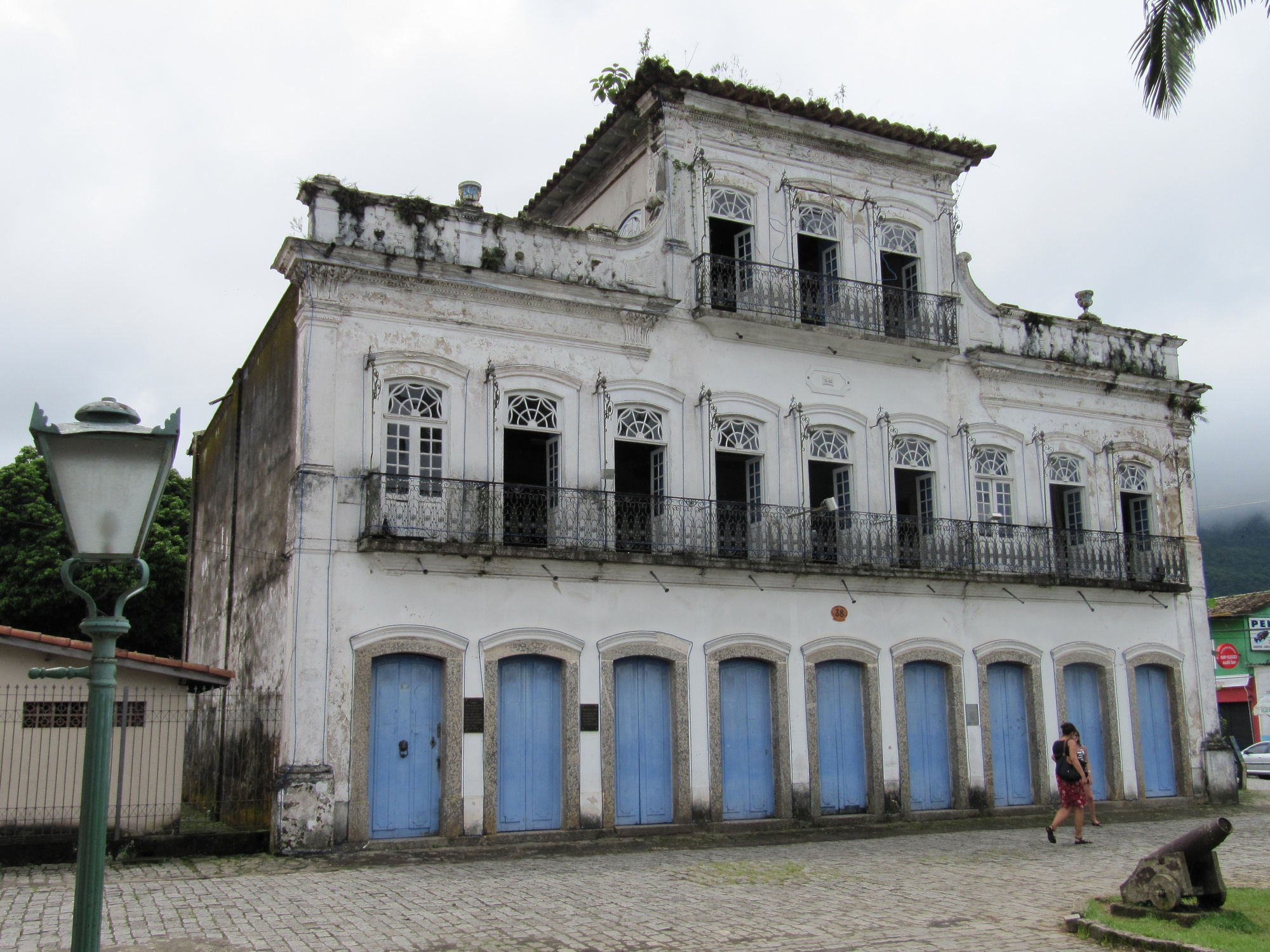
O Casarão do Porto, Ubatuba
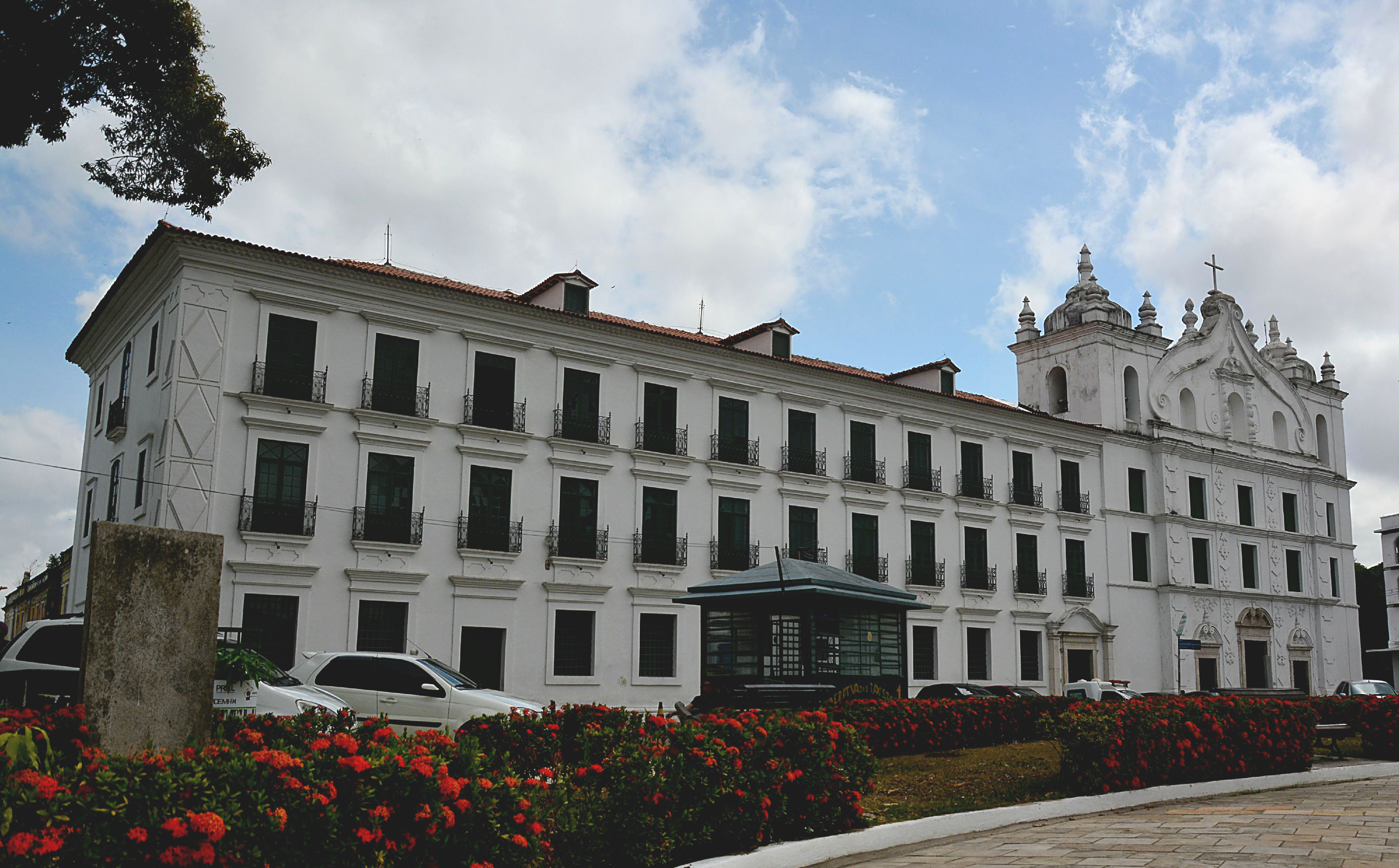
O grande colégio dos jesuítas em Belém, que hoje abriga o Museu de Arte Sacra do Pará, tendo ao lado a igreja
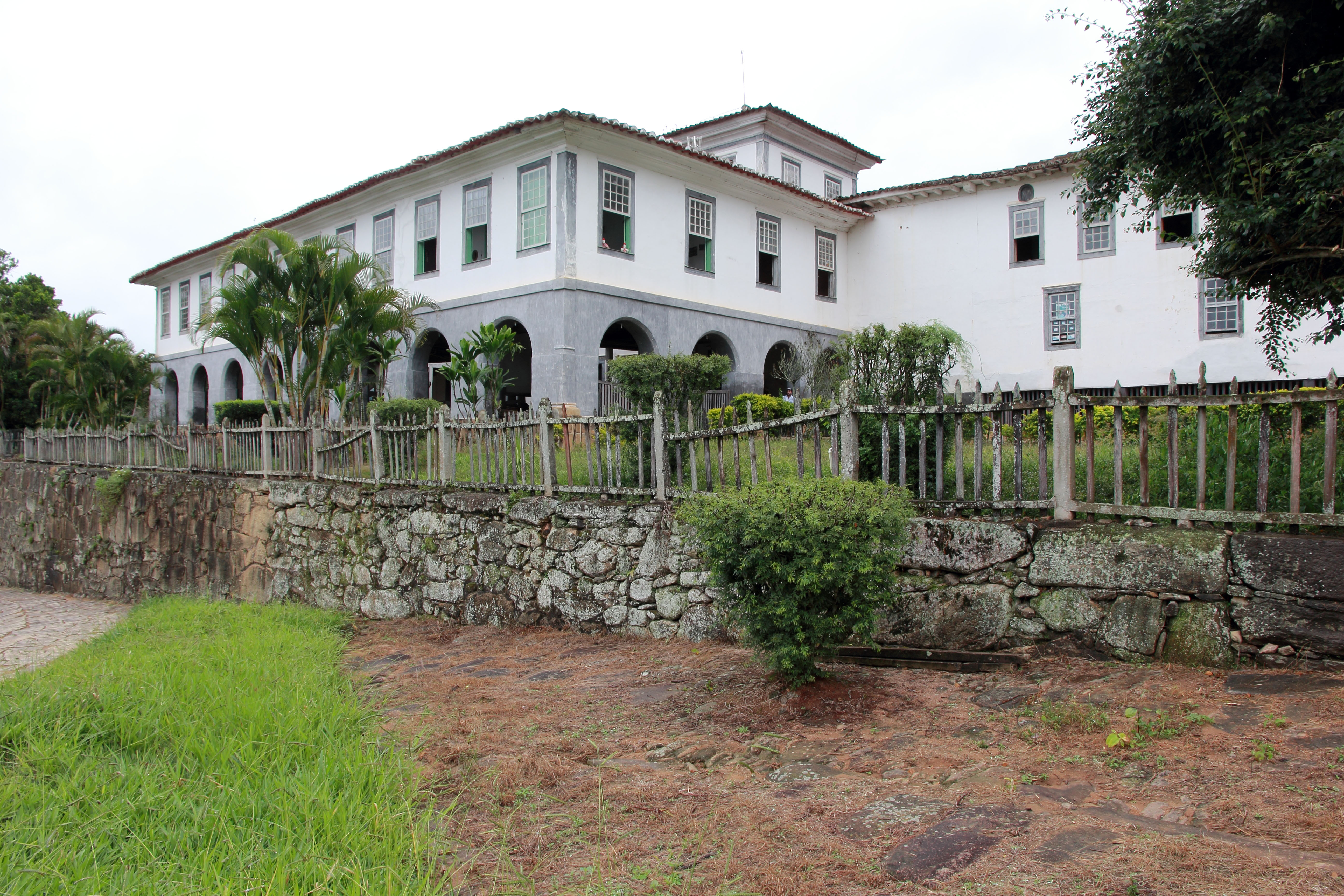
Sede da Fazenda Santa Clara, em Santa Rita de Jacutinga, Minas Gerais
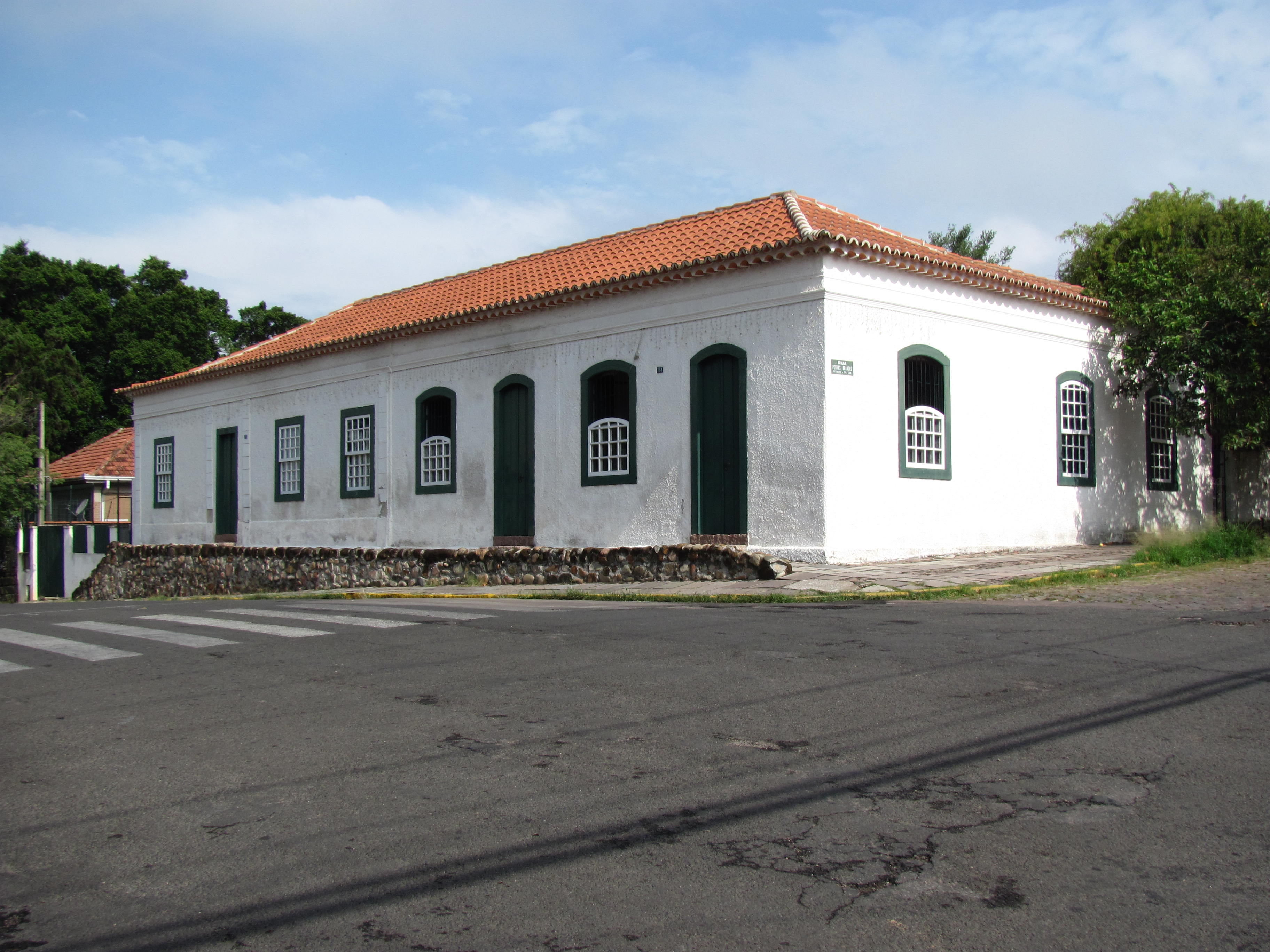
Casa de José Gomes de Vasconcellos Jardim, Guaíba

### O Barroco mineiro
Minas teve a peculiaridade de ser uma área de povoamento mais recente, e pôde-se construir em estéticas mais atualizadas, no caso, o Rococó, e com mais liberdade, uma profusão de igrejas novas, sem ter de adaptar ou reformar edificações mais antigas já estabelecidas e ainda em uso, como era o caso no litoral, o que as torna exemplares no que diz respeito à unidade estilística. O conjunto das igrejas de Minas tem uma importância especial tanto por sua riqueza e variedade como por ser testemunho de uma fase bem específica na história brasileira, quando a região foi a "menina dos olhos" da Metrópole por suas grandes jazidas de ouro e diamantes.

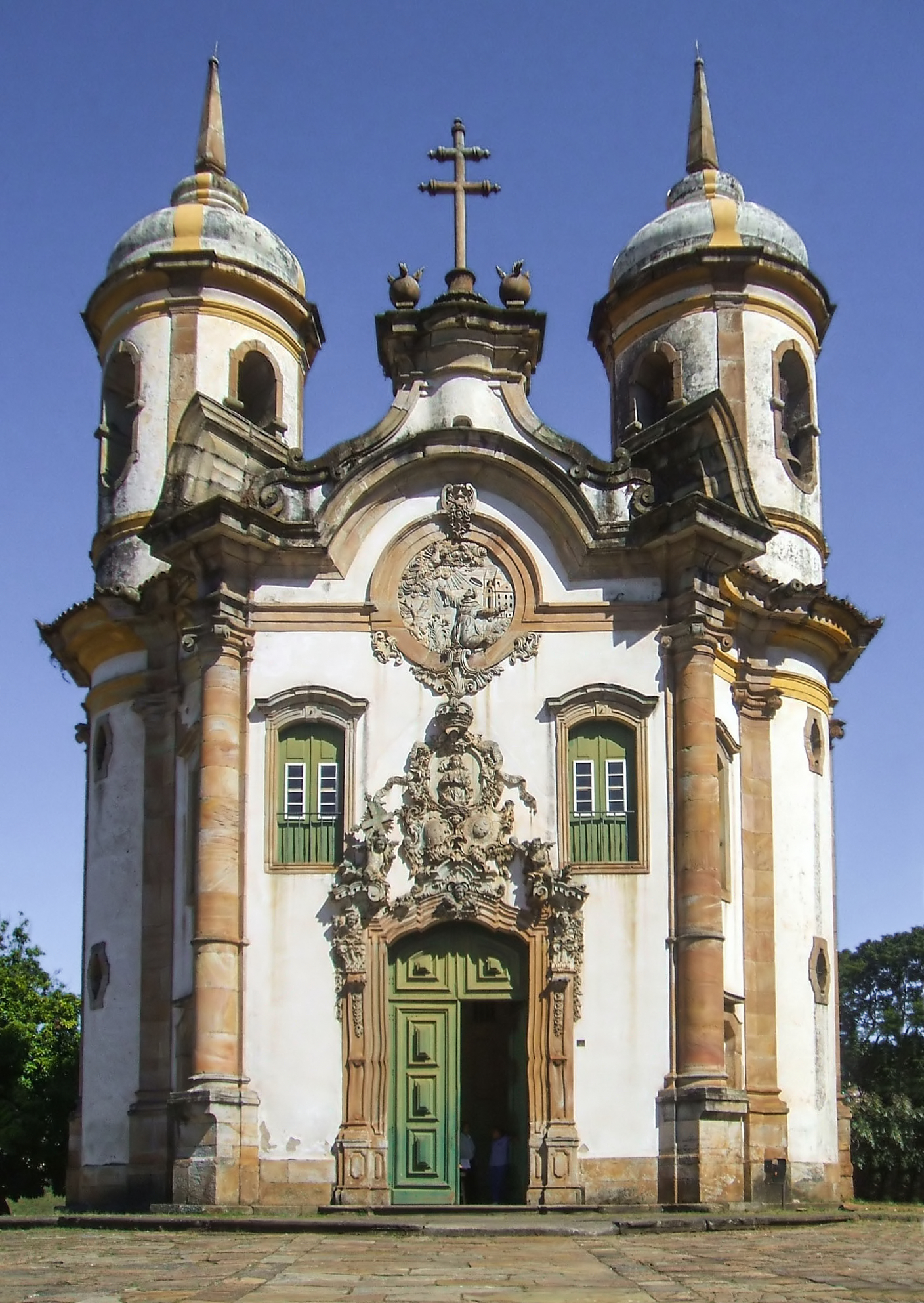
Igreja São Francisco de Assis em Ouro Preto

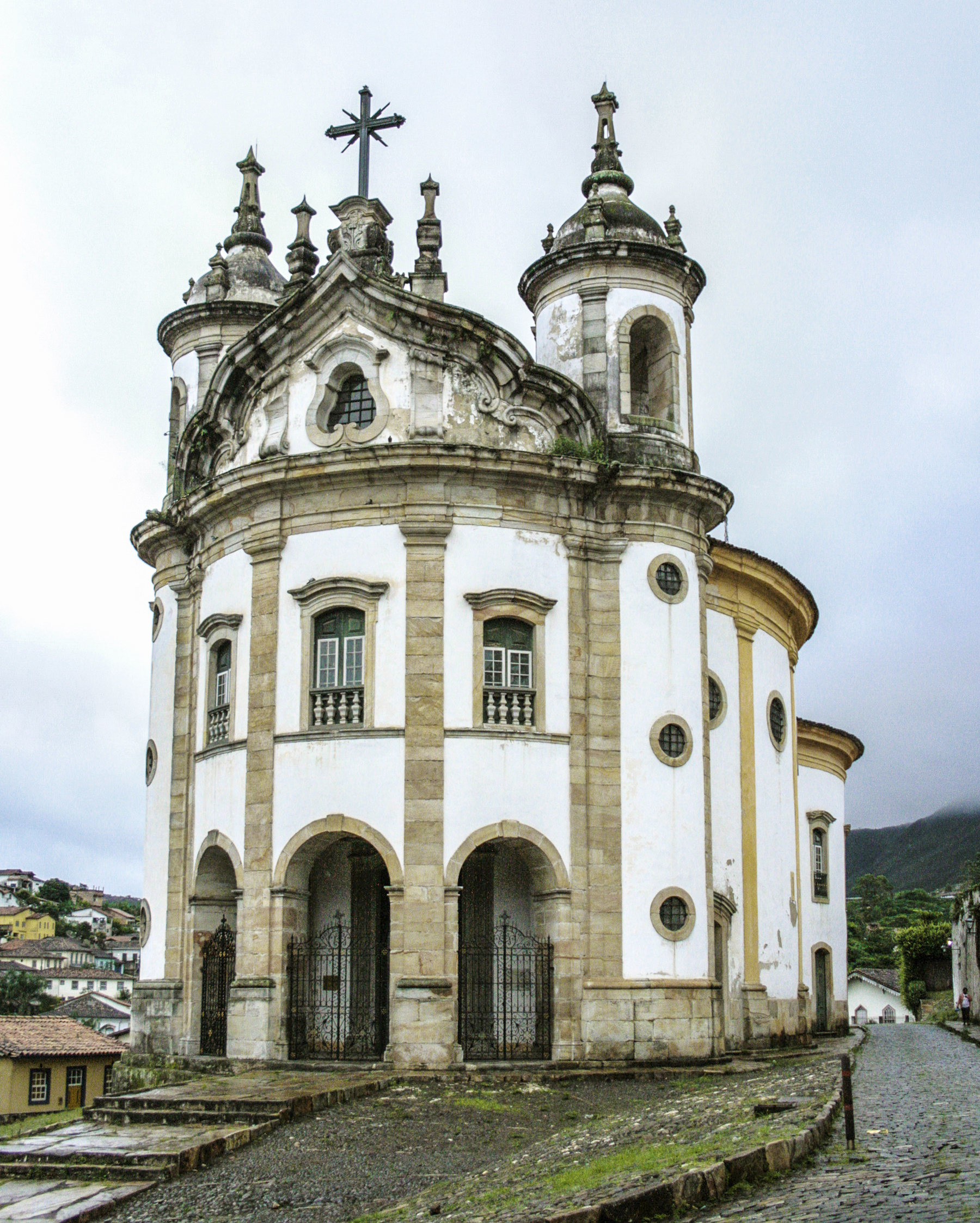
Igreja do Rosário dos Pretos, Ouro Preto

A arquitetura mineira é interessante por se realizar geralmente em um terreno acidentado, cheio de morros e vales, dando uma forma atraente à urbanização das cidades. Mas não é isso o que torna Minas especial, já que a construção civil segue modelos formais comuns a toda arquitetura colonial brasileira. Entretanto, o caso mineiro tem o atrativo de constituir o primeiro núcleo no Brasil de uma sociedade eminentemente urbana. Várias das antigas cidades coloniais mineiras ainda guardam rica arquitetura da época. Os centros históricos de Ouro Preto e Diamantina são Patrimônio da Humanidade; muitas outras também preservaram ricas igrejas e casarios. De qualquer forma, suas características estilísticas distintivas são mais claramente expressas na arquitetura religiosa, nas igrejas que proliferam em grande número em todas essas cidades. Segundo Telles, a originalidade da edificação sacra mineira está em dois elementos:
- "A conjugação de curvas e de retas ou de planos, criando pontos e arestas de contenção, nas plantas, nos alçados e nos espaços internos;
- "A organização das frontarias tendo como centro de composição a portada esculpida em pedra-sabão; portadas que se constituem, visualmente, em núcleo, de onde derivam os demais elementos: pilastras, colunas, cimalhas, frontão, e para a qual eles convergem.[92]

Contudo, tais elementos só vieram a uma consumação perto do final do ciclo. No início do século as igrejas ainda derivavam suas plantas da arquitetura chã, com desenho retangular, fachada austera e frontão triangular, modelo exemplificado na Catedral de Mariana. Pedro Gomes Chaves introduziu em 1733 inovações importantes na Matriz do Pilar em Ouro Preto, com uma fachada em planos disjuntos e uma planta retangular, mas cuja talha redefinia o espaço interno na forma de um decágono. Da década de 1750 é a fachada do Santuário de Bom Jesus de Matosinhos. Seu frontispício lavrado em pedra-sabão é tido como o primeiro exemplo brasileiro dessa solução decorativa, obra possivelmente de Jerônimo Félix Teixeira. Hoje um Patrimônio da Humanidade, o santuário se distingue principalmente pela sua implantação cenográfica e monumental, abrigando ainda o maior e mais importante grupo de esculturas de Aleijadinho.
Na segunda metade do século foi construída a Igreja do Carmo de Ouro Preto, com uma composição de fachada inovadora: o plano frontal cedeu lugar a uma parede ondulada, com torres de paredes curvas e óculo trilobado. Traçada por Manuel Francisco Lisboa, o pai de Aleijadinho, seu plano foi alterado em 1770 por Francisco de Lima Cerqueira. Aleijadinho esculpiu a portada. Aleijadinho, junto com Cerqueira, se tornariam os arquitetos mais importantes do Barroco brasileiro, e suas obras sintetizam a maioria das novidades que distinguem o Barroco/Rococó de Minas Gerais. Aliás, a contribuição de Cerqueira, longamente obscurecida pela grande fama do Aleijadinho, tem sido recentemente reavaliada, concedendo-se a ele uma importância possivelmente maior que a do outro no campo da arquitetura. A Igreja de São Francisco em São João del-Rei é trabalho de ambos, com uma nave de paredes sinuosas com um perfil que se aproxima ao de uma lira, torres cilíndricas e um adro monumental. Mais famosa e mais original é a Igreja de São Francisco em Ouro Preto, cujo projeto é de Aleijadinho. Sua fachada é marcada pela tridimensionalidade, com um volume central fortemente projetado, limitado por colunas em vez das costumeiras pilastras, e que se liga ao plano das torres por paredes curvas, além de substituir o óculo por um relevo e integrar originalmente as torres cilíndricas ao corpo do edifício, resultando num conjunto que é considerado uma joia de harmonia entre exterior e interior. Sua imagem já se tornou icônica, sendo possivelmente a igreja barroca mineira mais conhecida no Brasil e no estrangeiro. Ainda mais arrojada e sem precedentes diretos tanto na arquitetura brasileira como na portuguesa é a Igreja do Rosário dos Pretos em Ouro Preto, atribuída a Antônio Pereira de Sousa Calheiros, com planta composta de três elipses encadeadas, fachada em meio-cilindro com uma galilé de três arcos, e torres cilíndricas. Segundo o IPHAN, "a Igreja de Nossa Senhora do Rosário é considerada pelos especialistas como a expressão máxima do Barroco colonial mineiro".
Apesar de todas as inovações, elementos da arquitetura chã ou maneirista permaneceriam vivos ainda por muito tempo. Para Sandra Alvim "a arquitetura maneirista tem grande penetração, cria raízes e torna-se protótipo formal. No que se refere às plantas e fachadas, guia o caráter rígido das obras até o século XIX”, e na visão de John Bury,
"Em paralelo ao breve florescimento do 'estilo Aleijadinho', o estilo anterior continuou sendo praticado, pouco influenciado pelas inovações do Rococó. [...] O padrão convencional básico da igreja mineira, com sua fachada e torres adjacentes, permaneceu mais ou menos constante durante esses dois séculos. Até meados do XVIII, pelo menos, o tratamento foi maneirista no estilo jesuítico, e apesar do surgimento do brilhante Rococó mineiro, que eclipsou o estilo anterior nos principais centros urbanos da província durante o último quartel do século XVIII, a severidade e a monotonia do Maneirismo continuaram a exercer forte influência sobre os edifícios menos ambiciosos dessa época. Essas características reassumiram um papel predominante no estilo tradicional adotado para a construção e reconstrução de igrejas, o que ocorreu em larga escala durante o Império. Na própria Ouro Preto, capital da Minas colonial, cidade onde nasceu Aleijadinho e centro do desenvolvimento de uma variante do estilo Rococó que recebeu seu nome, é uma versão rústica da arquitetura maneirista a que se apresenta com mais insistência, evidenciando-se com clareza, apesar dos disfarces, nas fachadas mais imponentes da cidade".

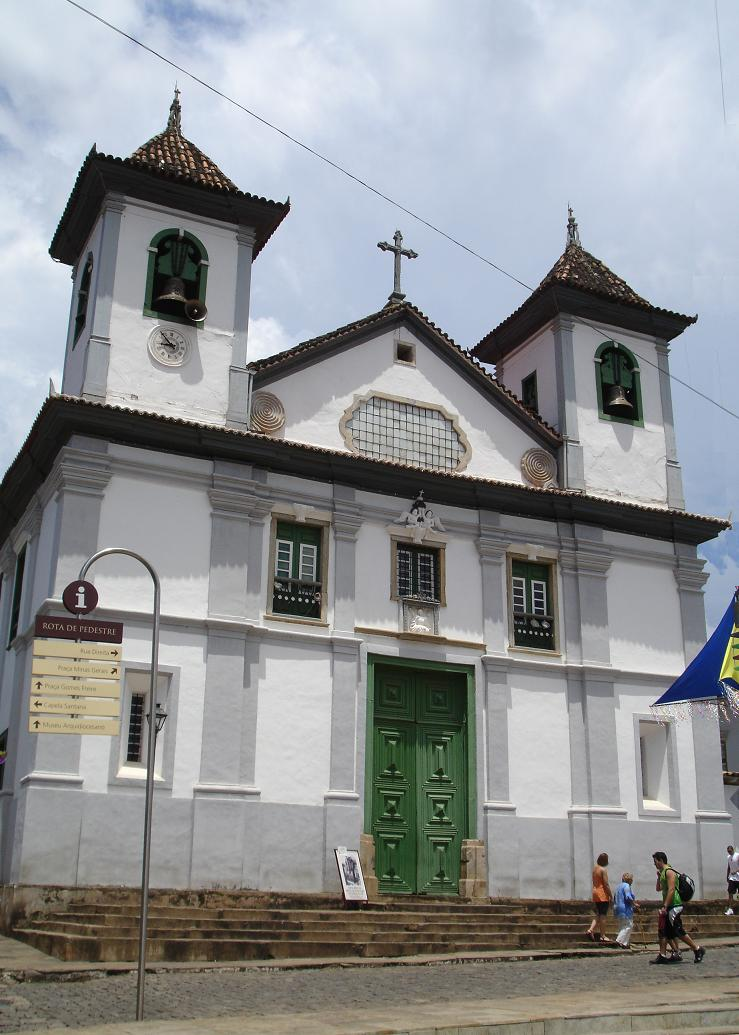
Catedral de Mariana
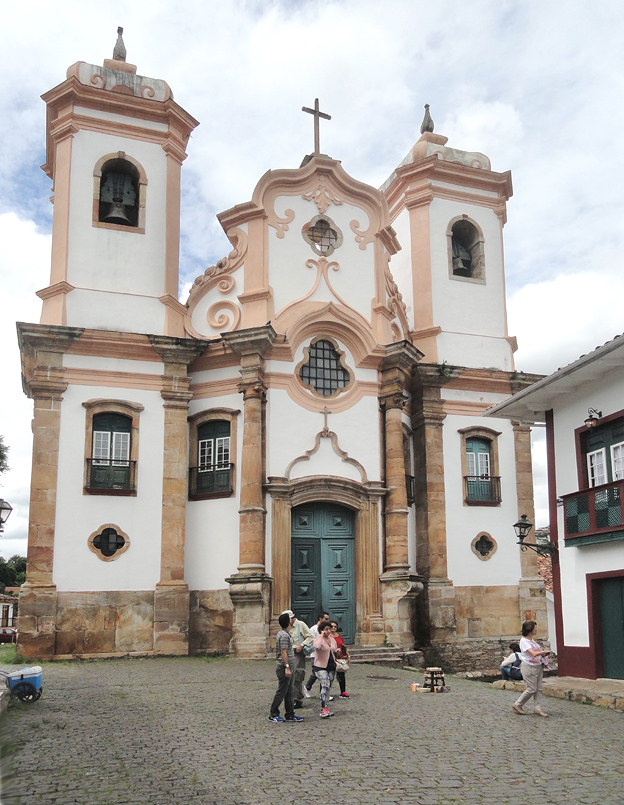
Matriz de Nossa Senhora do Pilar, Ouro Preto
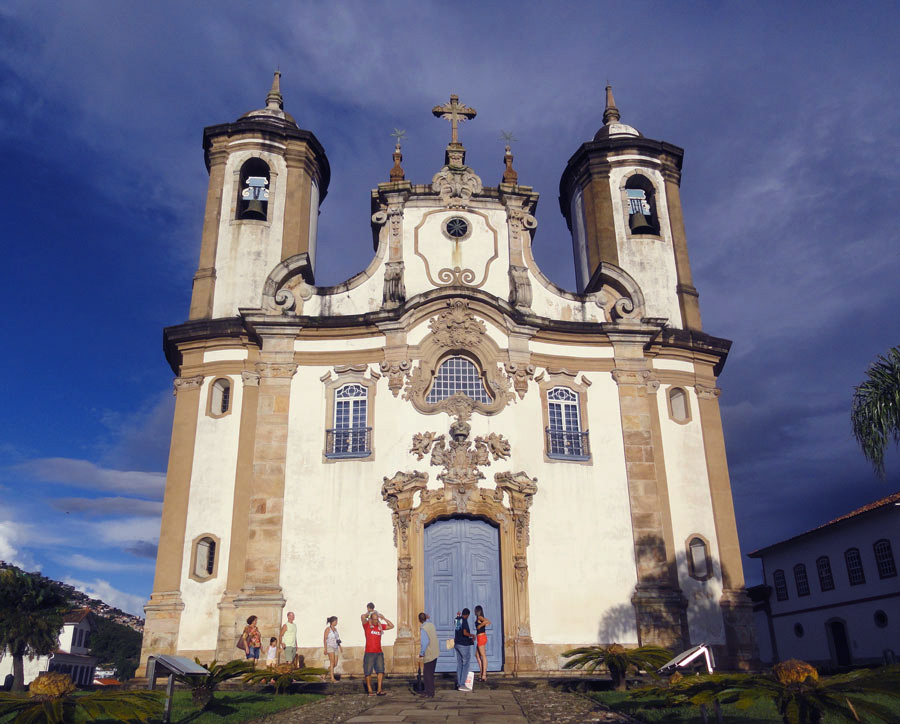
Igreja de Nossa Senhora do Carmo de Ouro Preto
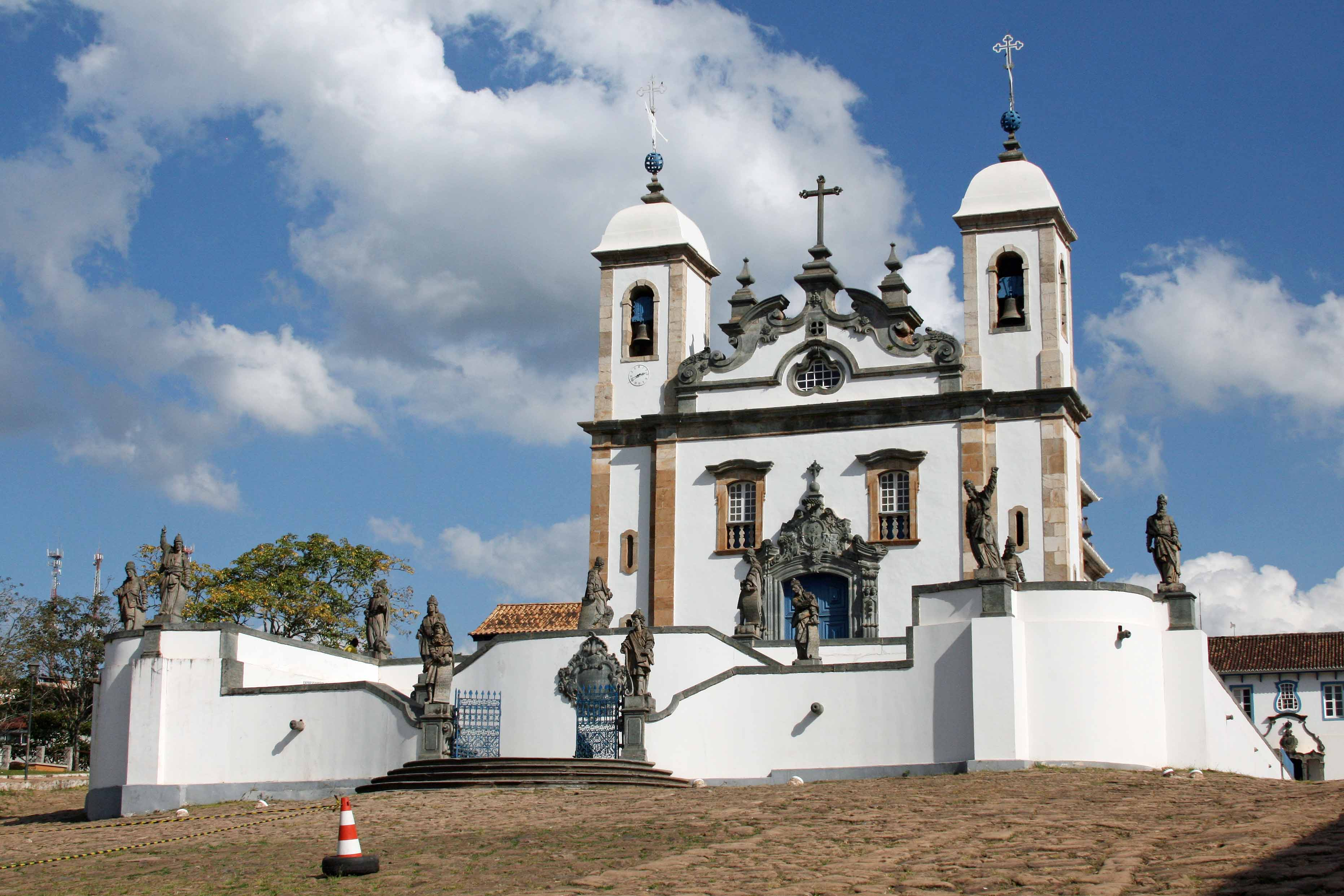
Santuário do Bom Jesus de Matosinhos, Congonhas
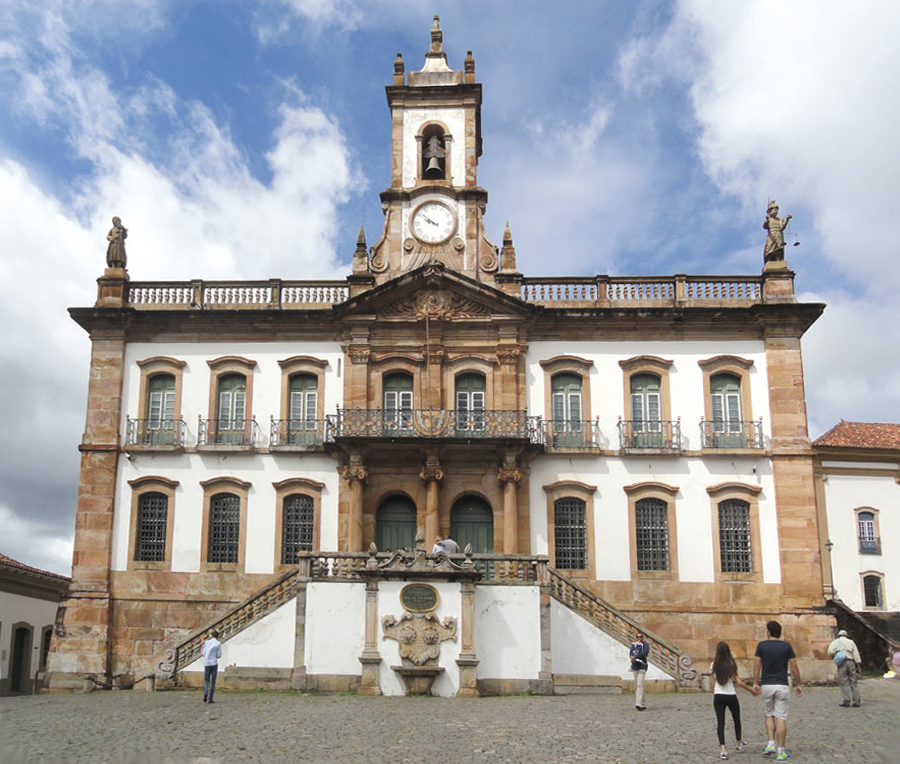
A antiga Casa da Câmara e Cadeia de Ouro Preto, hoje o Museu da Inconfidência

## Artes visuais

### Sistema de produção
A condição social dos artistas e as circunstâncias de sua atuação no Brasil colonial ainda são objeto de polêmica. Não se sabe exatamente se sua atividade permanecia subordinada ao estatuto das artes mecânicas e artesanais ou se já era considerada parte das artes liberais. Ao que parece, uma forma corporativa semelhante à guilda predominou até o advento do Império, organizada da seguinte maneira: o mestre ficava no topo da hierarquia, era responsável final pelas obras e pela formação e habilitação de novos aprendizes; abaixo estava o oficial, um profissional preparado, mas sem graduação para arrematar obras de vulto; em seguida vinham os auxiliares, os jovens aprendizes, e os escravos ficavam na base. Também há boas evidências para crer que mesmo tendo havido algum progresso no status social dos artistas perto do final do Barroco, os trabalhadores manuais como eles, onde se incluíam muitos escravos, ainda enfrentavam um arraigado desprezo por parte das elites.

### Grupos temáticos

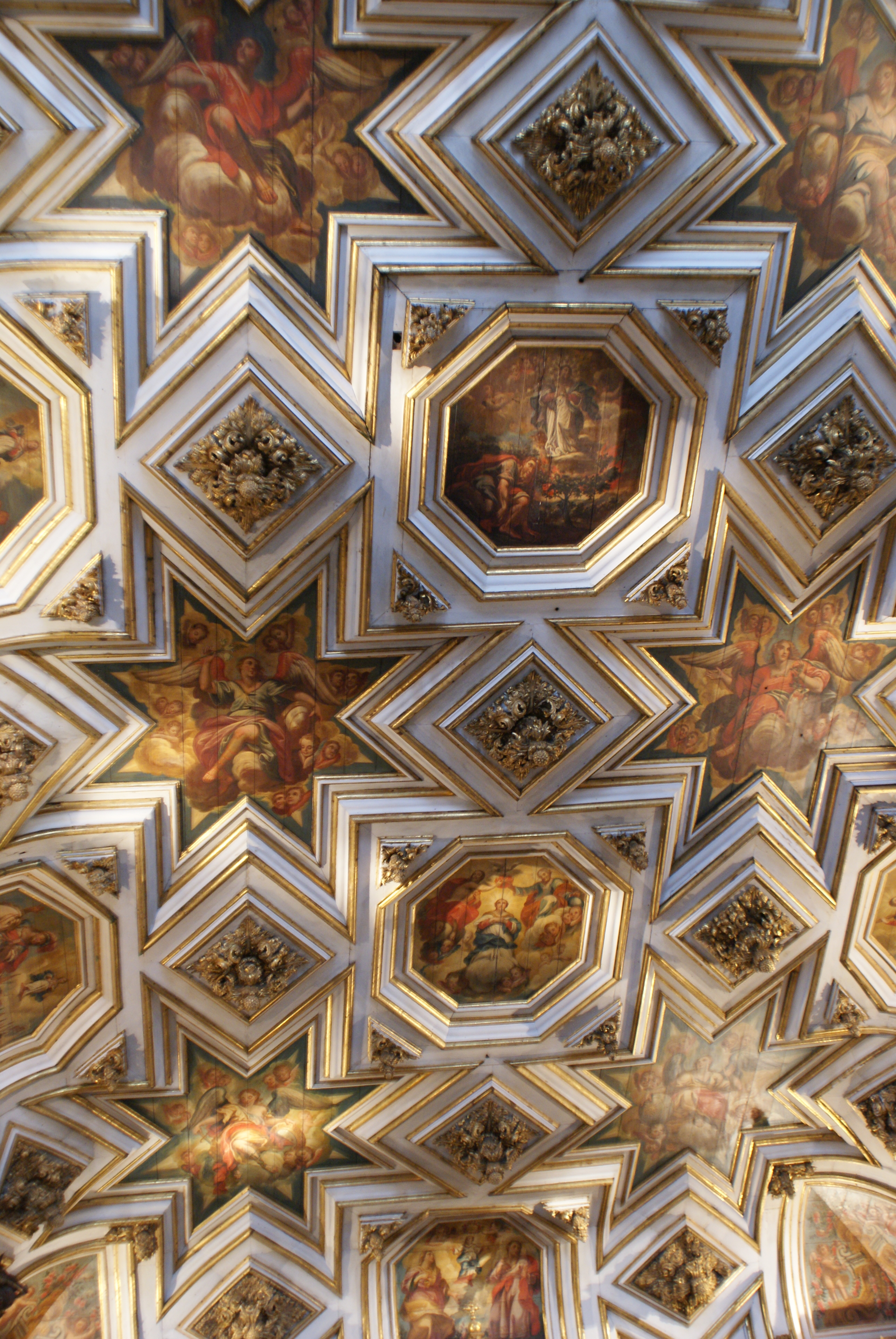
O hábito de inserir a pintura na talha é bem exemplificado no teto da Igreja de São Francisco, em Salvador

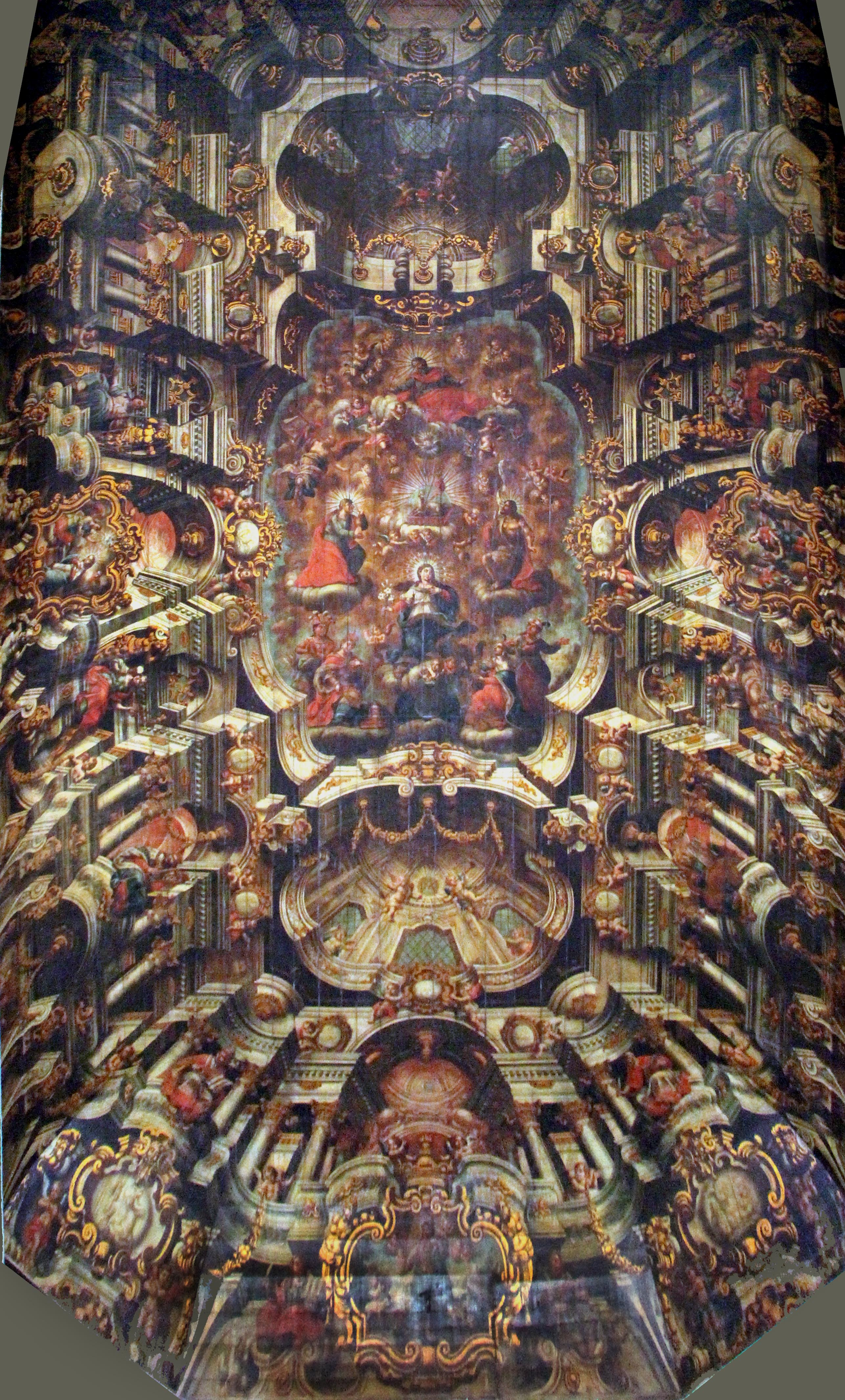
Teto da Igreja de Nossa Senhora da Conceição da Praia, obra-prima de José Joaquim da Rocha

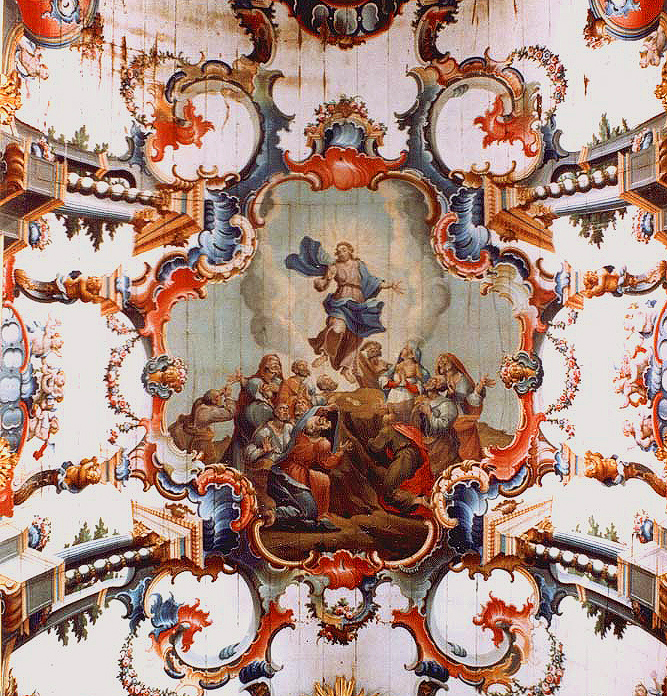
Mestre Ataíde: Detalhe da Ascensão de Cristo, teto da Matriz de Santo Antônio em Santa Bárbara, uma composição central de feições barrocas inserida em uma moldura nitidamente rococó, evidenciado as superposições estilísticas que caracterizaram tanto o Barroco brasileiro quando a obra deste mestre

A pintura e a escultura barrocas se desenvolveram como artes coadjutoras para obtenção do efeito cenográfico total da arquitetura sagrada, a igreja, onde todas as especialidades conjugavam esforços em busca de um impacto sinestésico arrebatador. Uma vez que a arte barroca é essencialmente narrativa, cabe mencionar os principais grupos temáticos cultivados no Brasil. O primeiro é extraído do Antigo Testamento, oferecendo visualizações didáticas da cosmogênese, da criação do Homem e dos fundamentos da fé dados pelos patriarcas hebreus. O segundo grupo deriva do Novo Testamento, centralizado em Jesus Cristo e sua doutrina de Salvação, temática elaborada através de muitas cenas mostrando seus milagres, suas parábolas, sua Paixão e Ressurreição, elementos que consolidam e justificam o Cristianismo e o diferenciam da religião judaica. O terceiro grupo gira em torno dos retratos de autoridades da Igreja, os antigos patriarcas, os mártires, santos e santas, os clérigos notáveis, e por fim vem o grupo temático do culto mariano, retratando a mãe de Jesus em suas múltiplas invocações.

### Pintura
Como ocorreu em todas as artes, a Igreja Católica foi a maior patrona da pintura colonial. Para a Igreja, a pintura tinha como função básica auxiliar na catequese e confirmar a fé dos devotos. A necessidade de ser facilmente compreensível pelo povo inculto significou que o desenho predominasse sobre a cor. O desenho, na conceituação da época, pertencia à esfera da razão e definia a ideia a ser transmitida, e a cor fornecia a ênfase emocional necessária à melhor eficiência funcional do desenho. Desta forma, toda a pintura barroca é figurativa, retórica e moralizante. Cada cena trazia uma série de elementos simbólicos que constituíam uma linguagem visual, sendo usados como palavras na construção de uma frase. O significado de tais elementos era, na época, de domínio público. As imagens dos santos mostravam seus atributos típicos, como os instrumentos do seu suplício, ou objetos que estiveram ligados à sua carreira ou ilustrassem suas virtudes. Por exemplo, São Francisco podia aparecer rodeado de objetos associados à penitência e à transitoriedade da vida: o crânio, a ampulheta, o rosário, o livro, o açoite e o cilício.
Grande parte das pinturas barrocas brasileiras foi realizada em têmpera ou óleo sobre madeira ou tela, e inserida na decoração em talha. Sobrevivem alguns raríssimos exemplos da técnica do afresco no Mosteiro de São Bento no Rio e na Igreja dos Terésios em Cachoeira do Paraguaçu, mas não há registro de popularização da técnica. Desde o início foram comuns os ex-votos, e no século XVIII se tornariam ainda mais disseminados. Eram em regra de fatura rústica, encomendados pelos devotos a artesãos populares, ou realizados pelo povo mesmo, em paga por alguma graça recebida ou em penhor de alguma promessa. Os ex-votos tiveram um papel importante no primeiro desenvolvimento da pintura colonial por constituírem uma prática frequente, o que se explica pelo cenário ainda selvagem onde as povoações se organizavam, onde não faltavam perigos de várias ordens, contra os quais a invocação dos poderes celestes para a ajuda e proteção era uma constante.
Do período inicial merecem citação alguns dos primeiros pintores atuantes no Brasil de que se sabe alguma coisa: Baltazar de Campos, ativo no Maranhão, produziu telas sobre a Vida de Cristo para a sacristia da Igreja de São Francisco Xavier; João Felipe Bettendorff, também no Maranhão, decorou as igrejas de Gurupatuba e Inhaúba, e Frei Ricardo do Pilar, ativo no Rio com uma técnica que se aproxima da escola flamenga, foi autor de um célebre Senhor dos Martírios. Lourenço Veloso, Domingos Rodrigues, Jacó da Silva Bernardes e Antonio Gualter de Macedo atuaram em diversos locais entre Pernambuco e Rio de Janeiro. Frei Eusébio da Soledade, tido como fundador da escola baiana, pode ter estudado com Frans Post e Albert Eckhout, artistas da corte pernambucana de João Maurício de Nassau, durante a dominação holandesa do Nordeste.
O século XVIII viu a pintura florir em quase todas as regiões do país, formando os germes de escolas regionais e sobrevivendo maior número de identidades individuais conhecidas. A esta altura já circulava uma vasta quantidade de gravuras europeias, que reproduziam obras de mestres célebres ou ofereciam outros modelos iconográficos. Essas gravuras foram a principal fonte de inspiração para os pintores coloniais brasileiros, vários estudos já documentaram sua apropriação massiva de tais modelos, adaptando-os às necessidades e possibilidades de cada local. Serviam-lhes mesmo de escola, uma vez que não havia academias formais de arte e poucos eram os artistas bem preparados. Destes, quase só os missionários educados na Europa, os primeiros professores de pintura do Brasil. Contudo, como esse acervo iconográfico importado tinha um perfil muito heterogêneo, composto de imagens de diferentes épocas e estilos, decorre que a pintura barroca brasileira tem um caráter igualmente dinâmico e multifacetado, não sendo possível estudá-la sob um prisma de unidade e coerência formal. Diz Teixeira Leite:
"Toda a pintura colonial vincula-se a tendências e estilos europeus, buscando imitá-los com uma compreensível defasagem cronológica, e com recursos técnicos limitados. Influências flamengas, espanholas e em menor grau italianas, muitas vezes absorvidas através de reproduções em gravura de obras célebres europeias, filtram-se através da visão portuguesa para formar um conjunto respeitável de obras, onde um vívido senso cromático anima, por vezes, um desenho tosco e improvisado, de sabor eminentemente popular".
Contribuiu para o enriquecimento da pintura setecentista a introdução, na década de 1730, por Antônio Simões Ribeiro e Caetano da Costa Coelho, em Salvador e no Rio respectivamente, das primeiras composições de perspectiva arquitetural ilusionística no Brasil, uma técnica que logo ganhou muitos adeptos, com destaque para o círculo de José Joaquim da Rocha e a escola mineira. José Teófilo de Jesus merece nota pela singularidade de seu talento versátil, um dos maiores representantes da escola baiana, abordando temas mitológicos e alegóricos, raros na produção colonial. É um bom exemplo da vitalidade do Barroco brasileiro, pois suas obras de maior vulto surgiram já no século XIX, permanecendo em atividade até cerca de 1847, pouco tocado pelo Neoclassicismo. No Rio, no Nordeste, em São Paulo, já havia em meados do século XVIII ativas escolas regionais. Mas foi em Minas, outro centro florescente, que nasceu e atuou Mestre Ataíde, o maior mestre da pintura barroca brasileira e tido como um dos pioneiros na organização de uma estética nativa; pintou um teto muito louvado na Igreja de São Francisco de Ouro Preto, além de ter deixado muitas outras obras meritórias.
Esta seção não pode encerrar sem menção ao belo acervo remanescente de azulejaria pintada, em geral importado de Portugal, onde a técnica tinha grande aceitação, e que deu uma nota característica a inúmeros conventos, igrejas e casarios barrocos brasileiros. A partir do século XVII o costume se enraizou no Brasil, com painéis decorados principalmente com motivos vegetais e geométricos, semelhantes aos adotados nos tapetes, com rica policromia e evidenciando influência dos arabescos mudéjares. Com a aproximação do fim do século, as cores vão gradualmente perdendo espaço, e no século XVIII se generalizou o painel pintado somente de azul, com peças de menores dimensões mas com uma rica moldura ornamental. Isso derivou da porcelana chinesa apreciada pelos portugueses, também majoritariamente monocrômica, e de inovações na técnica do cozimento, o que também possibilitou a produção de azulejos em escala industrial. Nesta fase os painéis se tornam narrativos, com composições figurativas complexas e uma temática diversificada, muitas vezes com cenas profanas, históricas, paisagens e alegorias. Essa iconografia foi em geral retirada de estampas e gravuras. No fim do século XVIII voltam as cores, estabilizando-se em uma paleta de quatro tons. Até meados do século XVIII os azulejos foram criados por artesãos anônimos, mas depois começam a surgir alguns nomes, na chamada "fase dos grandes mestres", entre eles Bartolomeu Antunes, Valentim de Almeida e sobretudo António de Oliveira Bernardes, considerado o maior azulejista do Barroco português.

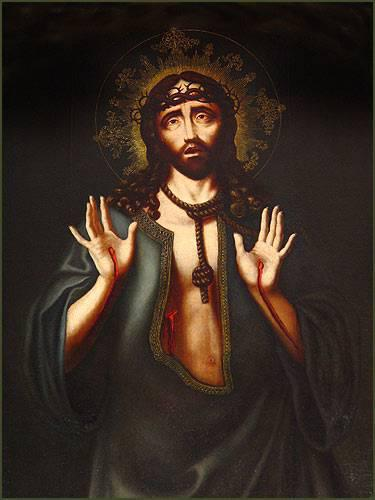
Frei Ricardo do Pilar: Detalhe do Senhor dos Martírios, Mosteiro de São Bento, Rio
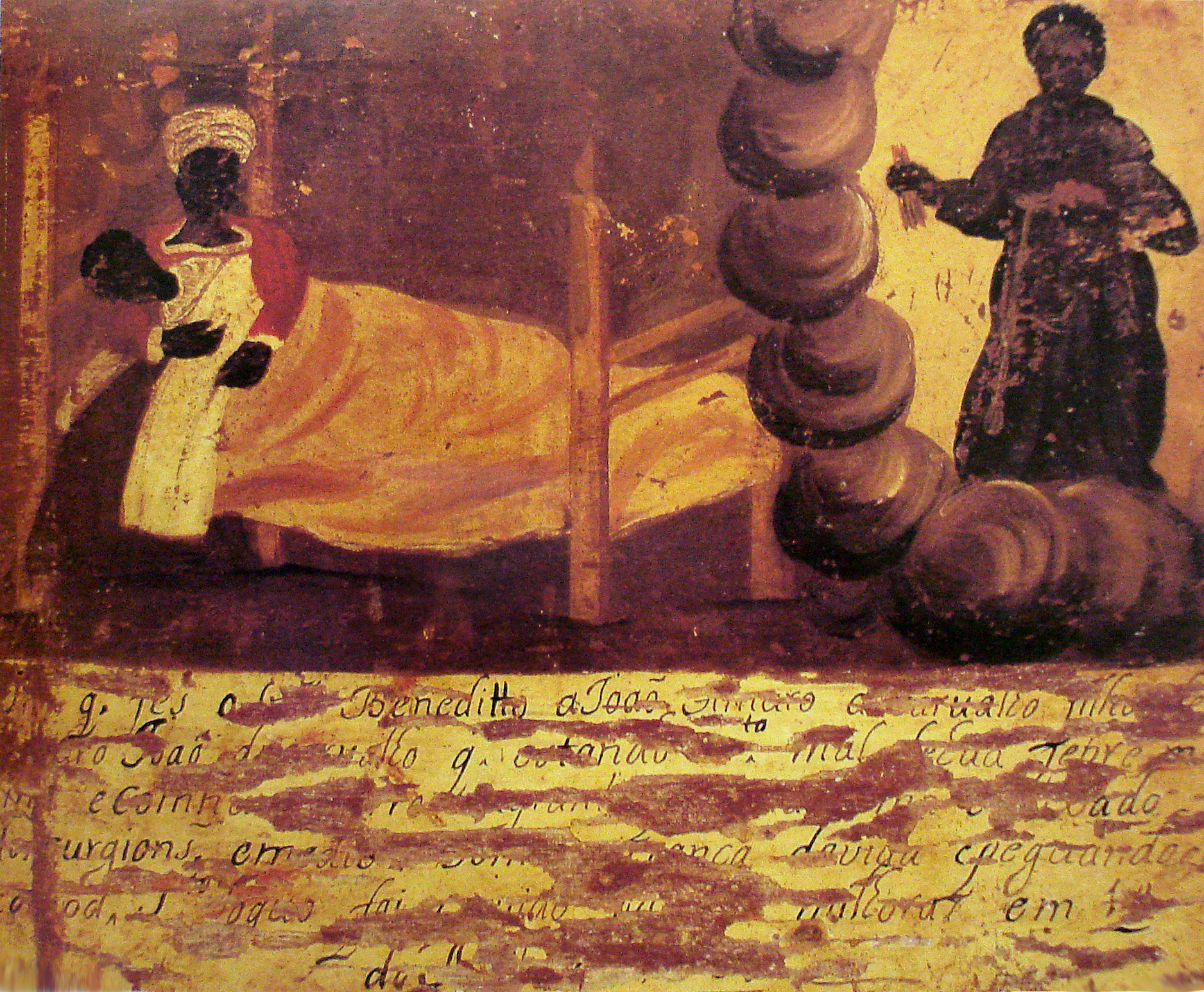
Anônimo: Ex-voto de invocação a São Benedito, século XVIII. Museu da Inconfidência, Ouro Preto
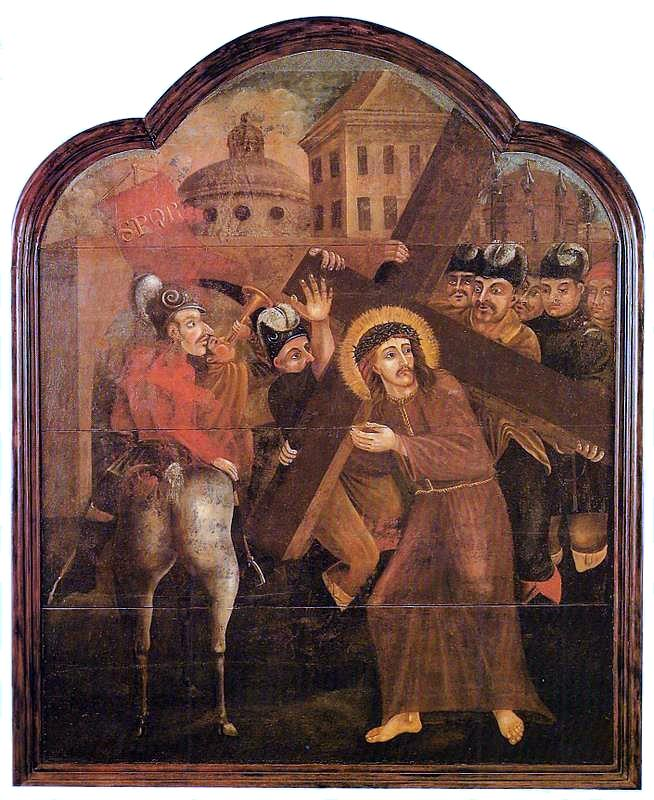
Anônimo: Jesus leva a cruz às costas, século XVIII, Museu Histórico Nacional
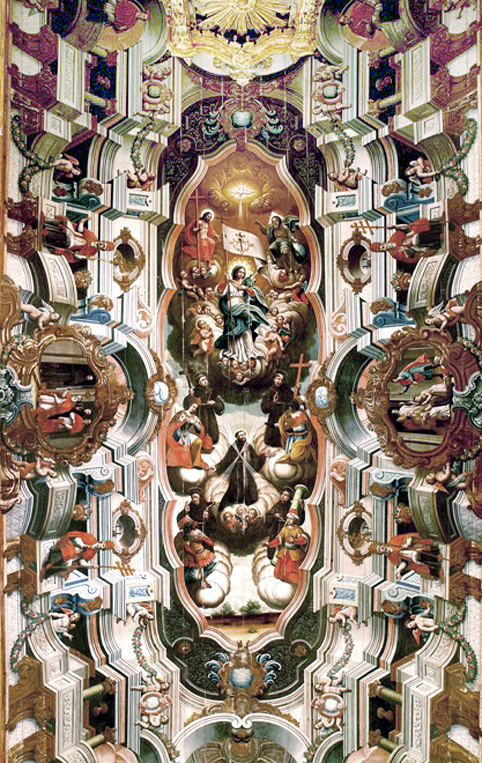
Glorificação dos Santos Franciscanos, teto da Igreja de Santo Antônio, século XVIII, João Pessoa
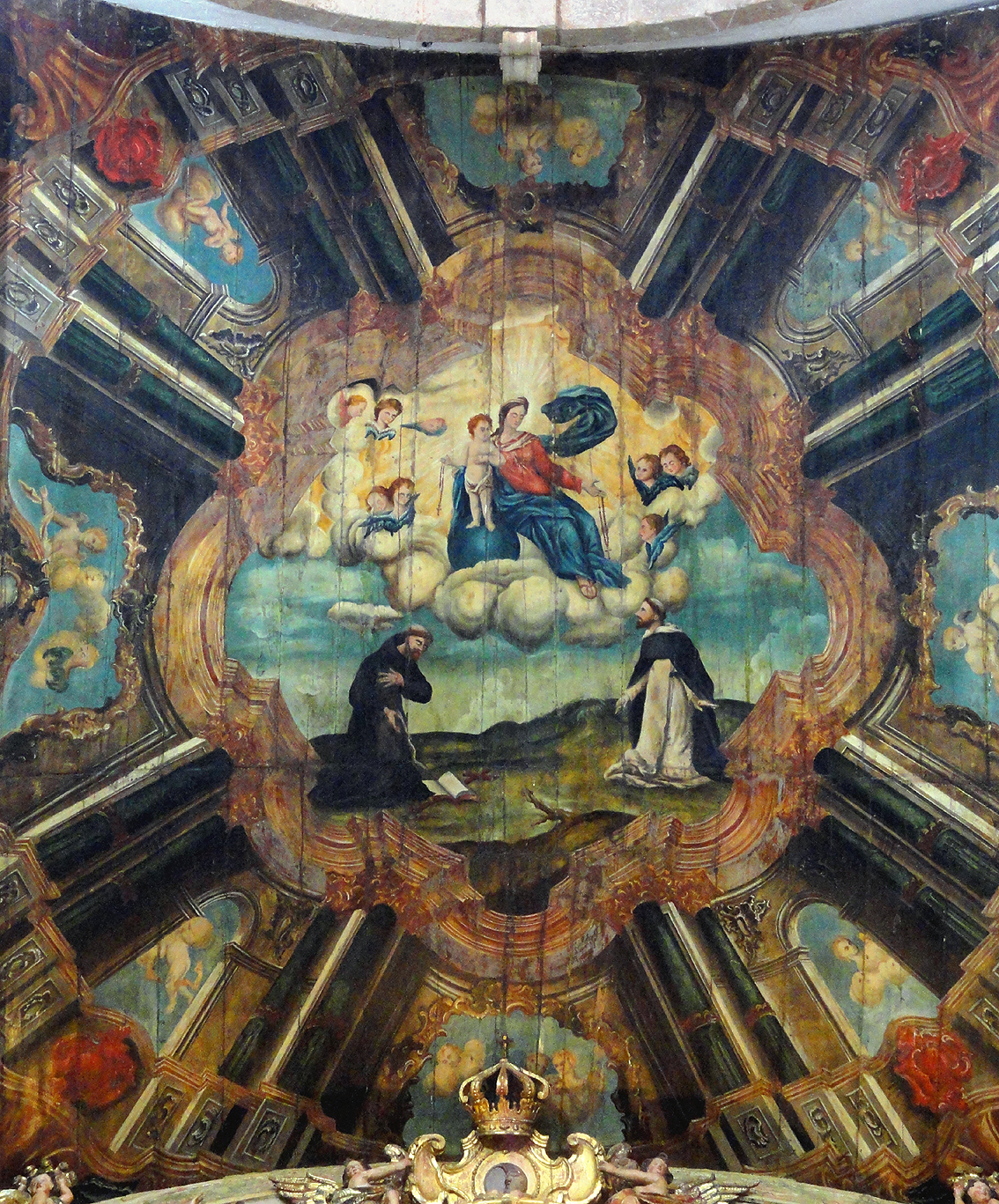
Nossa Senhora do Rosário, teto da capela-mor da Igreja do Rosário dos Pretos, século XVIII, Tiradentes

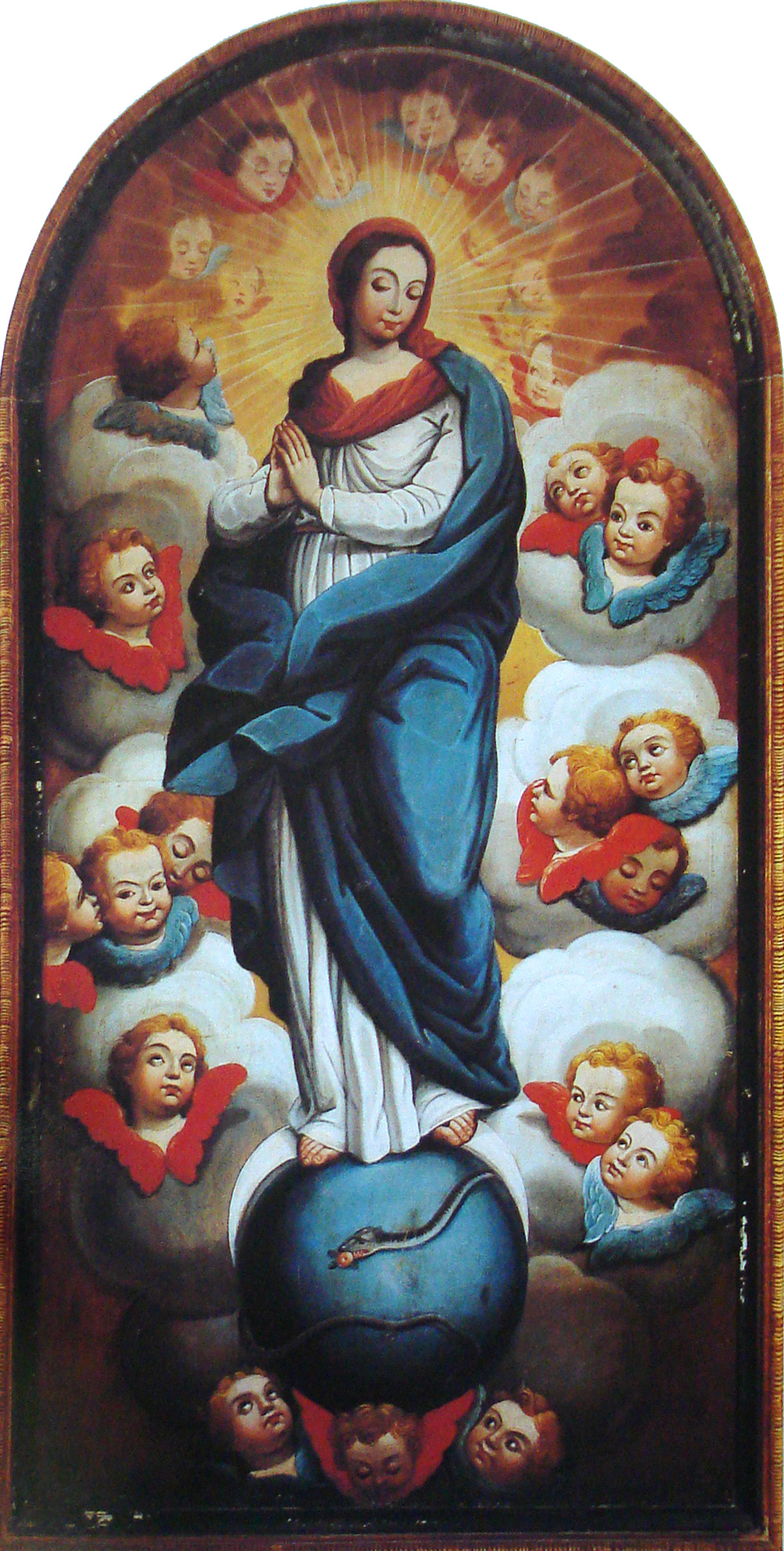
João Nepomuceno Correia e Castro: Imaculada Conceição, Museu da Inconfidência
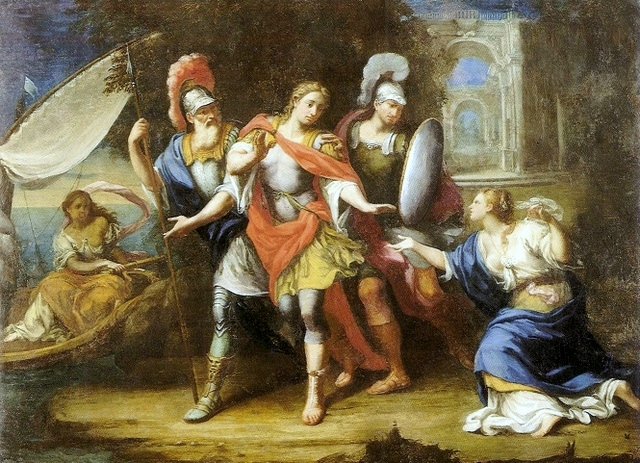
José Teófilo de Jesus: O Rapto de Helena, século XVIII, Museu de Arte da Bahia, raro exemplo de tema profano
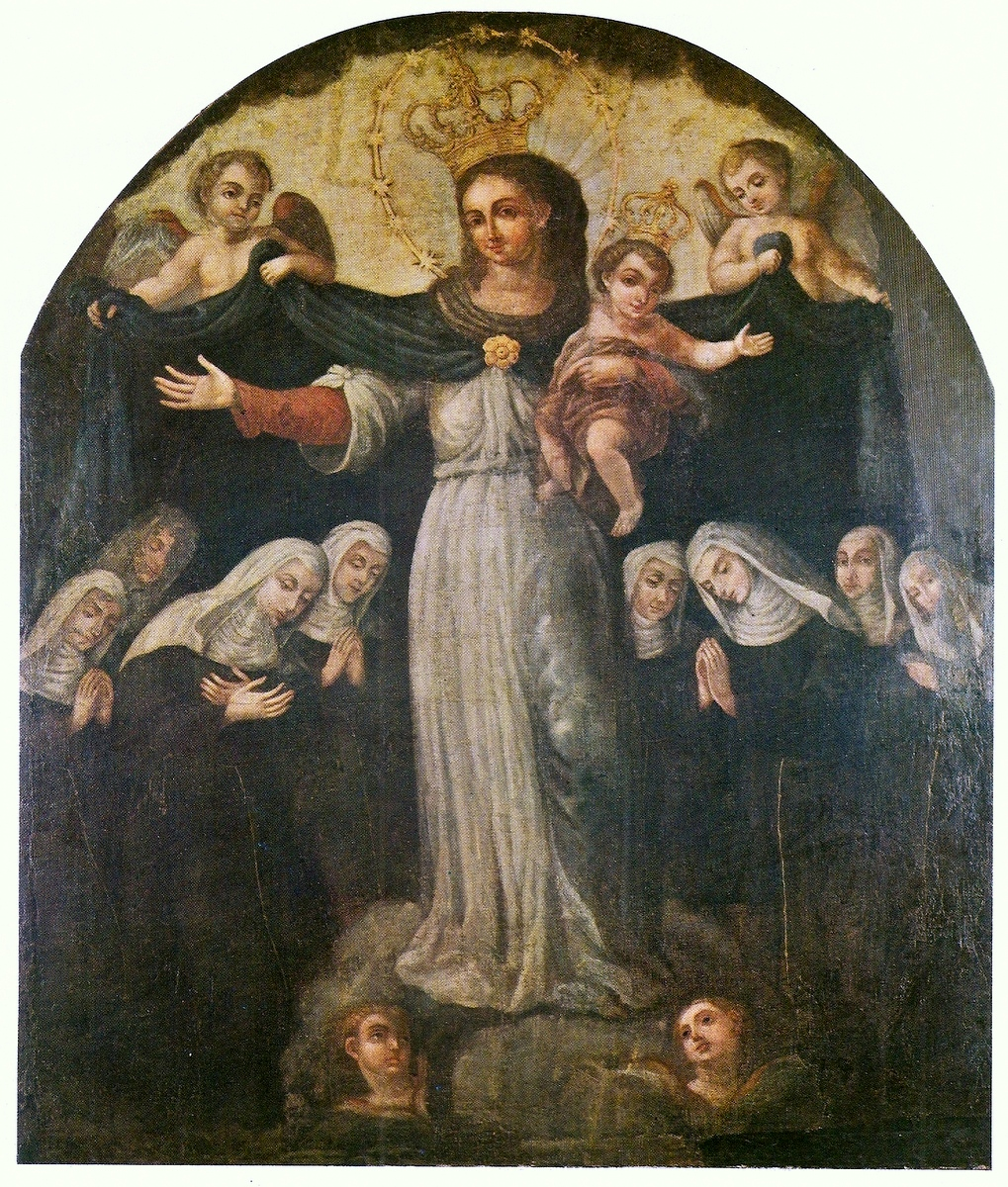
Nossa Senhora da Ajuda, da Escola Fluminense, século XVIII, Museu Nacional de Belas Artes
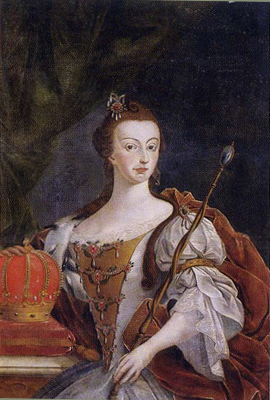
José Leandro de Carvalho: Retrato de D. Maria I, um dos raros retratos oficiais no Brasil, Museu Histórico Nacional
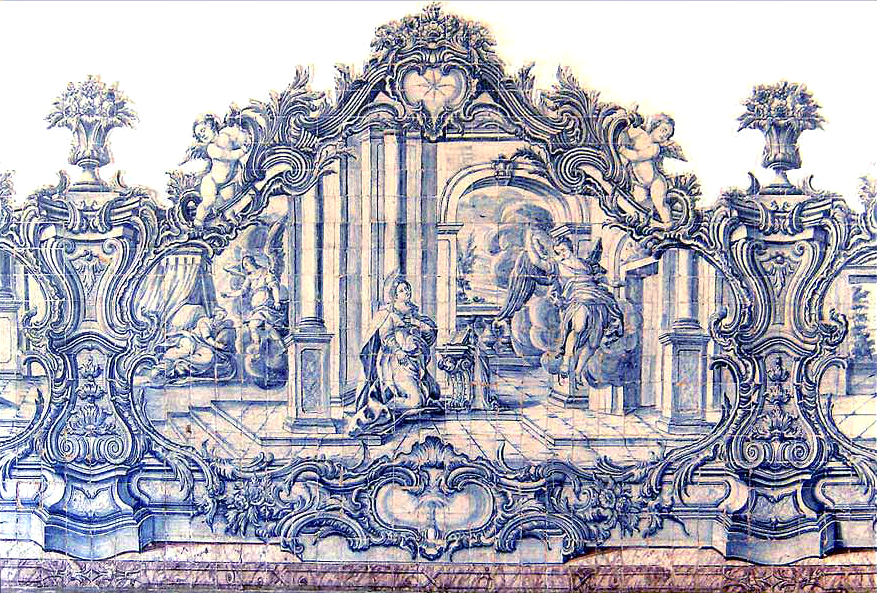
Azulejos no Convento de São Francisco, Olinda

### Estatuária

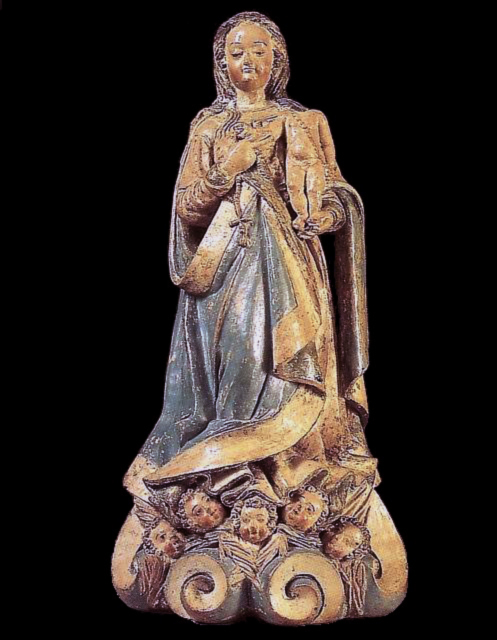
Frei Agostinho de Jesus: Nossa Senhora do Rosário, século XVII, barro. Acervo Artístico-Cultural dos Palácios do Governo do Estado de São Paulo.

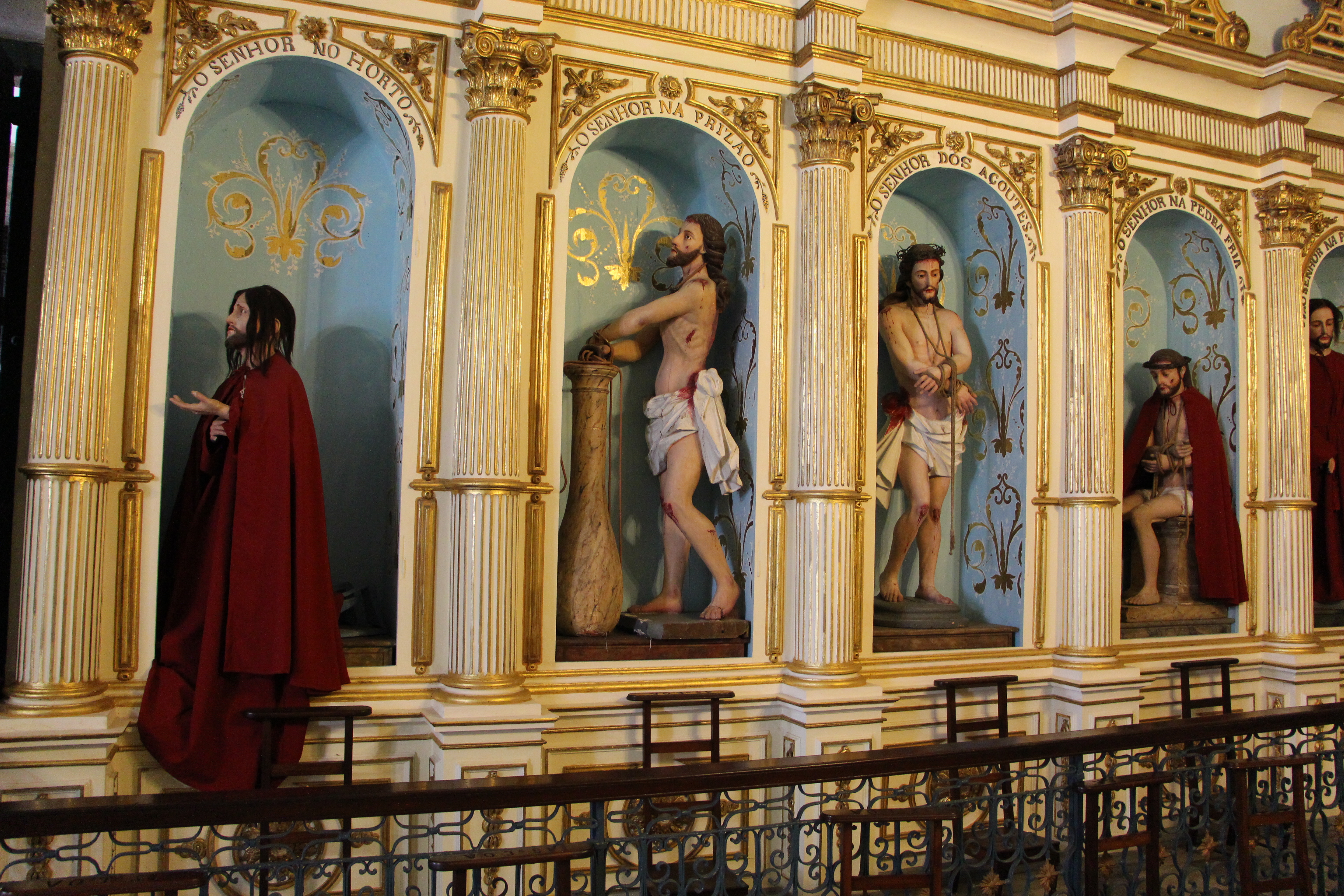
Várias imagens da Paixão de Cristo na Capela dos Santos da Igreja da Ordem Terceira de São Francisco em Salvador

O Barroco originou uma vasta produção de estatuária sacra. Parte integral da prática religiosa, a estatuária devocional encontrava espaço tanto no templo como no domicílio privado. Cabral já trouxera uma estátua de Nossa Senhora dos Navegantes consigo, e as primeiras peças deixadas do país foram de importação portuguesa, vindas com os missionários. Ao longo de todo o Barroco a importação de obras continuou, e muitas das que ainda existem em igrejas e coleções museais são de procedência europeia. Mas desde o século XVI começaram a se formar escolas locais de escultura, compostas principalmente por religiosos franciscanos e beneditinos, mas com alguns artesãos laicos, que trabalhavam principalmente o barro. As primeiras imagens de barro cozido criadas no Brasil de que se tem notícia segura são atribuídas a João Gonçalo Fernandes, datadas da década de 1560, mas seu estilo ainda não caracteriza o Barroco típico, que só começa a se consolidar na produção autóctone na geração seguinte.
O barro foi a técnica em que o indígena pôde contribuir mais ativamente, ensinando ao branco técnicas de pintura em cerâmica e conhecimentos sobre pigmentos naturais como a tabatinga e o tauá que dominava há milênios. Os indígenas também deram sua colaboração como santeiros, especialmente nas reduções do sul e em algumas do nordeste, e nesses casos muitas vezes traços étnicos índios são encontrados no rosto das imagens, como se verifica em algumas esculturas dos Sete Povos das Missões.
Já os jesuítas deram preferência à madeira, que a partir de fins do século XVII viria a predominar, determinando também modificações na conformação das peças. A técnica da época exigia que as peças de barro fossem modeladas compactamente, com um relevo baixo e sem partes projetadas, que poderiam facilmente romper durante o cozimento. Já a madeira possibilitava a escultura com formas abertas, esvoaçantes e dinâmicas, muito mais livres no espaço tridimensional. A maior parte da estatuária barroca brasileira acabou por ser criada em madeira policroma. O barro foi usado principalmente no início, embora nunca fosse abandonado, e a pedra foi ocorrência rara, mais reservada à decoração de fachadas e monumentos públicos.
Criados no Brasil ou importados, dificilmente haveria uma casa que não possuísse ao menos algum santo de devoção esculpido: a estatuária se tornou um bem de largo consumo, quase onipresente, de longe mais comum que a pintura, com exemplares de grande porte, em tamanho natural ou mesmo maior, até peças miniaturizadas para uso prático em viagens. Salvador em especial tornou-se um centro exportador de estatuária para os mais distantes pontos do país, criando uma escola regional de tanta força que não conheceu solução continuidade senão no século XX. Outra escola nordestina importante foi a de Pernambuco, com produção de alta qualidade mas ainda pouco estudada. A maioria das obras que sobrevivem permanece anônima; não costumavam ser assinadas e as análises de estilo muitas vezes não são suficientes para se determinar com precisão sua origem, uma vez que a iconografia seguia padrões convencionados que valiam por toda parte e o intercâmbio de obras pelo país era grande, mas alguns nomes foram preservados pela tradição oral ou através de recibos de pagamento de obras. Entre eles, podemos citar Agostinho de Jesus, ativo no Rio e São Paulo; frei Agostinho da Piedade, José Eduardo Garcia, Francisco das Chagas, o Cabra, Félix Pereira Guimarães e Manuel Inácio da Costa, ativos em Salvador; Veiga Valle, em Pirenópolis; Francisco Xavier de Brito, atuando entre Rio e Minas, Manoel da Silva Amorim, em Pernambuco, Bernardo da Silva, da escola maranhense, Simão da Cunha e Mestre Valentim, no Rio de Janeiro. Na escola de Minas, Francisco Vieira Servas, José Coelho Noronha, Felipe Vieira, Valentim Correa Paes e Bento Sabino da Boa Morte, entre outros.

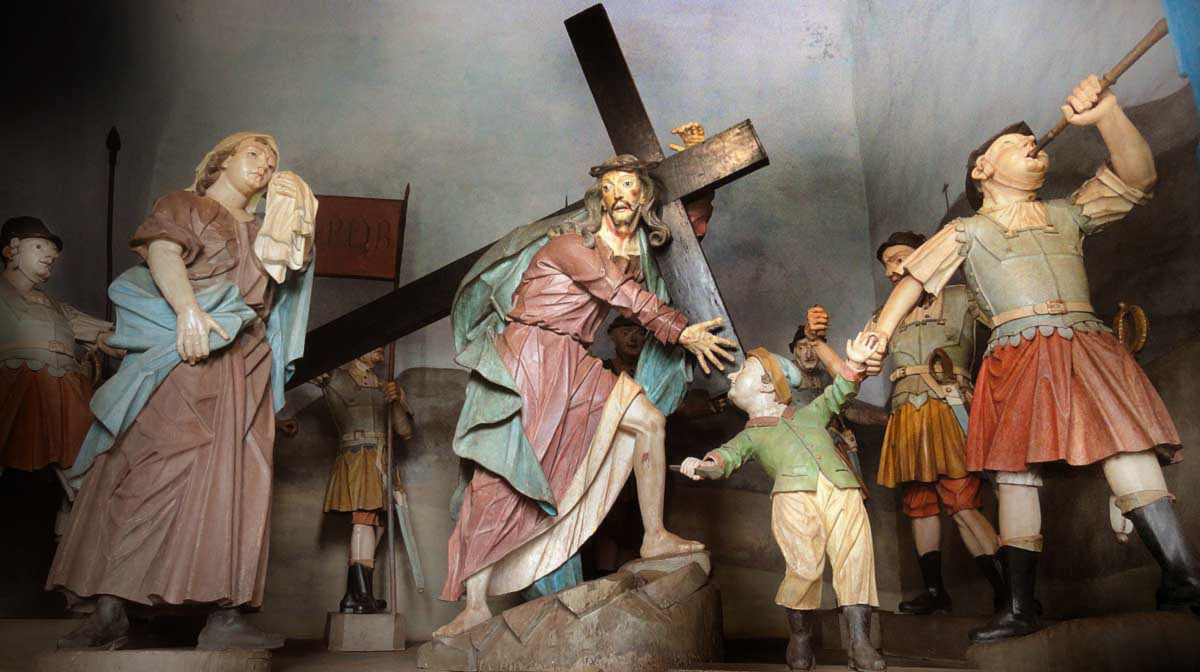
Aleijadinho: Cristo carregando a cruz, século XIX, madeira. Santuário do Bom Jesus de Matosinhos, Congonhas.

Com a sedimentação da cultura nacional por volta da metade do século XVIII, e com a multiplicação de artífices mais capazes, nota-se um crescente refinamento nas formas e no acabamento das peças, e aparecem imagens de grande expressividade. Entretanto, a importação de estatuária diretamente de Portugal continuou e mesmo cresceu com o enriquecimento da colônia, uma vez que as classes superiores preferiam exemplares mais bem acabados e de mestres mais eruditos. Ao mesmo tempo se multiplicaram as escolas regionais, com destaque para as do Rio, São Paulo, Maranhão, Pará, e Minas, onde a participação do negro e do mulato foi essencial e onde se desenvolveram traços típicos regionais mais distintos, que podiam incorporar elementos arcaizantes ou de várias escolas em sínteses ecléticas. Como descreveu Ailton de Alcântara, "é neste contexto que humildes, porém habilidosos homens, valendo-se da perspectiva formal que apreendiam por meio da pregnância, orientados apenas por tradição oral e pelo exercício de repetição, vão ser identificados no meio em que viviam como os fazedores de santos e diversos outros objetos de devoção". Aleijadinho representa o coroamento e a derradeira grande manifestação da escultura barroca brasileira, com obra densa e magistral espalhada na região de Ouro Preto, especialmente no Santuário do Bom Jesus de Matosinhos, em Congonhas, que possui uma série de grandes grupos escultóricos nas estações da Via Crucis, em madeira policroma, e os célebres Doze Profetas, de pedra-sabão, no adro da igreja.

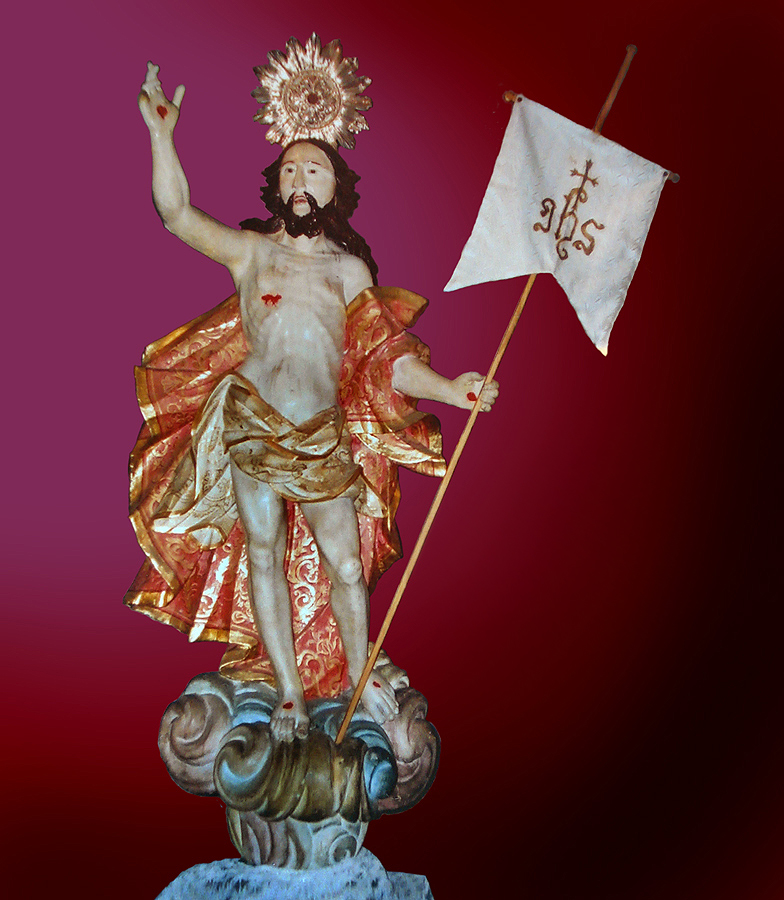
Cristo ressurrecto, escola baiana, madeira, século XVIII. Igreja de São Francisco, Salvador.

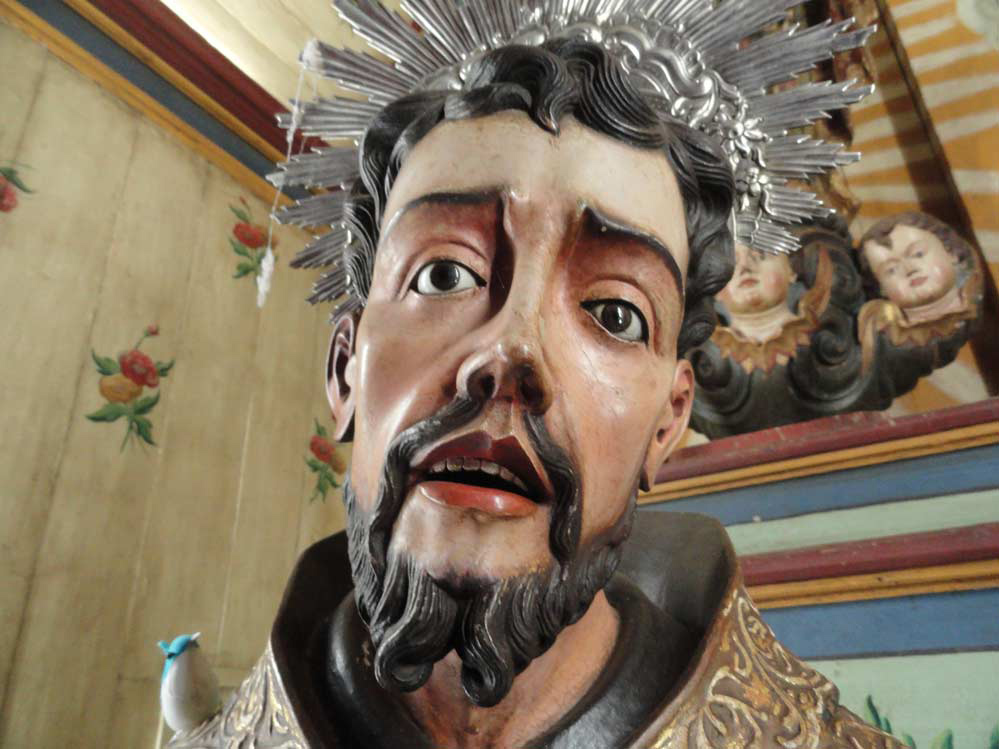
Detalhe de um São Francisco acima do tamanho natural do século XVIII na Igreja de São Francisco de Assis de Sabará

Por regra a estatuária era pintada com cores vivas e não raro recebia douramentos, sendo decorada com ornamentos acessórios como coroas e resplendores em prata e ouro, que podiam ser cravejados de pedras preciosas. Também podia receber olhos de vidro, dentes de marfim e vestidos de tecido. As grandes estátuas de roca, principalmente os tipos do Senhor dos Passos e da Mater Dolorosa, que muito se levavam em procissões, podiam ter até cabelos reais, a fim de enfatizar seu aspecto ilusionístico, e membros articulados, para possibilitar seu uso em representações teatrais sacras. Para a pintura a imagem em material bruto recebia uma camada de um preparo à base de argila e cola, conhecido como "bolo armênio", que preenchia os poros da madeira ou do barro e criava uma superfície lisa para o trabalho posterior. Se as vestes da figura fossem ter douramento, eram aplicadas sobre a camada do bolo armênio finíssimas folhas de ouro, que podiam ser polidas para realçar o brilho, ou não, criando um dourado fosco. O prateamento era mais raro, e mais custoso, pois não havia minas de prata no Brasil e o material era obtido da fundição de moedas peruanas. Sobre o ouro ou prata era aplicada a tinta, óleo ou têmpera oleosa, e para que o metal precioso subjacente aparecesse a tinta era removida nas partes necessárias com estiletes ou com um ponteador, o que possibilitava o desenho de intrincados padrões florais ou abstratos, imitando brocados e bordados de tecidos verdadeiros, dando à imagem um aspecto suntuoso, como era o gosto barroco. A esta decoração particular se deu o nome de "estofamento". A pintura do rosto, mãos, pés ou outras partes visíveis do corpo se chamava "encarnação", e como o nome sugere, almejava imitar o efeito da carne humana. Nos exemplares em marfim, mais raros, o material podia ser deixado aparente.
A estatuária em posse privada muitas vezes era entronizada em capelinhas ou oratórios, que à medida que subiam as posses de seus proprietários podiam chegar a ser móveis luxuosos e muito ornamentados. Quando uma imagem se deteriorava podia ser descartada, lançando-a ao mar, a um rio, enterrando-a numa igreja ou depositando-a em algum oratório de beira de estrada. Em festas solenes, ou como pagamento de alguma promessa, estatuária mais antiga podia ser reformada, talhando-se novos detalhes e realizando uma repintura. Ou podia ganhar vestidos bordados com seda, ouro e pedrarias, e receber jóias como coroas, resplendores e insígnias.
Um outro tipo de estatuária que se tornou muito popular foi o grupo do presépio, um conjunto de figuras que reconta o nascimento de Jesus e a visita dos Reis Magos, montado em casas e igrejas na época do Natal. A tradição foi inaugurada, ao que parece, pelo padre José de Anchieta, que, ajudado por índios, modelava pequenas figuras em barro para ensinar-lhes a doutrina cristã. Alguns presépios brasileiros chegaram a possuir dezenas de peças, com muitas cenas paralelas e um cenário miniaturizado para contextualizá-las. Em meados já do século XIX floresceu em São Paulo uma escola de estatuária popular em barro que conheceu enorme demanda, produzindo os chamados "paulistinhas", imagens muito singelas para o culto doméstico, mas que seguiam os moldes da tradição barroca. Um de seus mais conhecidos artesãos foi Dito Pituba.

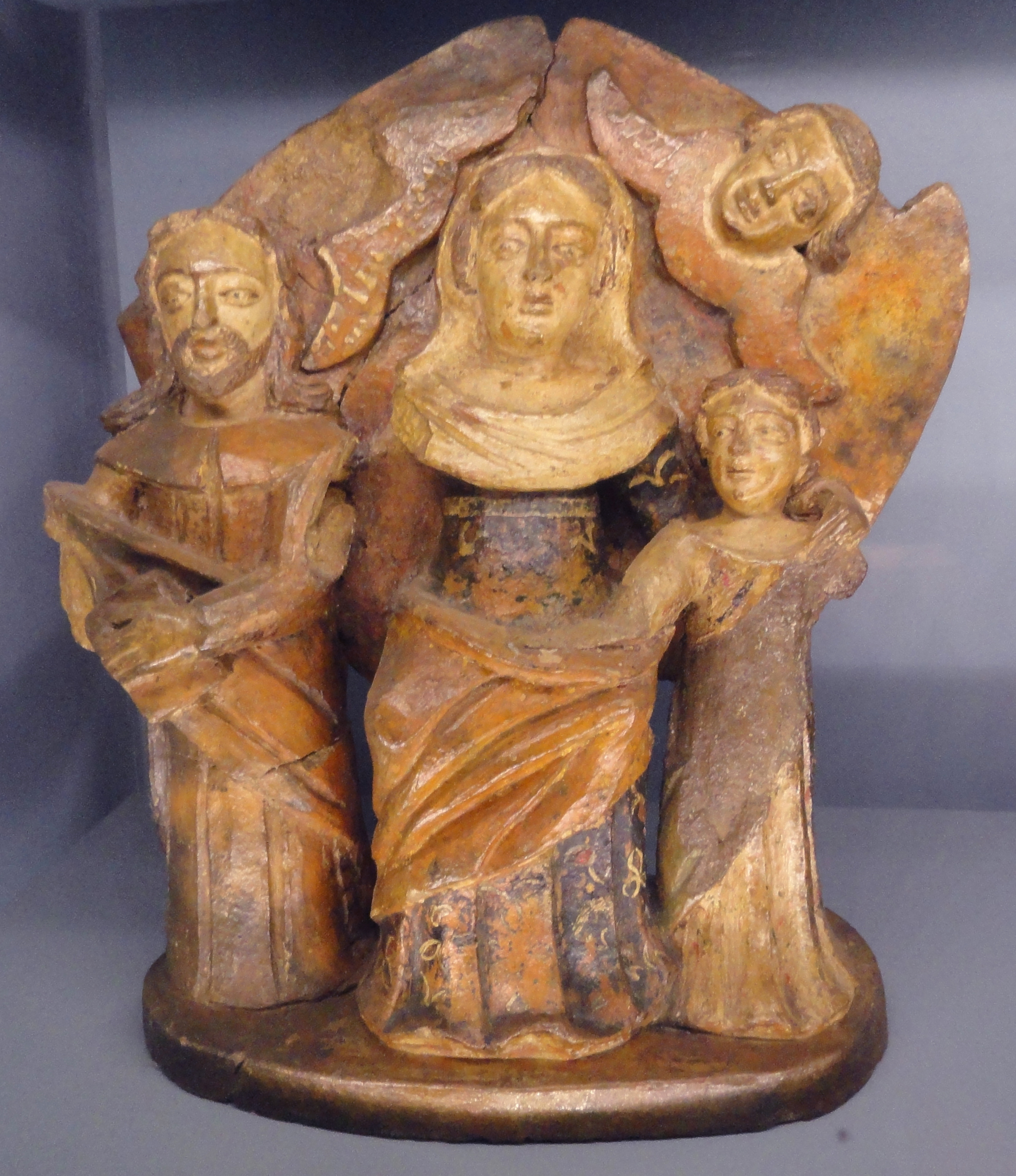
Sant'Ana Mestra com São Joaquim e anjos, São Paulo, século XVII, Museu de Sant'Ana
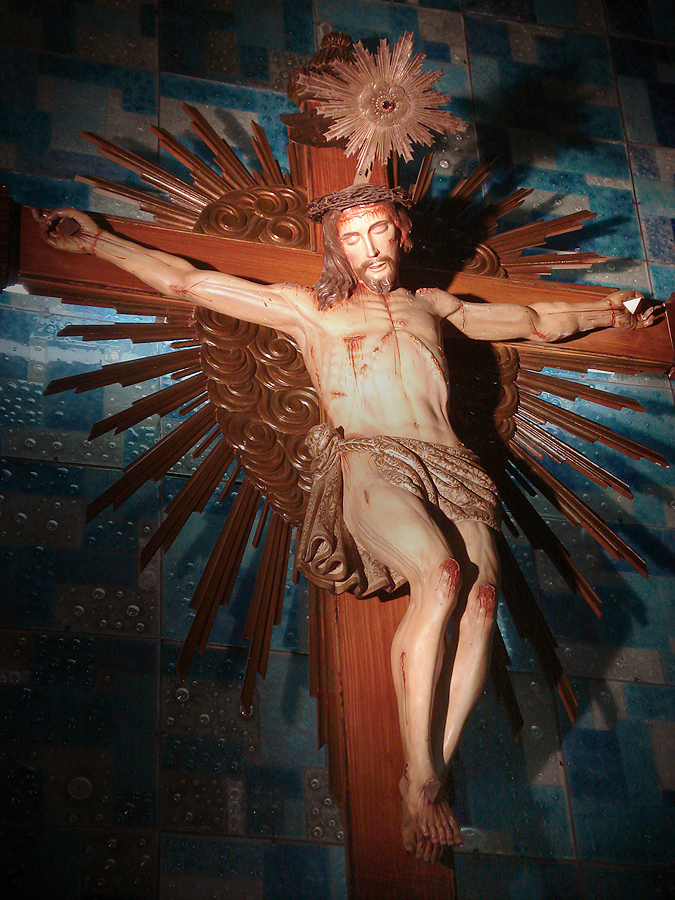
Crucifixo do século XVII, procedente das reduções jesuíticas do sul. Capela Nosso Senhor Jesus do Bom Fim, Porto Alegre.
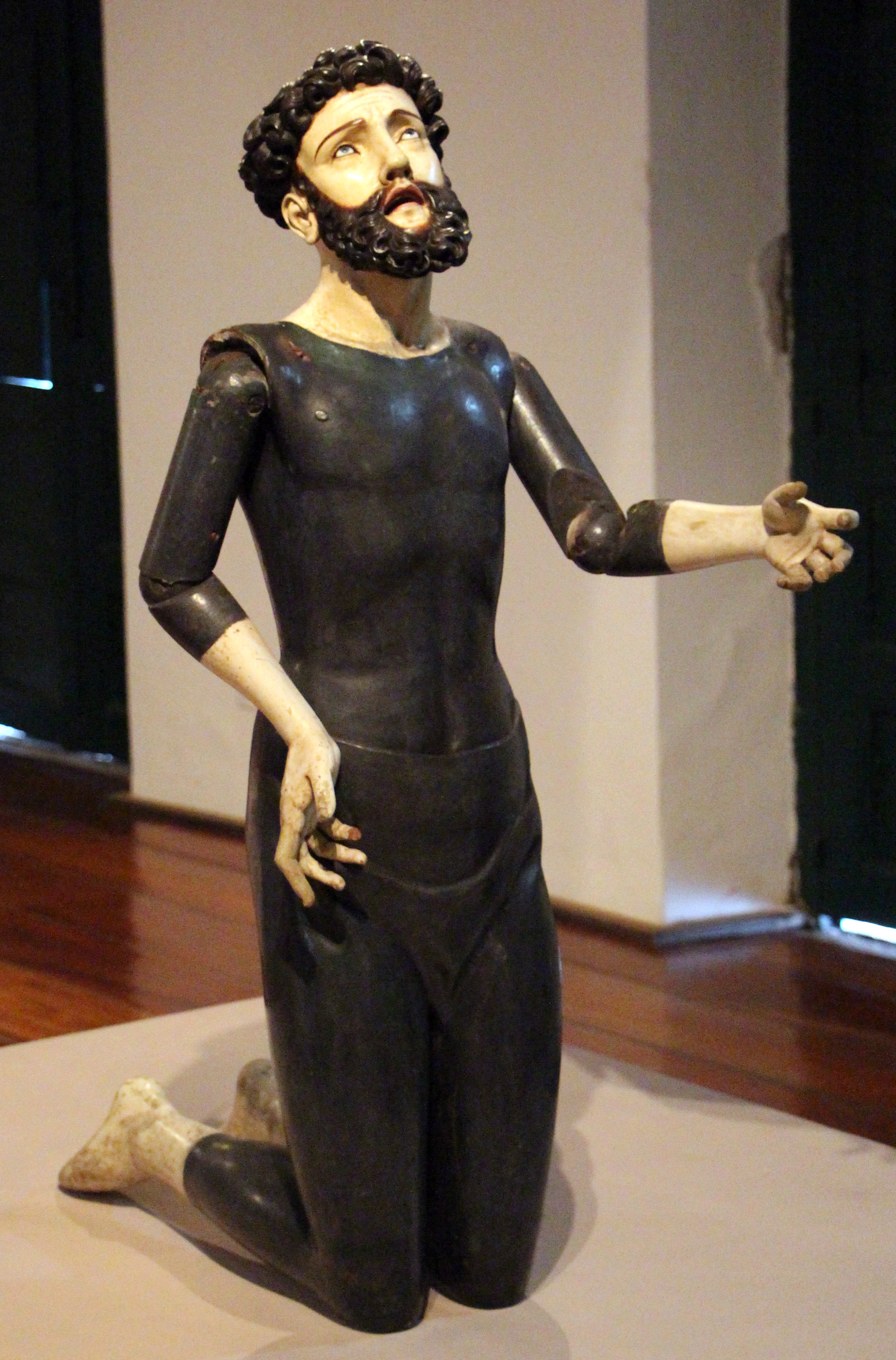
São Francisco, estátua de roca para procissões, século XVIII, Museu Abelardo Rodrigues. Note-se os braços articulados. Originalmente a estátua seria vestida com roupas reais
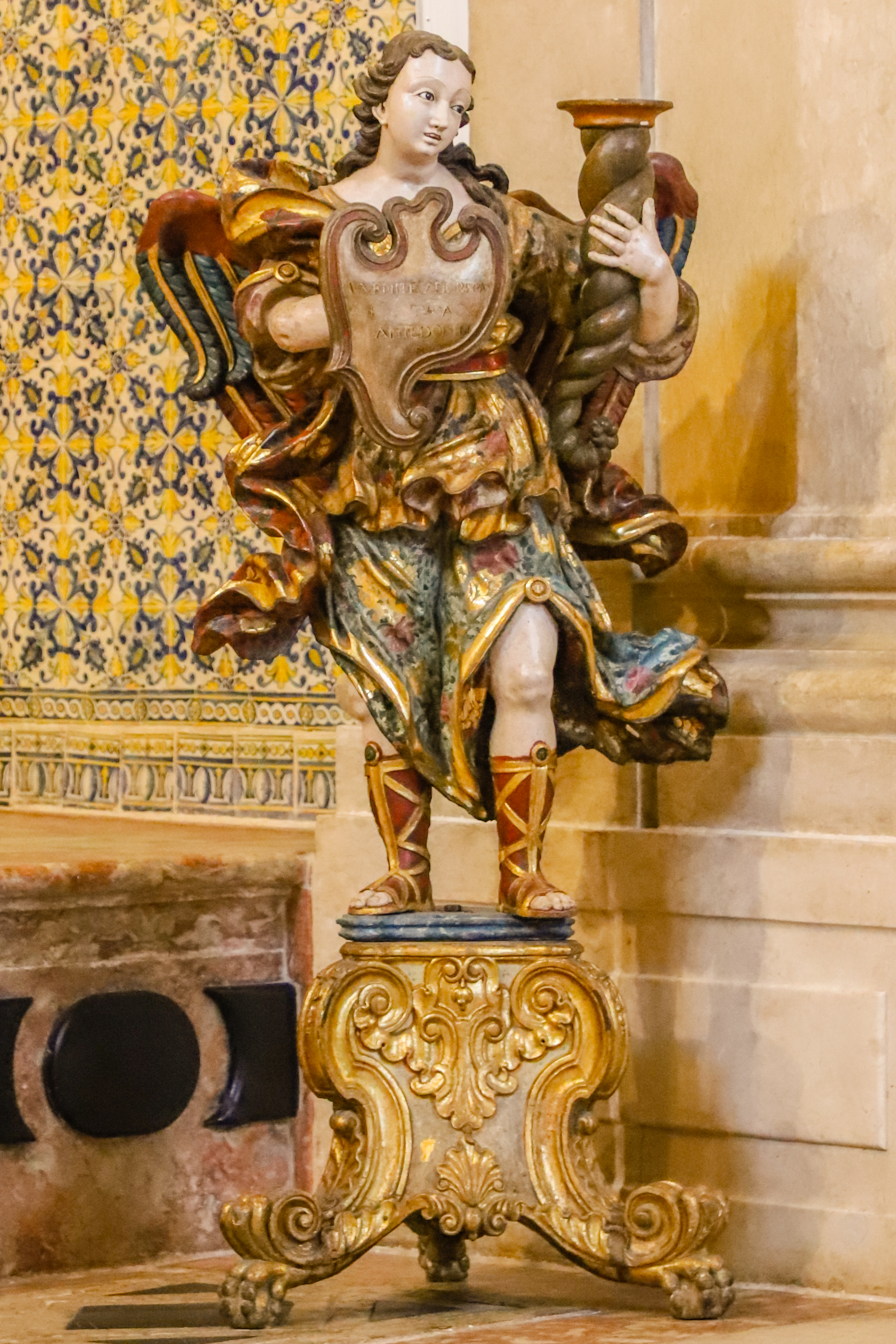
Anjo tocheiro, século XVIII. Catedral Basílica de Salvador
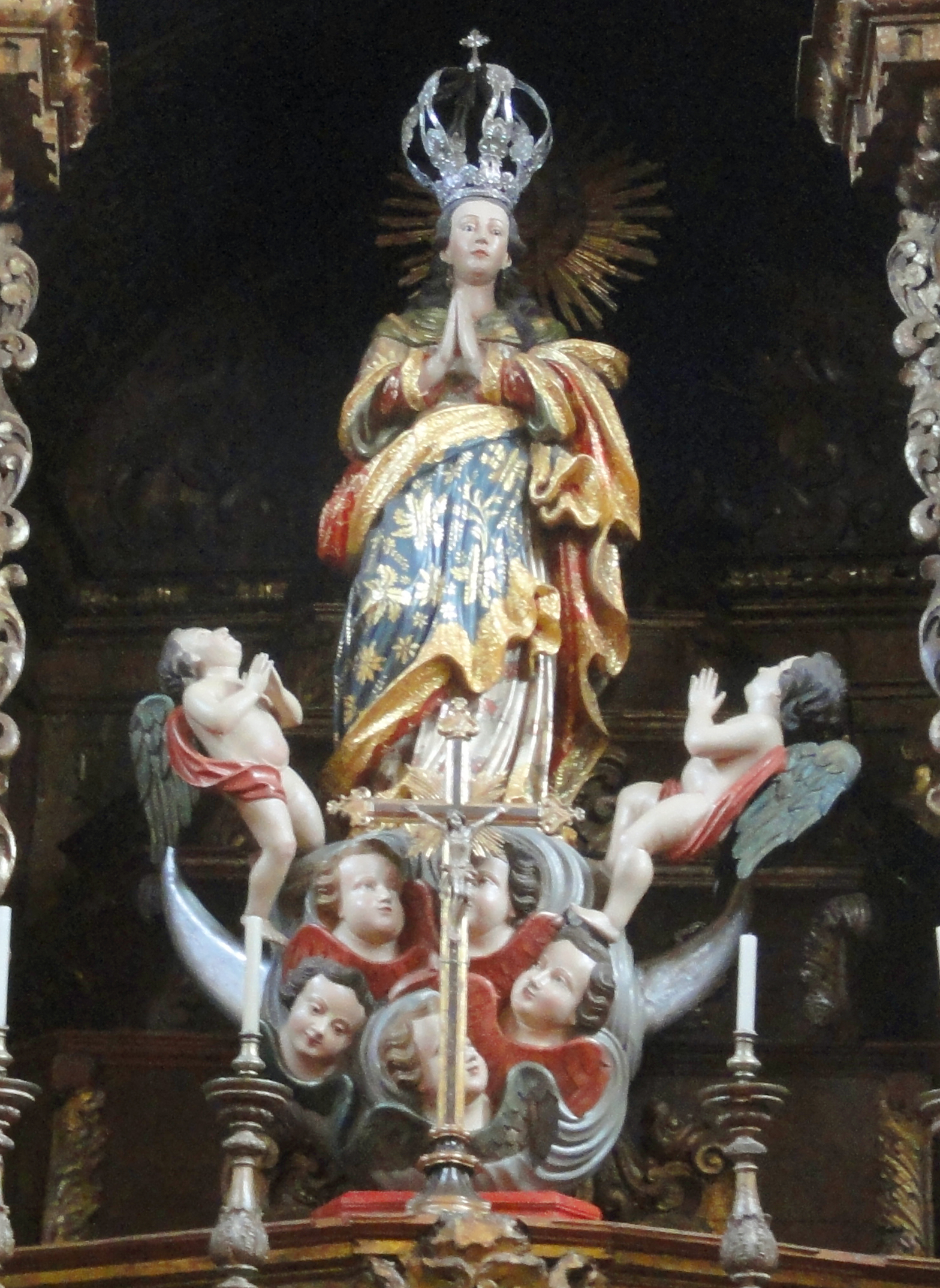
Nossa Senhora da Conceição, tamanho acima do natural, século XVIII, Matriz de Sabará

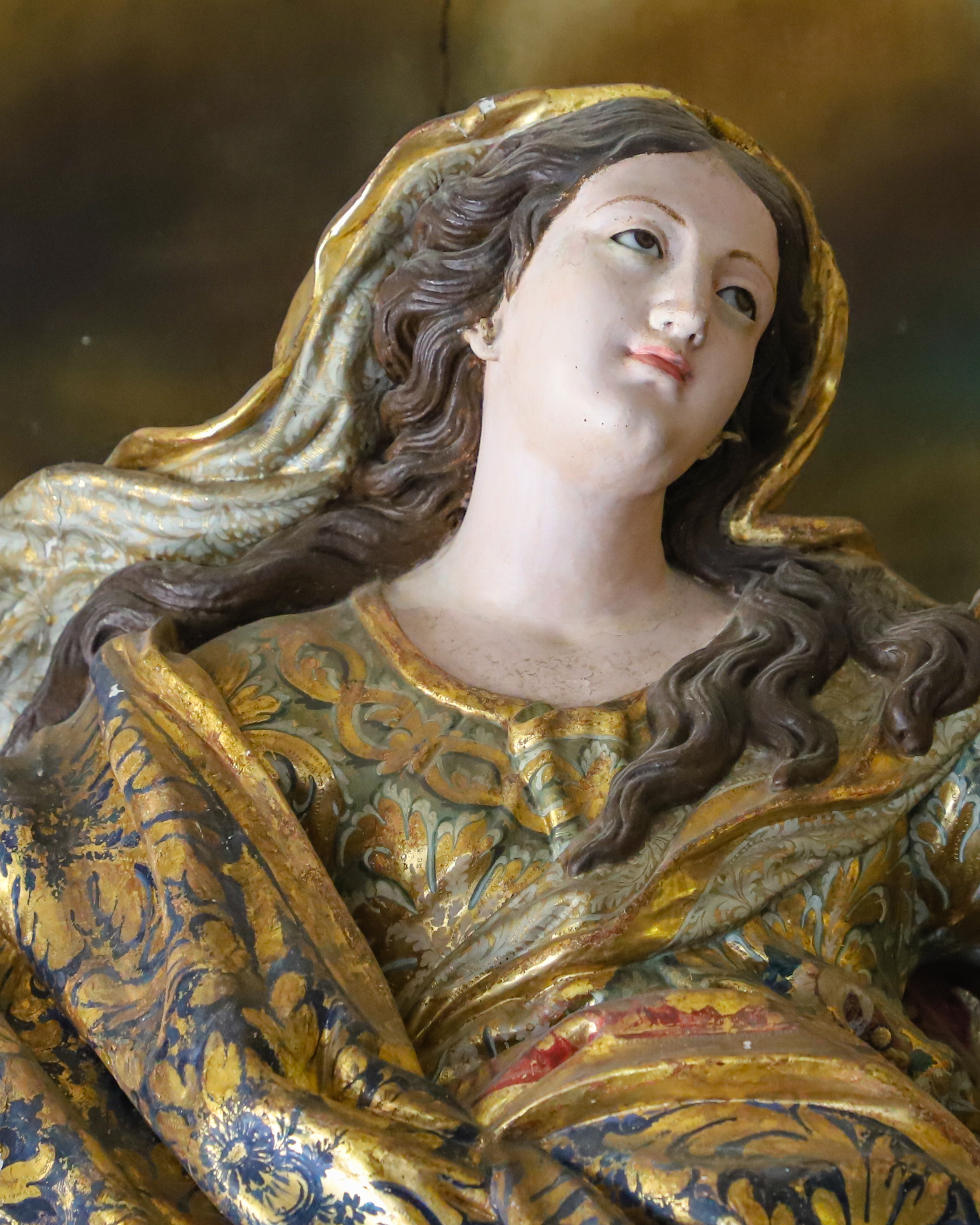
Detalhe da Nossa Senhora da Fé, século XVIII. Catedral Basílica de Salvador
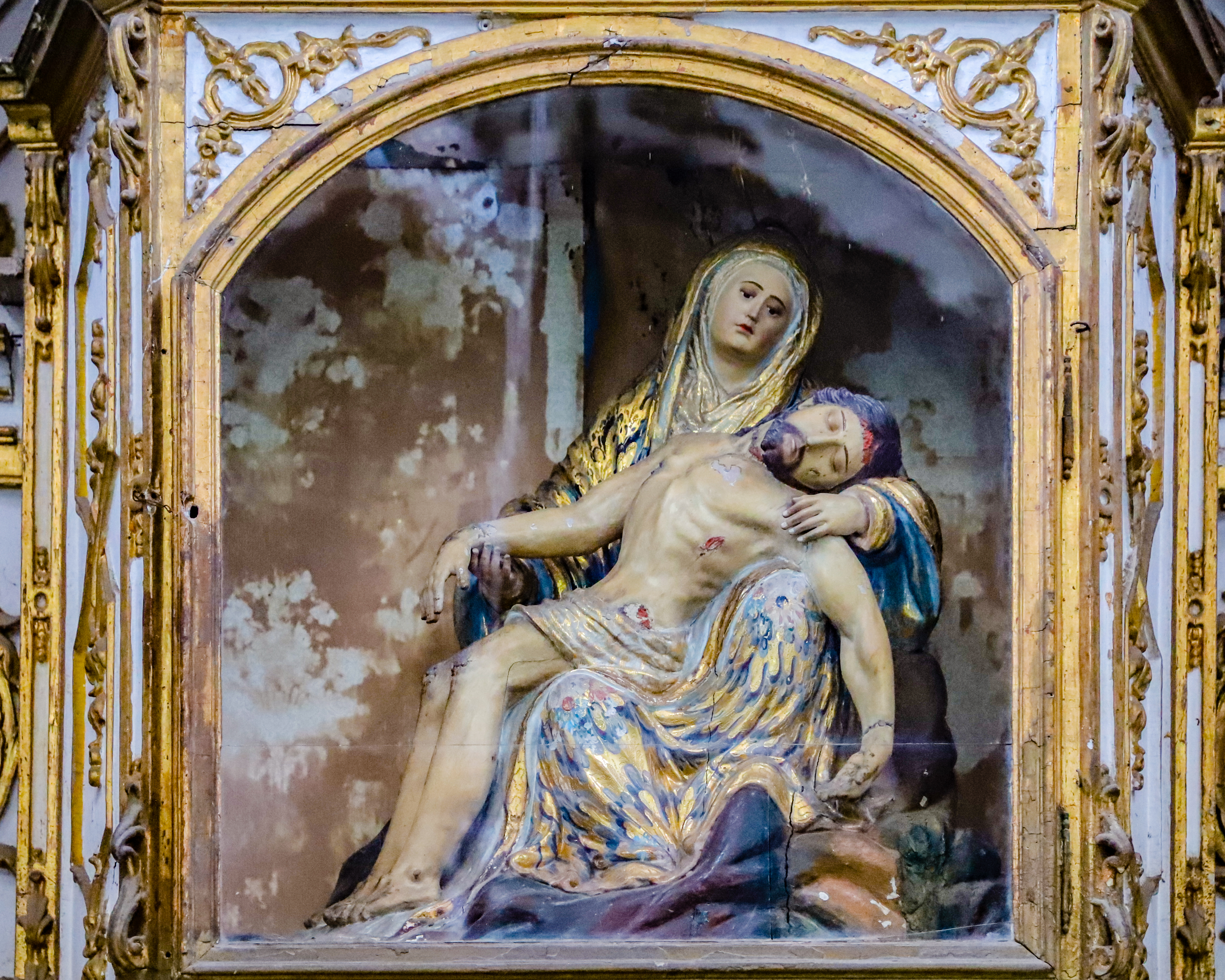
Nossa Senhora da Piedade, século XVIII, Capela Nossa Senhora da Piedade, Salvador
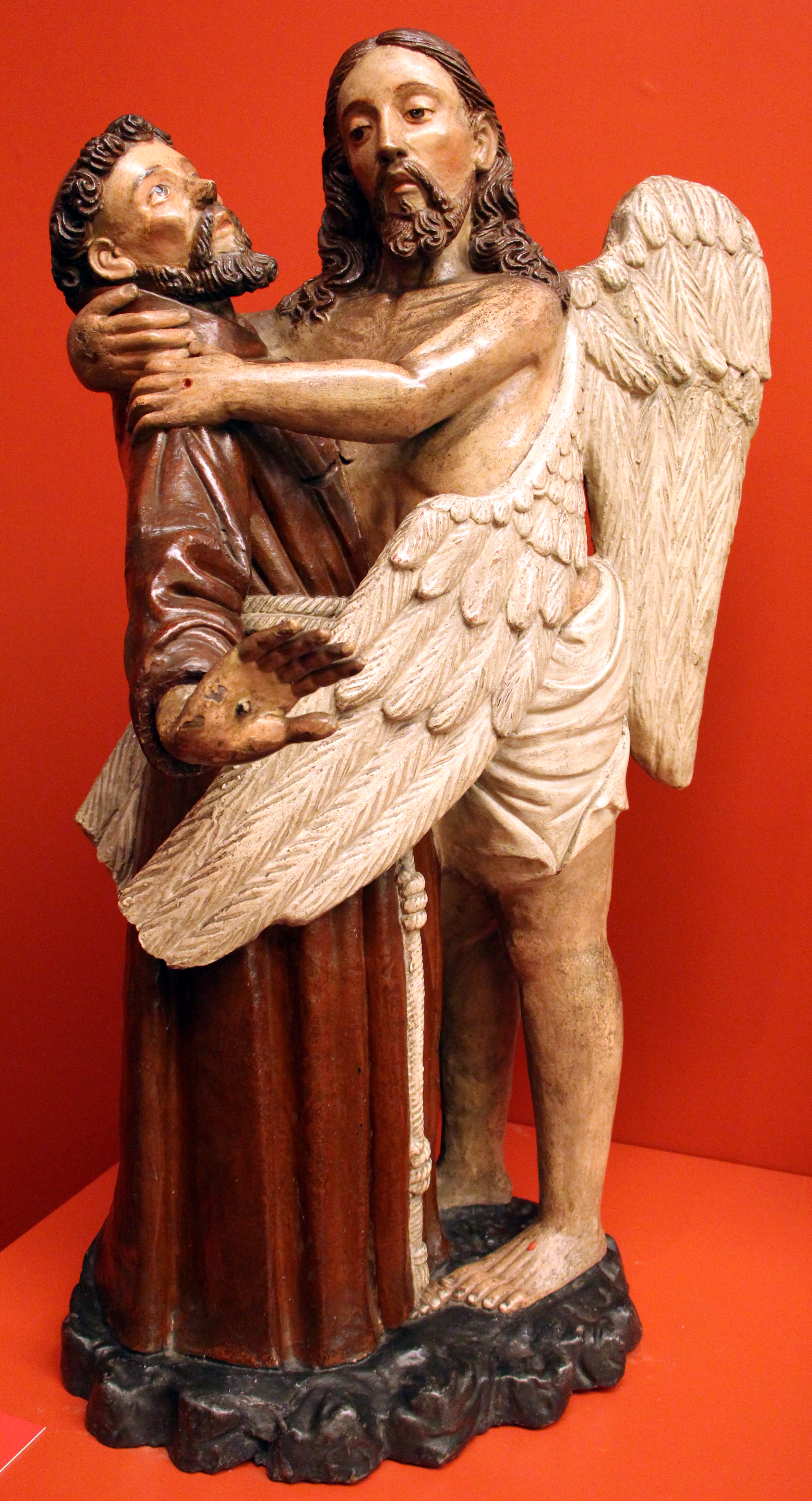
São Francisco recebendo as chagas do Cristo Seráfico, século XVIII. Museu de Arte Sacra de São Paulo
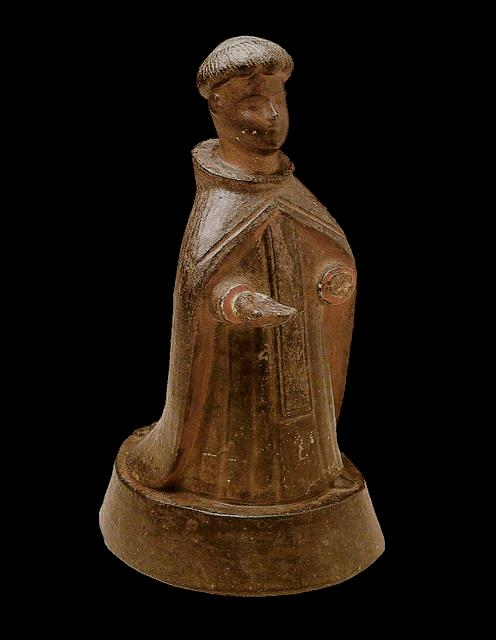
Paulistinha, século XIX, Museu de Arte Sacra de São Paulo
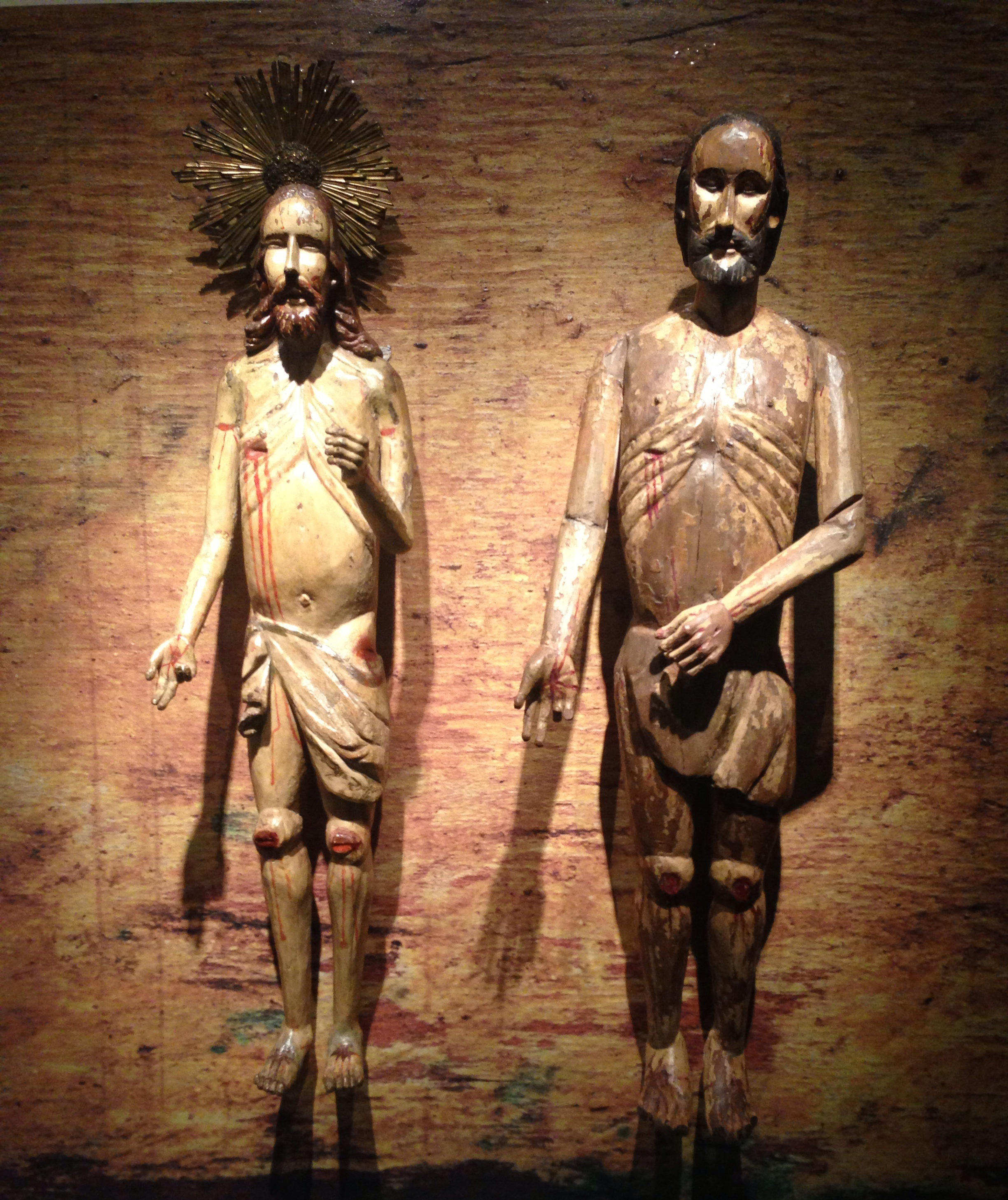
Cristos em grandes dimensões de Dito Pituba, fim do século XIX, Museu de Arte Sacra de São Paulo

### Talha dourada e outras modalidades escultóricas
A talha dourada, uma modalidade de escultura essencialmente decorativa, deve ser abordada em separado em vista da sua grande riqueza no Brasil e da sua extraordinária importância ao longo de todo o desenvolvimento do Barroco, muitas vezes adquirindo proporções monumentais e modificando a percepção dos espaços arquitetônicos internos. Como os volumes estruturais das igrejas permaneceram sempre bastante simples e estáticos, atestando a longevidade e vigor da tradição da arquitetura chã, foi na decoração dos interiores, nos retábulos e altares, onde a talha domina, que o Barroco brasileiro pôde se expressar com sua força total e ser mais "tipicamente Barroco": suntuoso, extravagante, dinâmico e dramático. Foi no nordeste, primeiro em Salvador e no Recife, que deu seus primeiros frutos importantes. Partindo do ecletismo e preciosismo dos retábulos maneiristas da tradição portuguesa, eles mesmos já de enorme requinte e complexidade, como provam os importantes retábulos da Catedral de Salvador e da Catedral de São Luís do Maranhão, ambos descendência direta do Maneirismo, a talha barroca se formou atualizando outros arcaísmos, como os arcos plenos concêntricos dispostos em profundidade, comuns nos portais das igrejas românicas, abundantes em todo o território português, e as colunetas torcidas, já existentes no período gótico. Os espaços entre esses elementos estruturais dos retábulos, bem como suas superfícies, foram entalhados com profusa ornamentação policroma e folheada a ouro, na forma de ramagens e guirlandas de flores, entremeadas, nos exemplos mais ricos, de anjos, brasões, insígnias, pássaros, atlantes e cariátides, com grande homogeneidade estilística.

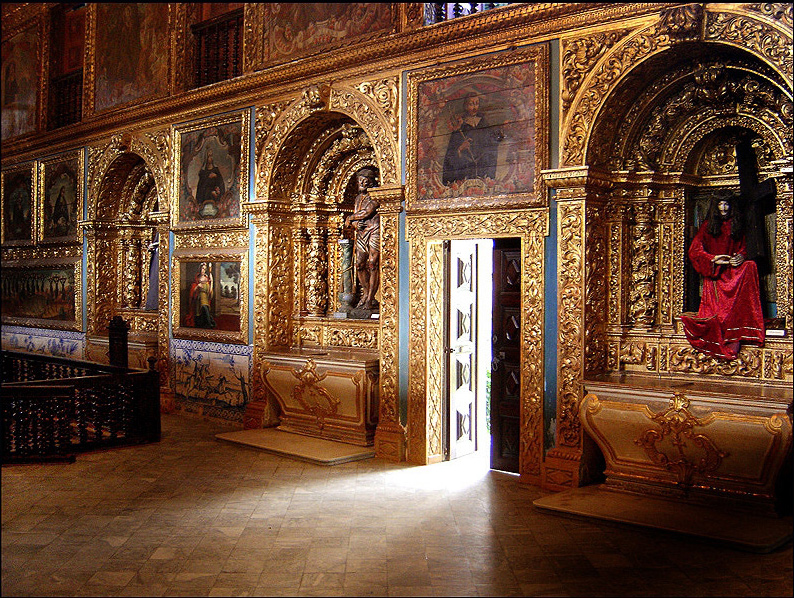
Altares laterais da Capela Dourada no Recife, um exemplo típico do Estilo Nacional Português

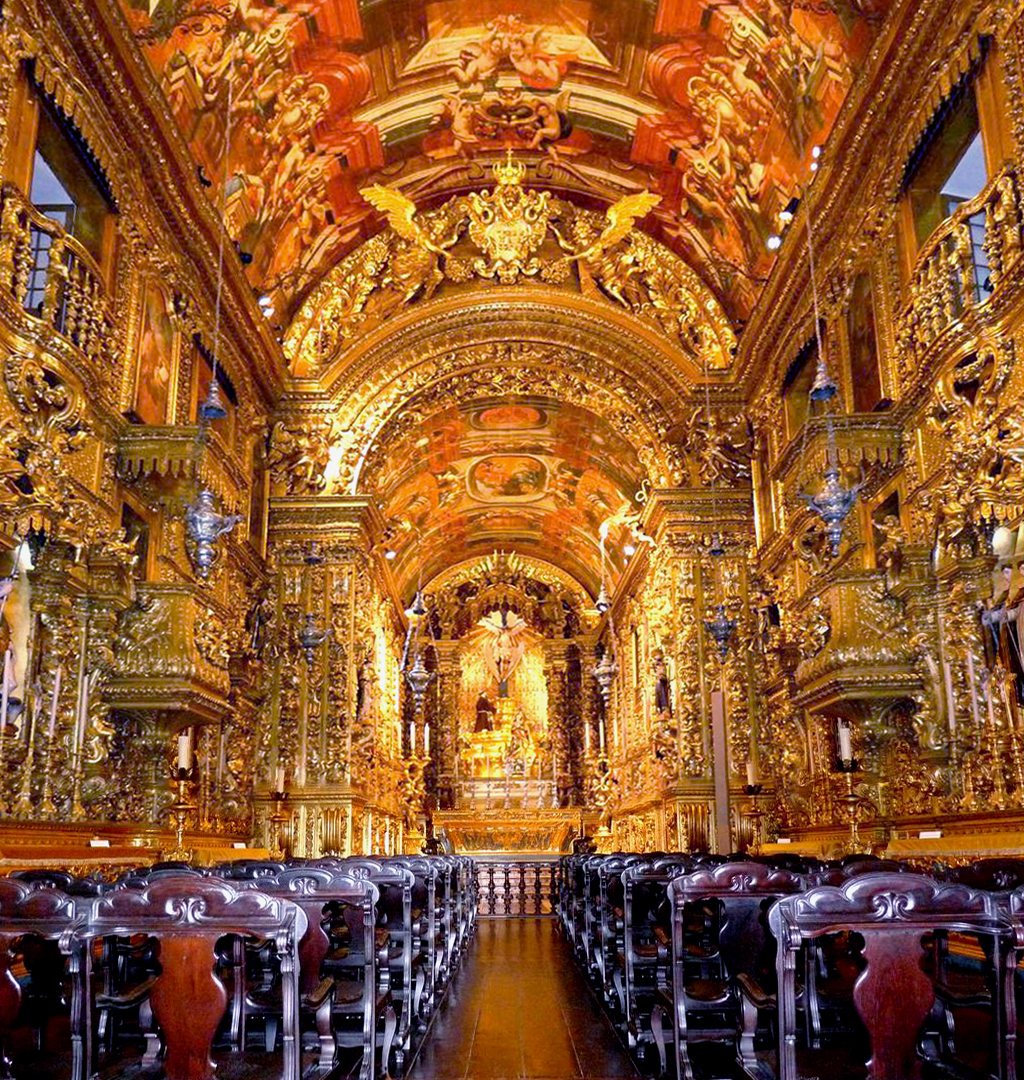
Igreja da Ordem Terceira de São Francisco da Penitência, Rio, grande exemplo da talha joanina, obra dos portugueses Manuel de Brito e Francisco Xavier de Brito

Essa moldura, que tinha um caráter cenográfico e equivalia em conceito e função aos arcos do triunfo da Antiguidade, criava um nicho, preenchido com um pedestal para a estátua de um santo. A base dos retábulos era uma caixa ou mesa também decorada, que podia ser substituída por colunas de sustentação. Os retábulos principais nas capelas-mor podiam ter grande imponência. A essa conformação específica se deu o nome de "Estilo Nacional Português", que se tornou o modelo dominante para decoração de interiores de meados do século XVII e até ao início do século XVIII. Naturalmente, houve várias interpretações do modelo, e as diferentes ordens religiosas adotaram variações próprias que se tornaram típicas; jesuítas tendiam a ser mais sóbrios, já franciscanos preferiam um luxo faustoso. Ao longo do Estilo Nacional a talha em regra pouco se projetava no espaço, seguindo de perto a conformação da arquitetura. Nos tetos, o Estilo Nacional se cristalizou na fórmula dos "caixotões" ou "cofres", um trabalho de talha com áreas poligonais vazadas, onde se inseriam pinturas. Ilustrativas desta etapa são a Capela Dourada no Recife, uma das primeiras neste estilo, e a Igreja de São Francisco de Salvador, uma das mais ricas do Brasil; sua luxuriante talha dourada cobre inteiramente todas as superfícies internas, com impactante efeito de conjunto.
Em seguida se observa penetrar uma nova tendência, chamada de Barroco Joanino, caracterizada pela explosão da talha, assumindo relevos de grande profundidade e projetando-se do plano da parede, com caráter estatuário e arquitetônico, apresentando cariátides, anjos e guirlandas, coroamentos com sanefas, falsos cortinados, dosséis, cúpulas vazadas ou bulbosas, multiplicando os motivos decorativos em relevo a ponto de obscurecer os elementos estruturais ou perverter sua lógica primitiva, dissolvendo-os na ornamentação. Também ocorre a introdução do branco na pintura dos fundos, dando maior vivacidade e contraste à policromia da madeira. Um excelente exemplo do estilo Joanino está na Igreja dos terceiros de São Francisco, no Rio, ilustrada ao lado.
Na segunda metade do século XVIII passou a predominar a influência francesa, gerando uma derivação rococó, mais leve e elegante, mais aberta e rarefeita, cujo maior florescimento ocorreu em Minas Gerais, se caracterizando pelos retábulos com coroamento de grande composição escultórica e com elementos ornamentais na forma de conchas, laços, grinaldas e flores, com fundos brancos e douramentos nas partes em relevo. Também no nordeste o Rococó decorou ricamente muitas igrejas, como a Matriz de Santo Antônio no Recife, e no Rio são notáveis a Igreja dos Terceiros do Carmo, Santa Cruz dos Militares e a de Santa Rita, entre outras. Em grande número de casos em todo o Brasil uma talha rococó substituiu a talha barroca mais antiga, e ao longo dos séculos seguintes se verificaram frequentes renovações e reformas nas decorações internas, de modo que uma significativa parte das igrejas barrocas brasileiras teve seu aspecto primitivo desfigurado.
Merece nota, finalmente, a extensa produção de outras formas de escultura ornamental, em mobiliário entalhado e nas portadas e frontões arquiteturais em pedra, que chegaram em muitos casos a altos níveis de refinamento e complexidade. Também sobrevive um rico acervo de objetos litúrgicos de caráter escultórico produzidos em metal, em geral a prata, tais como tocheiros, lampadários, turíbulos, navetas, tabernáculos, cruzes processionais e ostensórios.

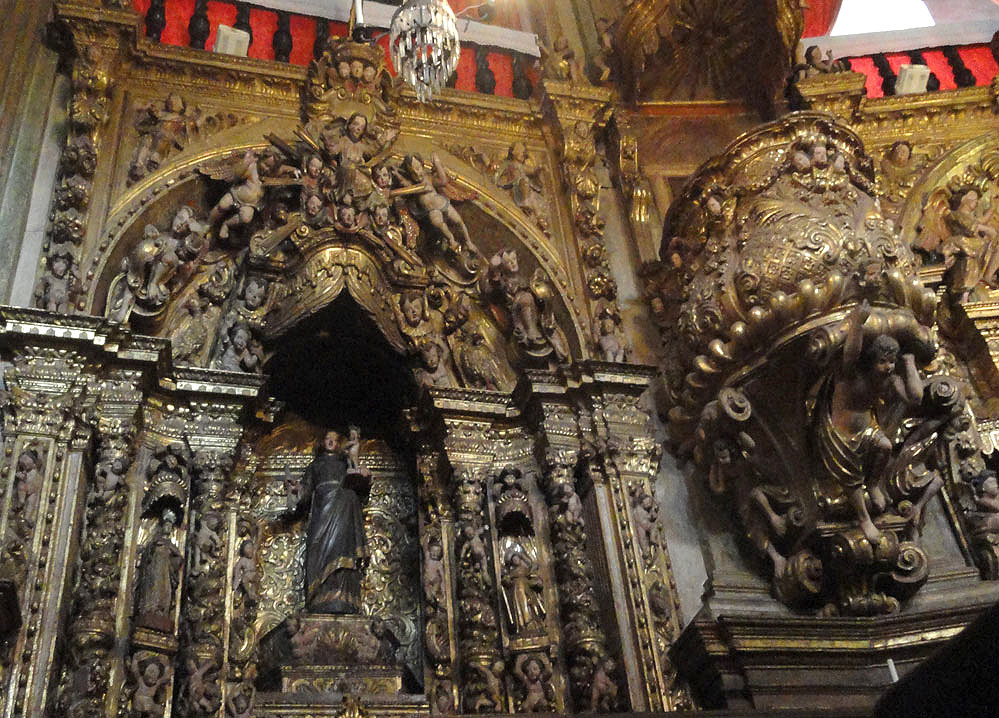
Altar lateral e púlpito na Igreja Matriz de Nossa Senhora do Pilar, Ouro Preto
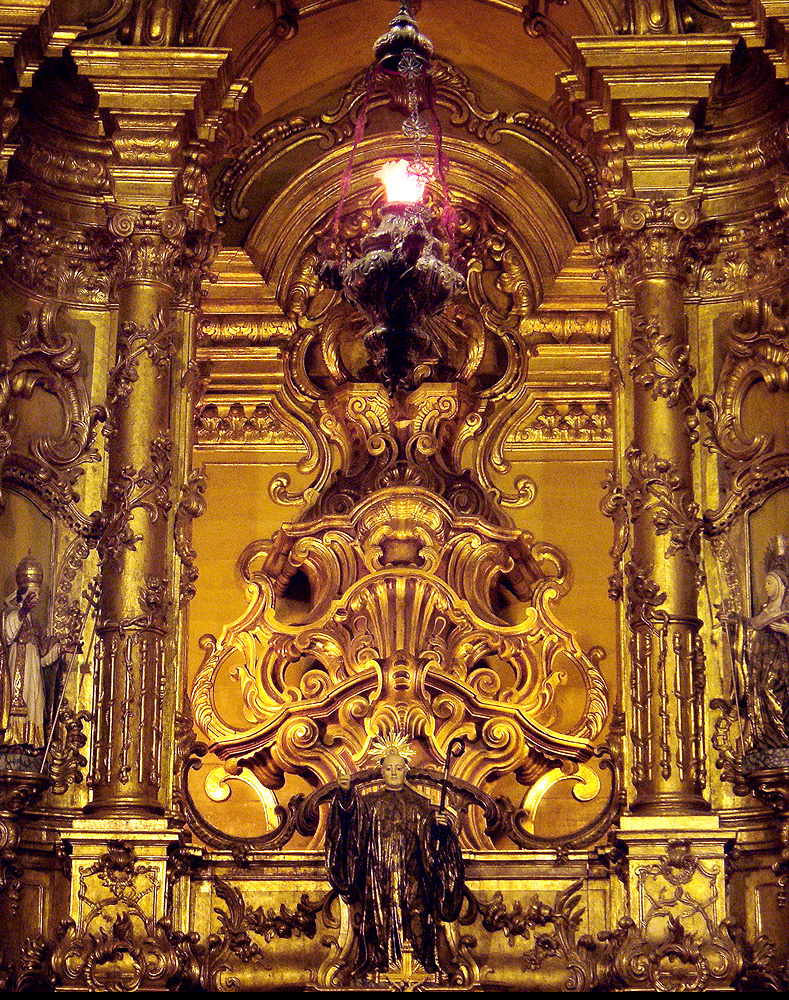
Detalhe do altar-mor da Basílica de São Bento, Olinda
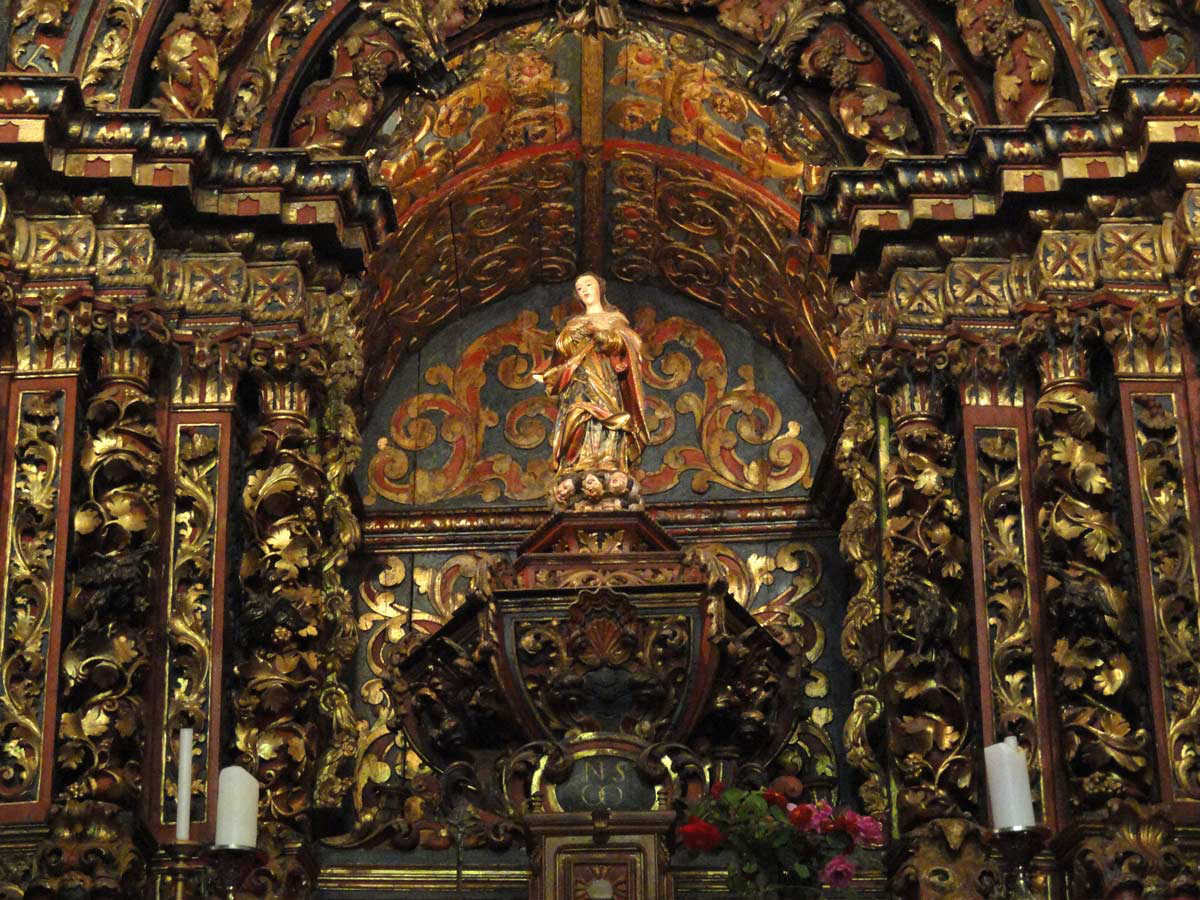
Detalhe do altar da Igreja de Nossa Senhora do Ó, Sabará
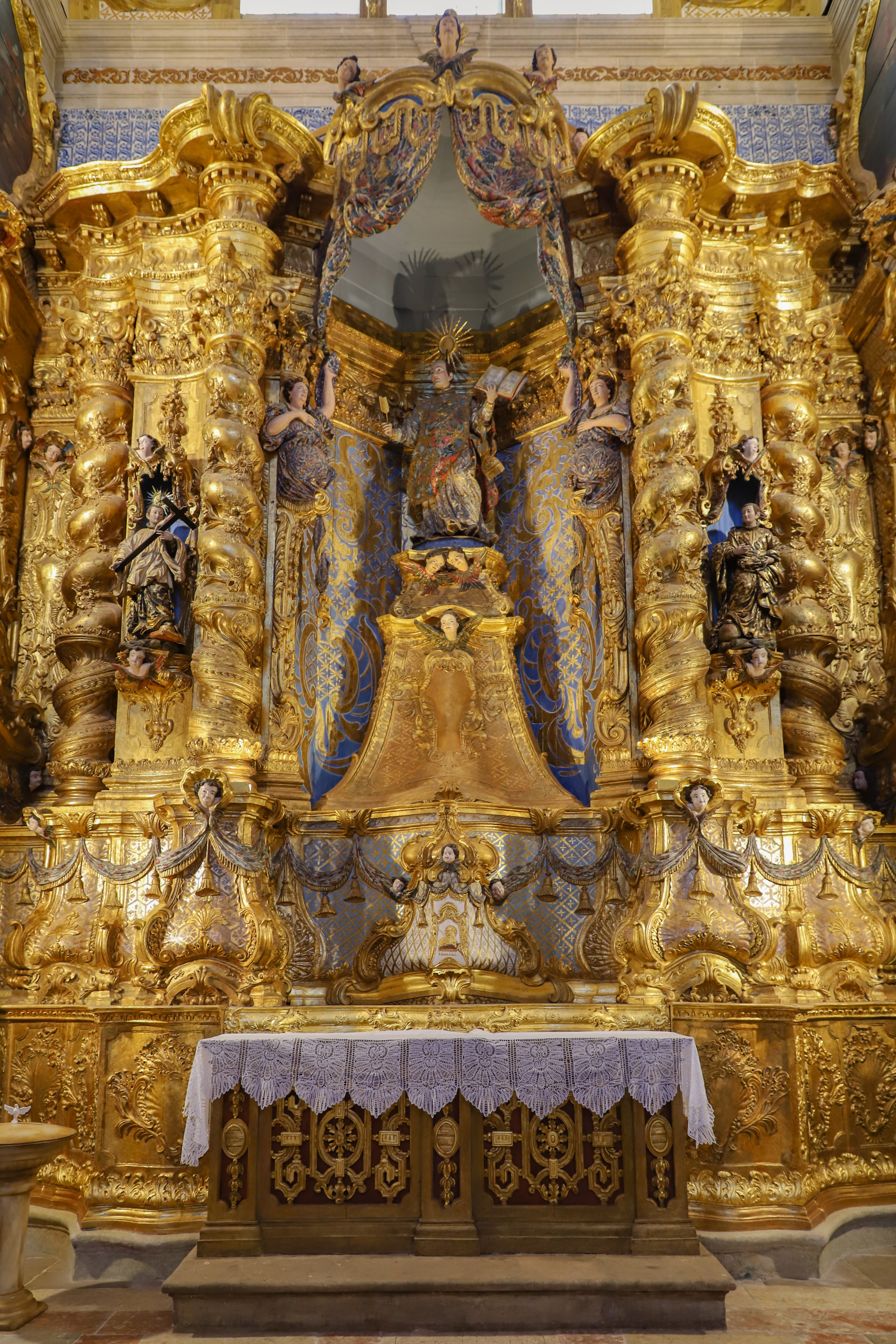
Altar da Catedral Basílica de Salvador
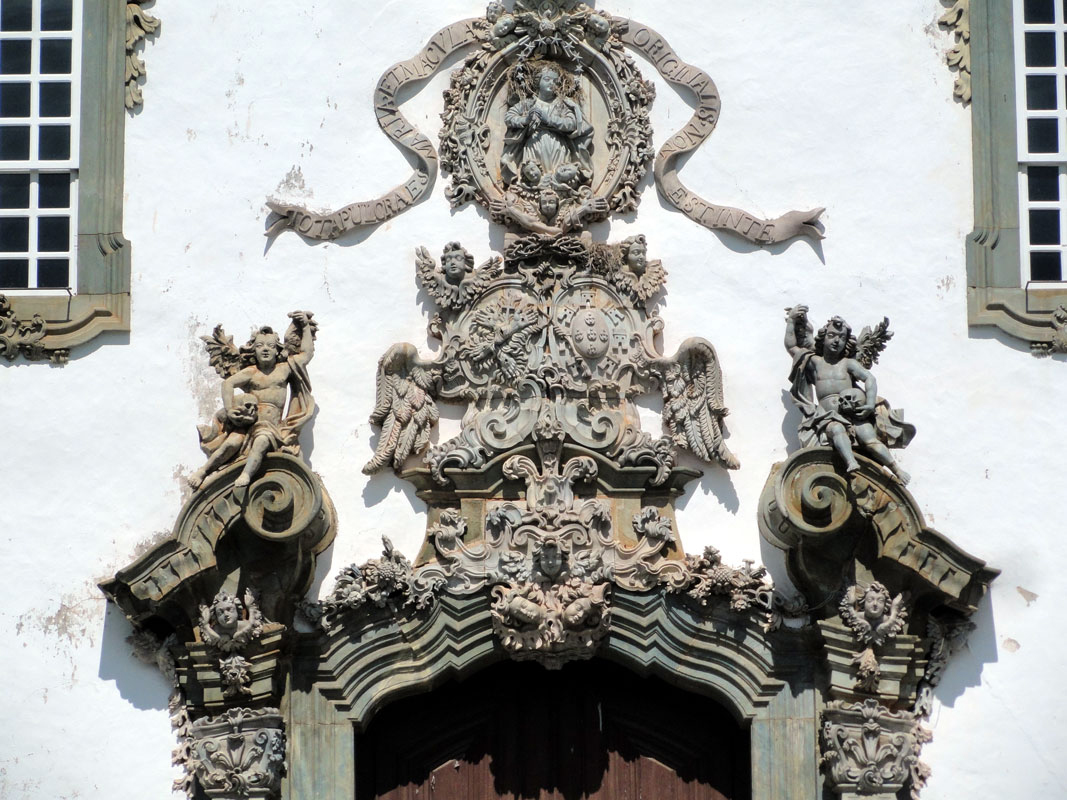
Frontispício em pedra da Igreja de São Francisco de Assis, São João del-Rei, de Aleijadinho

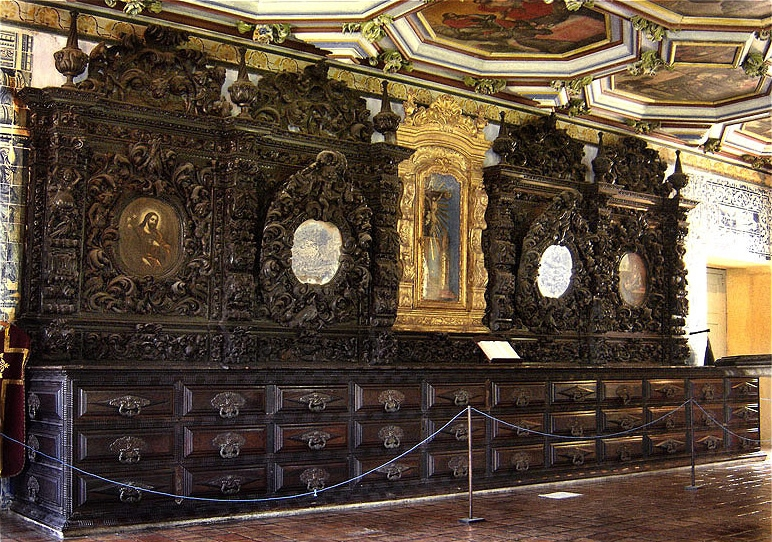
Mobília entalhada na sacristia do Convento de São Francisco, Olinda
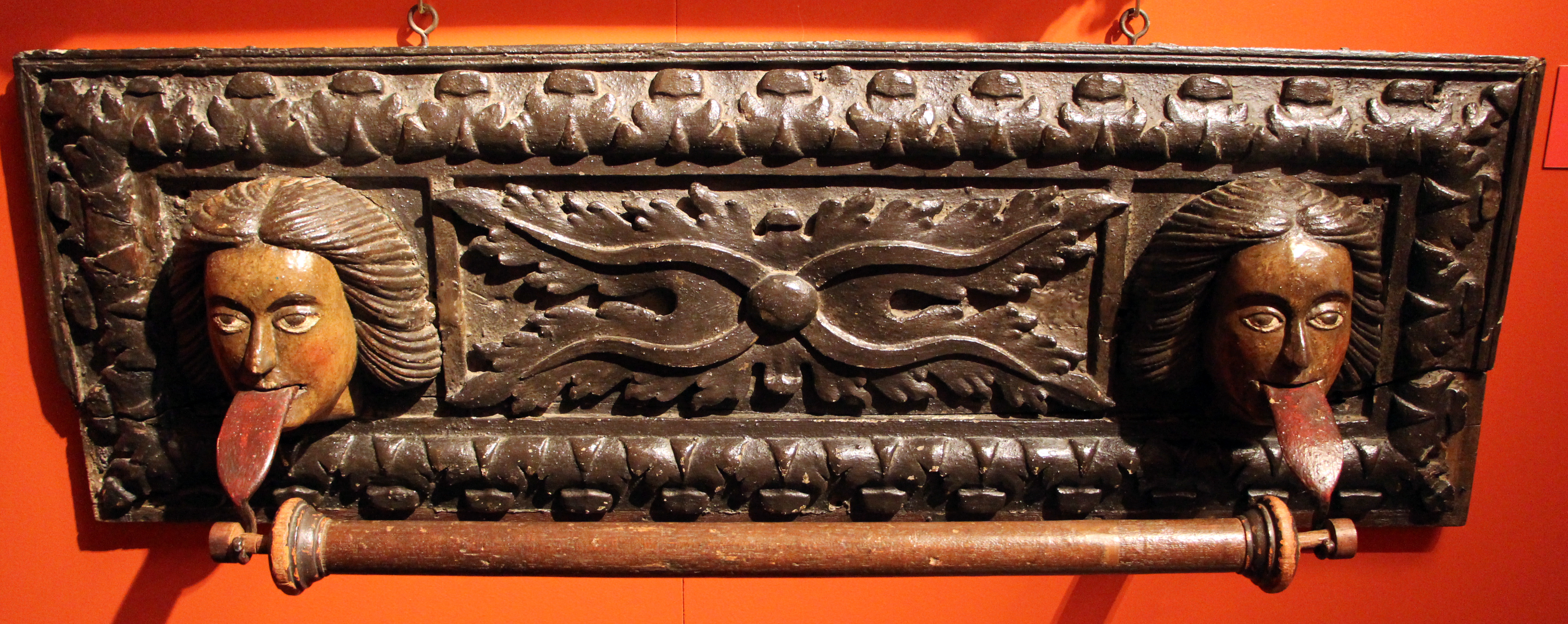
Porta-toalhas, século XVIII
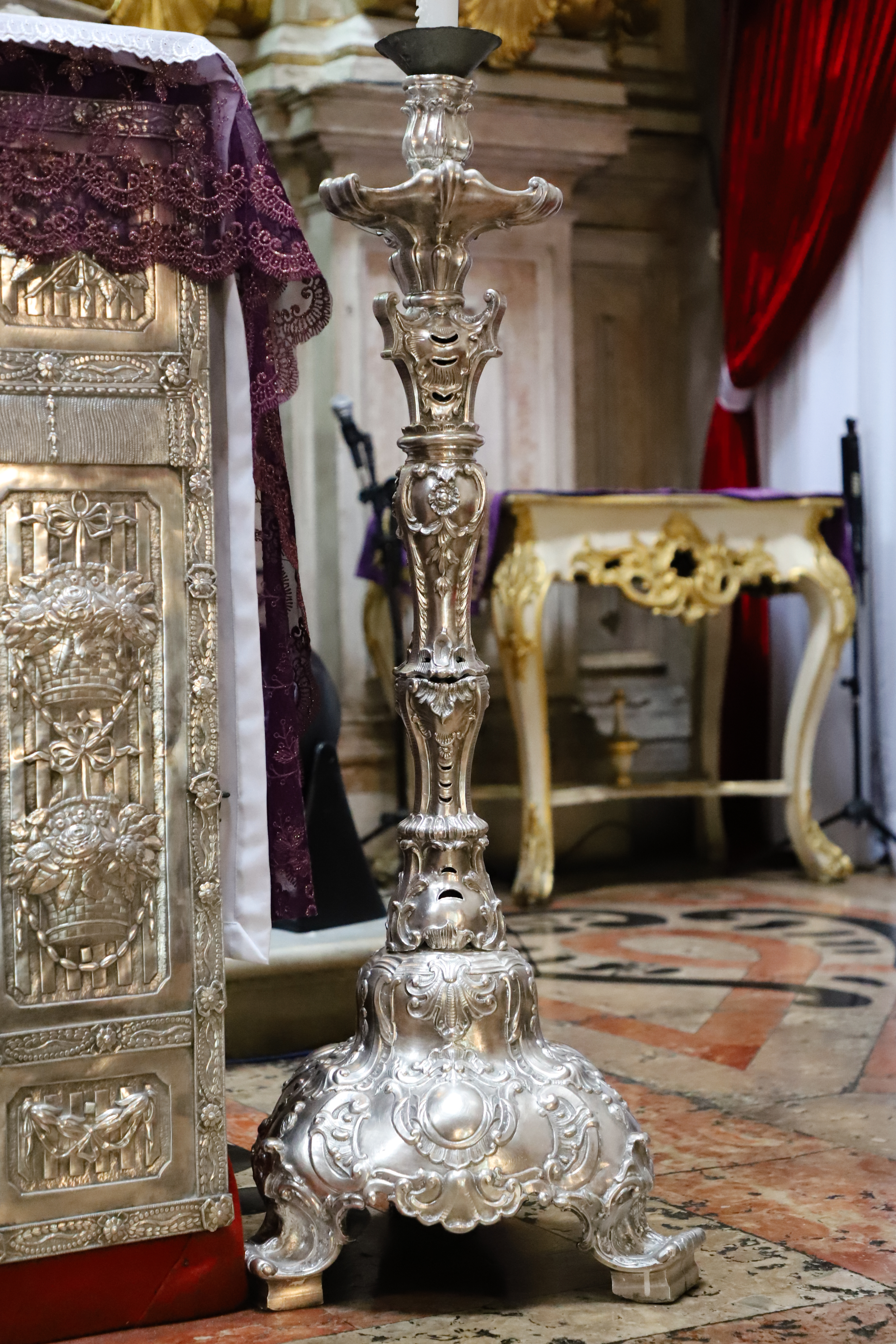
Tocheiro de prata da Igreja de Nossa Senhora da Conceição da Praia, Salvador
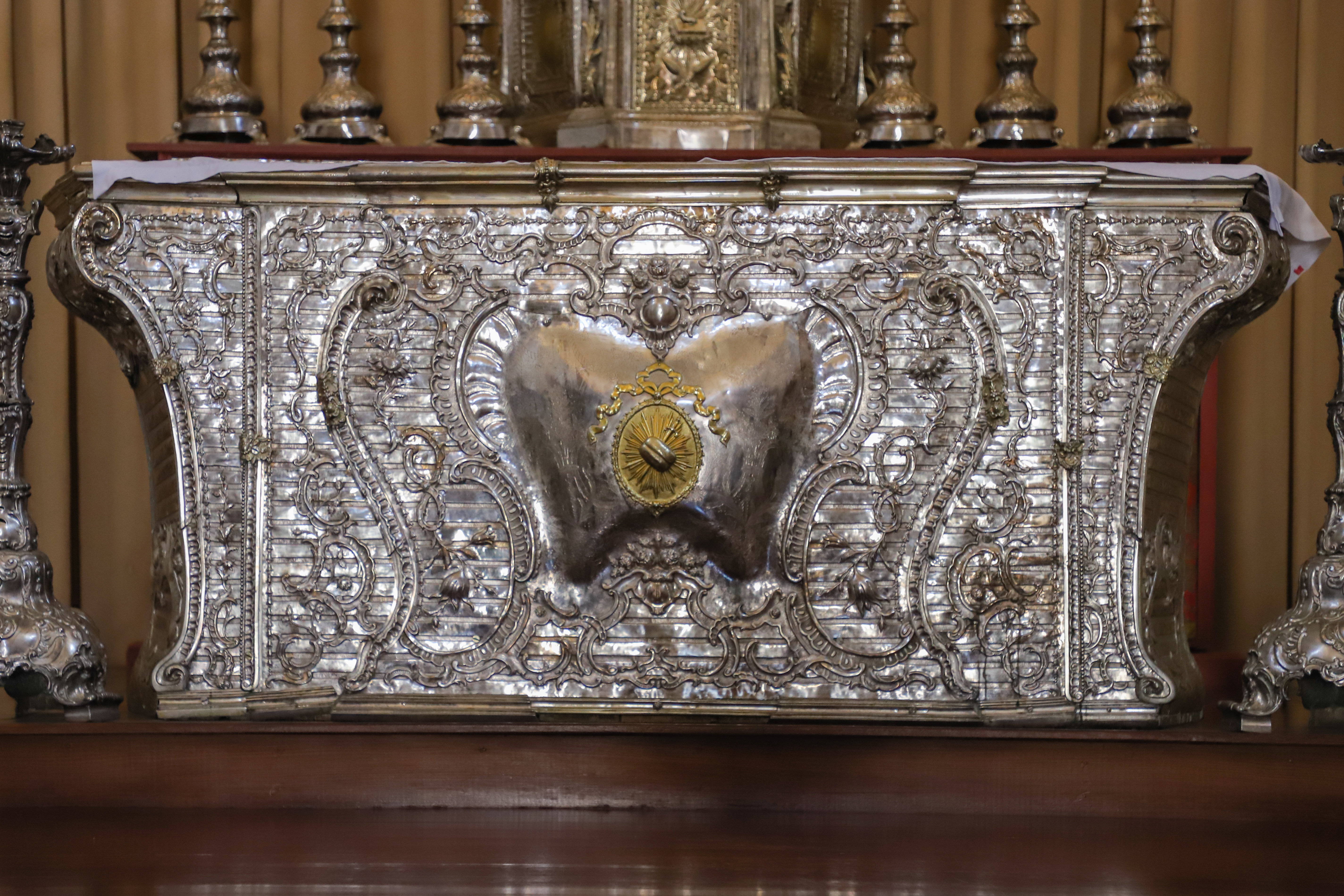
Altar de prata da antiga Sé da Bahia
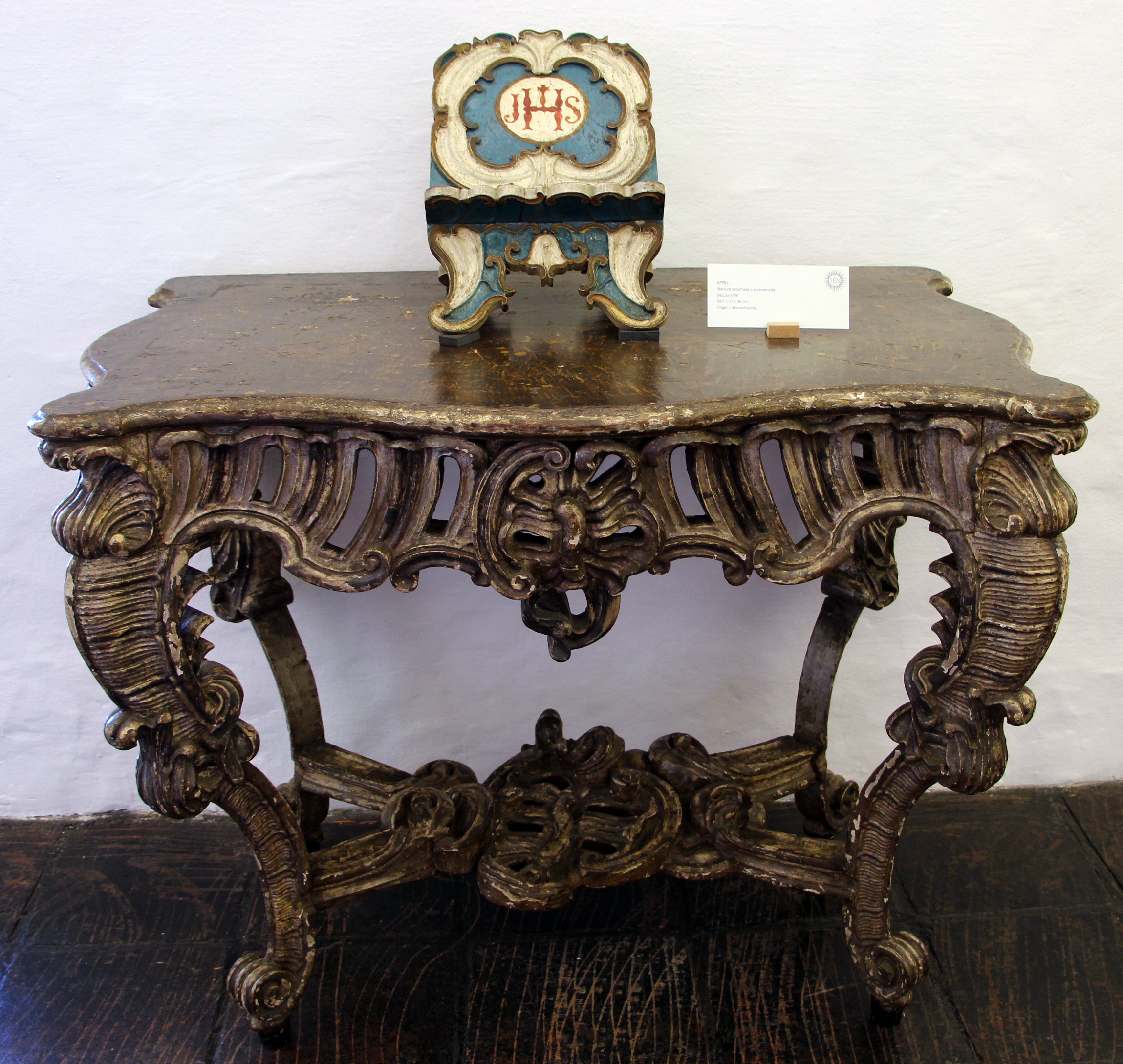
Leitor e console entalhados, século XVIII

## Literatura

### Contexto educacional e linguístico
Devido a peculiaridades de sua formação como colônia, no Brasil a cultura literária custou a se desenvolver. Portugal não fazia nenhuma questão de educar os territórios colonizados — na verdade, por vários meios se esforçou para não educá-los, pois o grande interesse era a exploração de seus recursos e temia-se que uma colônia instruída pudesse rebelar-se contra o poder central e se tornar independente. Bibliotecas e escolas públicas não havia, e o que se aprendia — quando se aprendia — era uma instrução elementar sob a tutela da Igreja, especialmente dos jesuítas, fortemente direcionada para a catequese, e ali se encerrava a educação, sem perspectivas nenhumas de aprofundamento ou de aprimoramento do gosto literário a não ser que os pupilos acabassem por ingressar nas fileiras da Igreja, que então lhes daria melhor preparo. Além disso, grande parte da população era analfabeta e a transmissão de cultura era baseada quase toda na oralidade, a imprensa era proibida, manuscritos eram raros pois o papel era custoso, e só circulavam livros que haviam passado pela censura do governo, principalmente vidas de santos, catecismos, uns poucos romances inocentes de cavalaria, lunários e almanaques, compêndios de latim, lógica e legislação, de modo que além de os leitores serem poucos, quase não havia o que ler. Assim, a escassa literatura produzida durante o Barroco nasceu principalmente entre os padres, alguns deles de elevada ilustração, ou no seio de alguma família nobre ou abastada, entre os oficiais do governo, que podiam se dar ao luxo de estudar na metrópole, e era consumida neste mesmo círculo reduzido. O que pôde florescer nesse contexto paupérrimo seguiu em linhas gerais o Barroco literário europeu, caracterizando-se pela retórica exuberante, o apelo emocional, o discurso polissêmico, a assimetria, o gosto pelas figuras de linguagem e os contrastes, e pelo uso intensivo de conceitos e imagens relacionados às outras artes e aos vários sentidos corporais, buscando um efeito sinestésico.

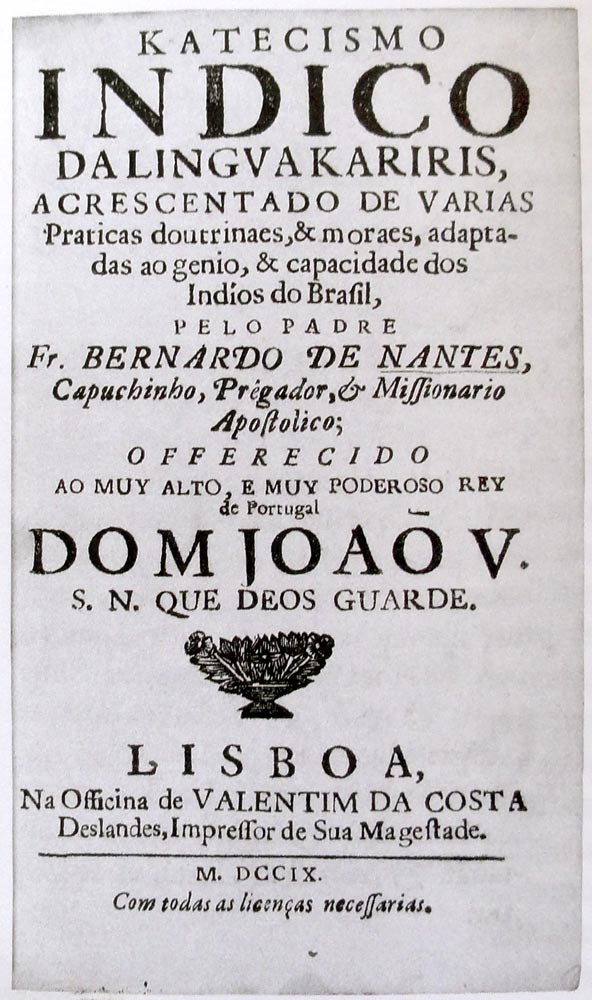
Página de rosto do Katecismo Indico da Língua Kariris, acrescentado de várias Praticas doutrinaes, & moraes, adaptadas ao gênio, & capacidade dos Indios do Brasil, do Padre Bernardo de Nantes, 1709

Acrescente-se a isso o fato de que até meados do século XVIII, quando o Marquês de Pombal introduziu grandes reformas na educação e buscou homogeneizar o panorama linguístico nacional, o que menos se falava no Brasil era o português. No contexto de um território conquistado cujos habitantes originais se expressavam em uma multidão de outros idiomas, os primeiros colonizadores europeus tiveram de conhecê-los, e acabaram por utilizá-los em larga escala em público e mesmo em ambiente doméstico, onde sempre circulavam índios escravos e mestiços, muitas vezes criando falas híbridas, como a língua geral paulista, que predominou no sul, e o nheengatu, que foi a língua franca da Amazônia por muito tempo. Essa miscigenação também se verificou no terreno pastoral, dando frutos literários em obras originais ou traduções feitas pelos missionários para trabalho com os índios, incluindo sermões, poemas e autos sacros, além de obras técnicas como catecismos, dicionários e gramáticas. Vide nota: Durante a União Ibérica, e sob influência das colônias hispânicas vizinhas, de onde vieram muitos em busca de melhores oportunidades, o espanhol também teve significativa circulação no sul do Brasil e São Paulo, mas ao contrário das línguas indígenas, não enraizou, extinguindo-se rapidamente. Em alguns pontos do litoral, durante um breve período, também se ouviram o holandês e o francês. As falas dos escravos africanos, por sua vez, é de registrar, foram severamente reprimidas, mas puderam sobreviver em pequena escala de forma dissimulada, usada quando sozinhos e nas festas e ritos africanos praticados às escondidas dos brancos. Enfim, diga-se que a linguagem da erudição naquela época era o latim, a língua oficial da Igreja, do Direito e da Ciência, e que monopolizava ainda todo o sistema educativo superior. Pouco espaço havia, pois, para o português ser cultivado com mais intensidade, ficando restrito quase exclusivamente ao âmbito oficial, e além de raros escritores pioneiros, alguns dos quais serão em breve mencionados, somente em meados do século XVIII é que a literatura brasileira em português vai começar a adquirir uma feição mais rica e mais nitidamente nativa, acompanhando o crescimento das cidades litorâneas, o aparecimento das primeiras academias literárias e o surgimento do ciclo do ouro em Minas Gerais, mas ao mesmo tempo começava uma transição para o Arcadismo, direcionando o estilo para os valores classicistas de economia e simplicidade.

### Poesia
No campo da poesia, destaca-se o precursor Bento Teixeira com seu épico Prosopopeia, inspirado na tradição clássico-maneirista de Camões, seguido de Manuel Botelho de Oliveira, autor de Música do Parnaso, o primeiro livro impresso de autor nascido no Brasil, uma coletânea de poemas em português e espanhol em rigorosa orientação cultista e conceptista, afim da poesia de Góngora, e mais tarde o frei Manuel de Santa Maria, também da escola camoniana. Mas o maior poeta do barroco brasileiro é Gregório de Matos, de grande veia satírica, e igualmente penetrante na religião, na filosofia e no amor, muitas vezes de crua carga erótica. Também fez uso de uma linguagem culta e cheia de figuras de linguagem, sem deixar de exibir influências classicistas e maneiristas. Foi apelidado de O Boca do Inferno por suas críticas mordazes aos costumes da época. Na sua lírica religiosa os problemas do pecado e da culpa são importantes, como é o conflito da paixão com a dimensão espiritual do amor. Veja-se o exemplo do soneto A Jesus Cristo Nosso Senhor:

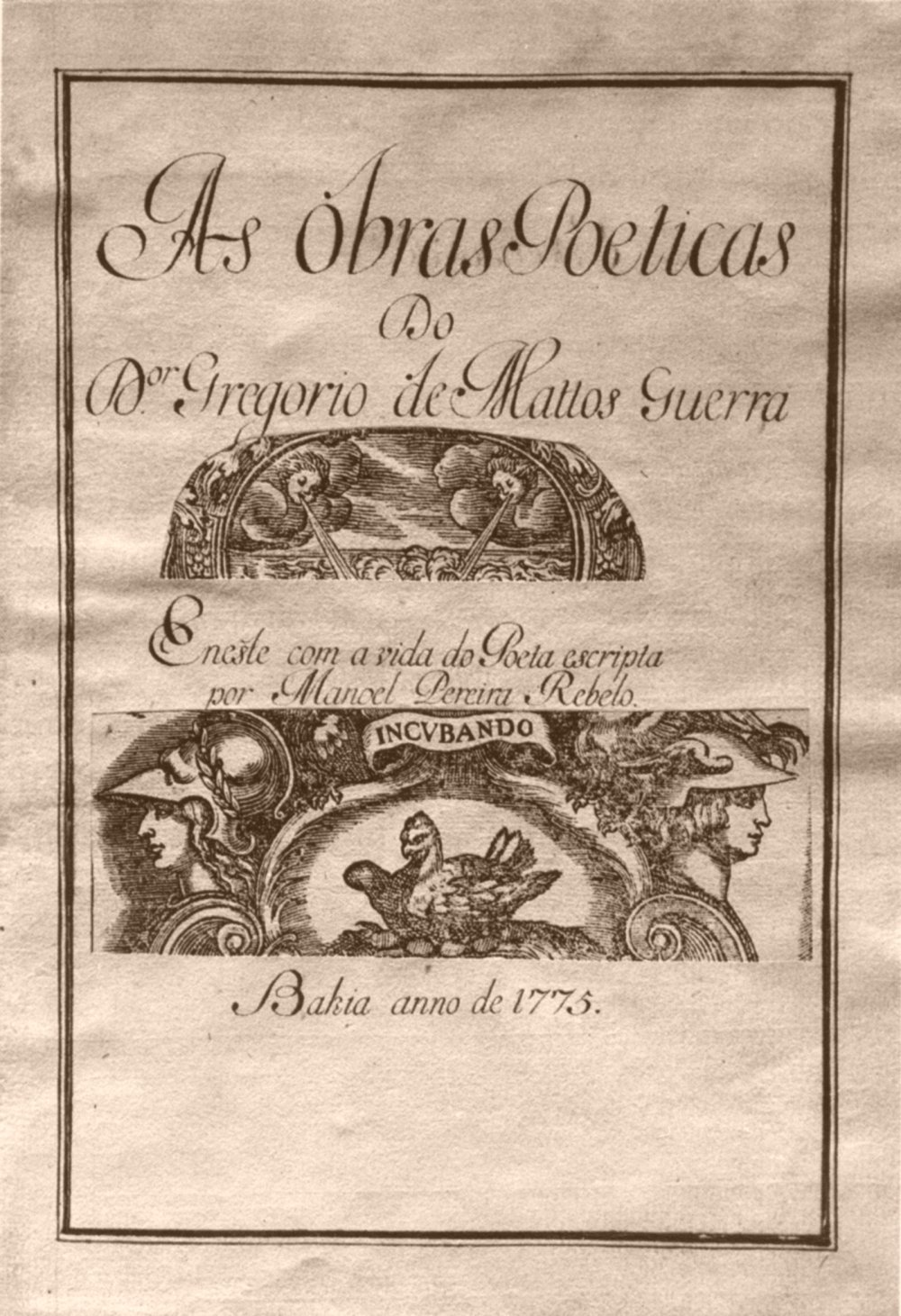
Frontispício da edição das Obras Poéticas de Gregório de Matos, 1775

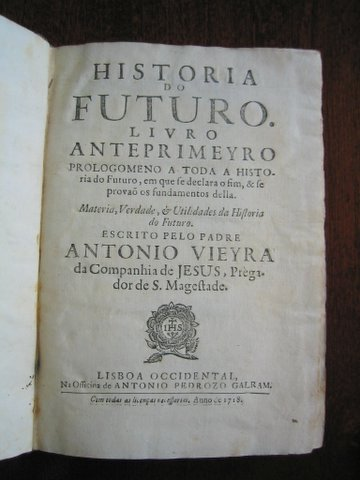
Folha de rosto de Historia do Futuro, edição de 1718, do padre António Vieira

Pequei, Senhor; mas não porque hei pecado,
da vossa alta clemência me despido;
porque, quanto mais tenho delinquido,
vos tenho a perdoar mais empenhado.
Se basta a vos irar tanto pecado,
a abrandar-vos sobeja um só gemido:
que a mesma culpa, que vos há ofendido
vos tem para o perdão lisonjeado.
Se uma ovelha perdida, e já cobrada 
glória tal e prazer tão repentino
vos deu, como afirmais na sacra história,
eu sou Senhor, a ovelha desgarrada, 
cobrai-a; e não queirais, pastor divino,
perder na vossa ovelha, a vossa glória.

### Prosa
Na prosa o grande expoente é o Padre António Vieira, com os seus sermões, dos quais é notável o Sermão da Primeira Dominga da Quaresma, onde defendia os nativos da escravidão, comparando-os aos hebreus escravizados no Egito. No mesmo tom é o Sermão 14 do Rosário, condenando a escravidão dos africanos, comparado-a ao calvário de Cristo. Outras peças importantes de sua oratória são o Sermão de Santo António aos Peixes, o Sermão do Mandato, mas talvez a mais célebre seja o Sermão da Sexagésima, de 1655. Nele não apenas defende os índios, mas também e, principalmente, ataca seus algozes, os dominicanos, por meio de hábil encadeamento de imagens evocativas. Sua escrita era animada pelo anseio de estabelecer um império português e católico regido pelo zelo cívico e a justiça, mas sua voz foi interpretada como uma ameaça à ordem estabelecida, o que lhe trouxe problemas políticos e atraiu sobre si a suspeita de heresia. Foi autor também da primeira narrativa utópica escrita em português, a História do Futuro, onde buscou reavivar o mito do Quinto Império, um império cristão e português a dominar o mundo. Seu estilo pode ser sentido neste fragmento do Sermão da Sexagésima:
"O trigo que semeou o pregador evangélico, diz Cristo que é a palavra de Deus. Os espinhos, as pedras, o caminho e a terra boa em que o trigo caiu, são os diversos corações dos homens. Os espinhos são os corações embaraçados com cuidados, com riquezas, com delícias; e nestes afoga-se a palavra de Deus. As pedras são os corações duros e obstinados; e nestes seca-se a palavra de Deus, e se nasce, não cria raízes. Os caminhos são os corações inquietos e perturbados com a passagem e tropel das coisas do Mundo, umas que vão, outras que vêm, outras que atravessam, e todas passam; e nestes é pisada a palavra de Deus, porque a desatendem ou a desprezam. Finalmente, a terra boa são os corações bons ou os homens de bom coração; e nestes prende e frutifica a palavra divina, com tanta fecundidade e abundância, que se colhe cento por um: Et fructum fecit centuplum." 
Outros nomes na prosa do período são historiadores ou cronistas, estimulados pelo grande interesse que o exotismo do Brasil suscitara entre os europeus, ávidos por novidades maravilhosas. Entre eles podem ser citados Sebastião da Rocha Pita, autor de uma História da América Portuguesa, Nuno Marques Pereira, cujo Compêndio Narrativo do Peregrino da América é considerado uma das primeiras narrativas de cunho literário do Brasil, na forma de uma alegoria moralizante, e o frei Vicente do Salvador, considerado por muitos o "Heródoto brasileiro" e autor de uma celebrada História do Brasil, de grande valor documental e literário, onde vem este excerto que trata do Descobrimento:
"A Terra do Brasil, que está na América, huma das quatro partes do Mundo, não se descobrio de proposito, e de principal intento; mas acaso indo Pedro Alvares Cabral, por mandado de El Rey Dom Manoel no (ano) de mil e quinhentos para a India por Capitão Mor de doze Naus, afastando-se da costa de Guiné, que já era descoberta ao Oriente, achou estoutra ao Ocidente, da qual não havia noticia alguma, foi a costeando alguns dias com tromenta the chegar a hum porto seguro, do qual a terra visinha ficou com o mesmo nome.
"Ali desembarcou o dito Capitão com seus soldados armados, pera peleijarem; porque mandou primeiro hum batel com alguns a descobrir campo, e derão novas de muitos Gentios, que virão; porem não foram necessarias armas, porque só de verem homens vestidos, e calçados, e brancos, e com barba - do que tudo elles caressem - os tiverão por divinos, e mais que homens, e assim chamando-lhes Carahibas, que quer dizer na sua lingoa cousa divina, se chegaram pacificamente aos nossos." 

## Artes performáticas

### Música

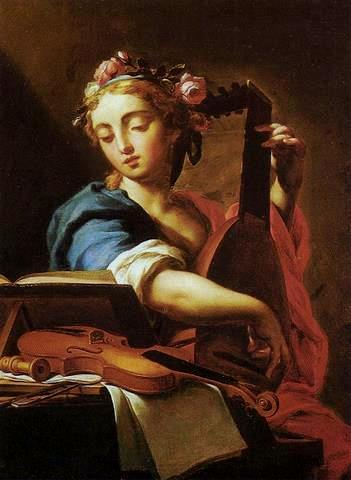
Francisco da Silva Romão: Santa Cecília, Museu de Arte da Bahia

A música é a arte cuja trajetória durante o Barroco no Brasil é das menos conhecidas e das que deixou menos relíquias — quase tudo se perdeu. Da produção musical nativa só sobrevivem obras notáveis a partir do final do século XVIII, ou seja, quando o Barroco já estava dando lugar à escola Neoclássica. Não que não tivesse havido vida musical na colônia nos séculos anteriores; houve, e importante, mas as partituras se perderam, sobrevivendo não mais de 2,5 mil composições conhecidas, na estimativa de Régis Duprat, em sua maioria datadas do final do período, mas testemunhos literários não deixam dúvida sobre a intensa atividade musical brasileira desde o início do Barroco, especialmente no Nordeste. No final do século XVIII havia mais músicos ativos na colônia do que em Portugal, o que fala da intensidade da prática desenvolvida no Brasil.
As primeiras atividades musicais registradas no país foram ligadas à catequese, contando com ativa participação de índios. Em algumas reduções do sul chegou a florescer uma rica vida musical, mas no geral a música praticada pelos missionários entre os nativos era bastante simples, empregando basicamente o canto homofônico, que muitas vezes fazia parte de representações teatrais didáticas. Pouco mais tarde foi introduzido um instrumental elementar composto basicamente pelas flautas e as violas de arame. Com o crescimento da colônia, melhores condições materiais propiciaram um enriquecimento generalizado, surgindo coros, orquestras e escolas. Foi quando se tornaram muito mais importantes, musicalmente, os negros e mulatos, que chegaram a predominar entre os músicos coloniais. São conhecidos vários relatos admirados de viajantes sobre orquestras de negros e mulatos tocando com perfeição peças eruditas europeias. Muitos deles, além de executar, criavam, e dentre eles saíram alguns dos maiores compositores do período, embora traços da cultura original de sua etnia não sejam de forma alguma detectados em sua produção, toda orientada para modelos europeus.

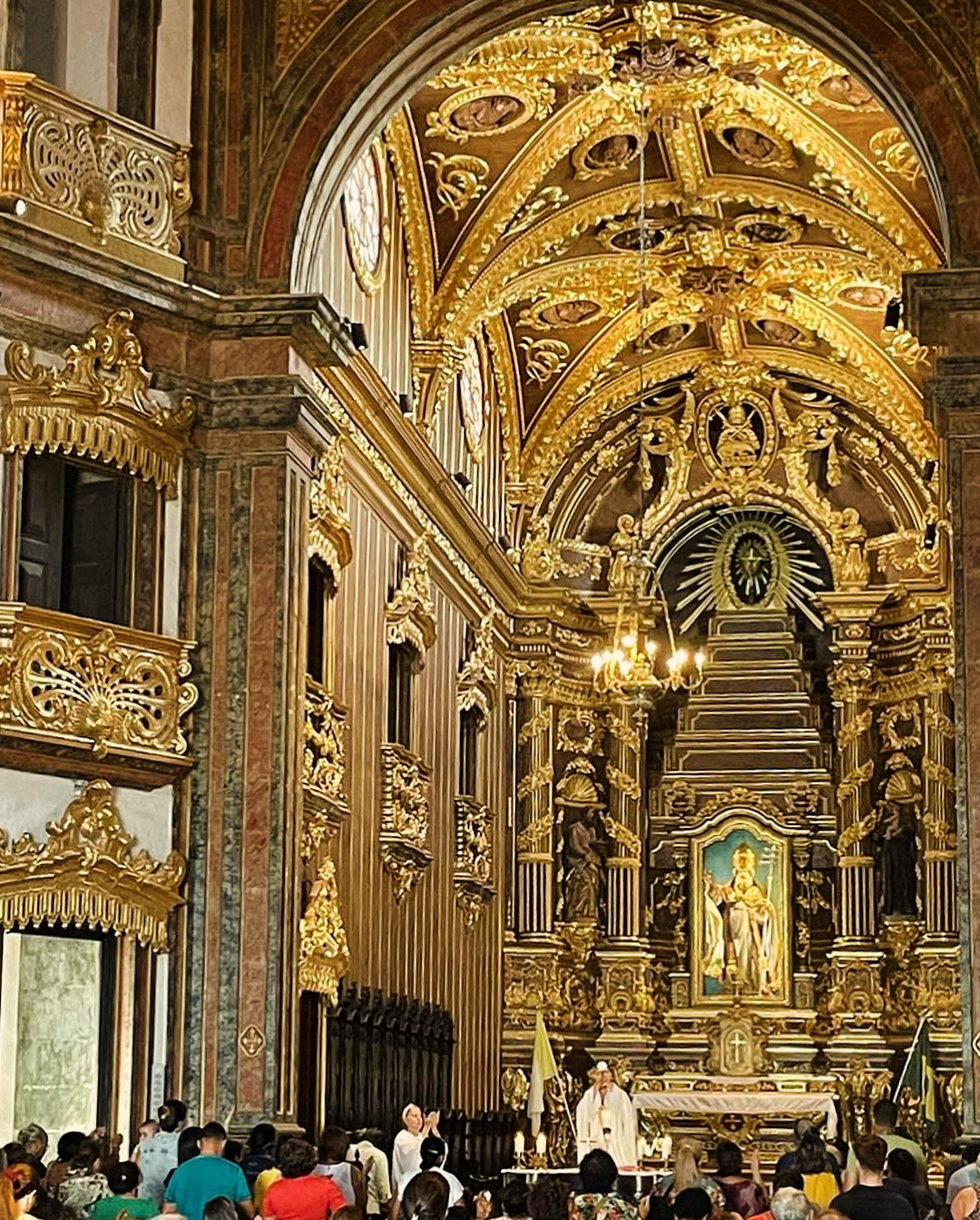
Capela-mor da Concatedral de São Pedro dos Clérigos, Recife. Este templo foi um importante reduto de música sacra do Brasil Colônia, tendo como figura central o Meste de Capela Luís Álvares Pinto.

Uma vez que a Igreja permaneceu como a grande patrona das artes, foi natural a proliferação de irmandades musicais, que vieram a adquirir enorme importância na vida musical da colônia. Algumas se tornaram muito ricas, chegando a administrar orquestras completas e possuir templos próprios decorados com luxo. Embora as irmandades se organizassem espontaneamente, a prática musical que desenvolveram nascia de encomendas, e ficava sempre sob a tutela da Igreja, que atribuía a cada uma a responsabilidade pela musicalização de festas e cerimônias específicas, através da contratação de seu mestre principal para a execução de música ao longo de todo um ano. Esta forma de contratação era chamada estanco, e equivalia a um monopólio. No fim do século XVIII introduziu-se a arrematação para os contratos. As formas de música sacra cultivadas no Brasil equivaliam às da Europa: missas, ladainhas, motetos, salmos, responsórios, hinos, entre outras, e tinham, como as outras artes barrocas, uma natureza funcional: objetivavam estimular a devoção dos fiéis, e eram um importante elemento catalisador e evocativo em um culto ritualizado e espetacularizado, realizando-se no cenário suntuoso das igrejas ou nas coloridas e movimentadas festividades ao ar livre.
No entanto, a música profana também conheceu rico e sofisticado florescimento. Além de ela se fazer presente em muitas situações domésticas, nas festividades cívicas, nas cerimônias oficiais, mesclando-se à música popular, relatos acusam também a encenação de óperas completas na Bahia e em Pernambuco já no final do século XVII, assim como no século seguinte em teatros do Rio (1767) e de São Paulo (1770), com um repertório basicamente italiano. Destacou-se o português António Teixeira, que musicou as sátiras de Antônio José da Silva, o Judeu, de grande difusão e sucesso, embora escritas em Portugal. A mais antiga partitura vocal profana escrita no Brasil em português que perdurou foi a Cantata Acadêmica Heroe, egregio, douto, peregrino, na verdade apenas um par recitativo + ária de um compositor anônimo, que em 1759 saudava em música elegante e expressiva o dignitário português José Mascarenhas e deplorava as dificuldades por que ele passara nesta terra. Sua autoria por vezes é atribuída a Caetano de Melo de Jesus, mestre de capela na Sé de Salvador. Vale a transcrição de um trecho do seu libreto, por ser um bom exemplo da retórica típica da época empregada na louvação dos poderosos:

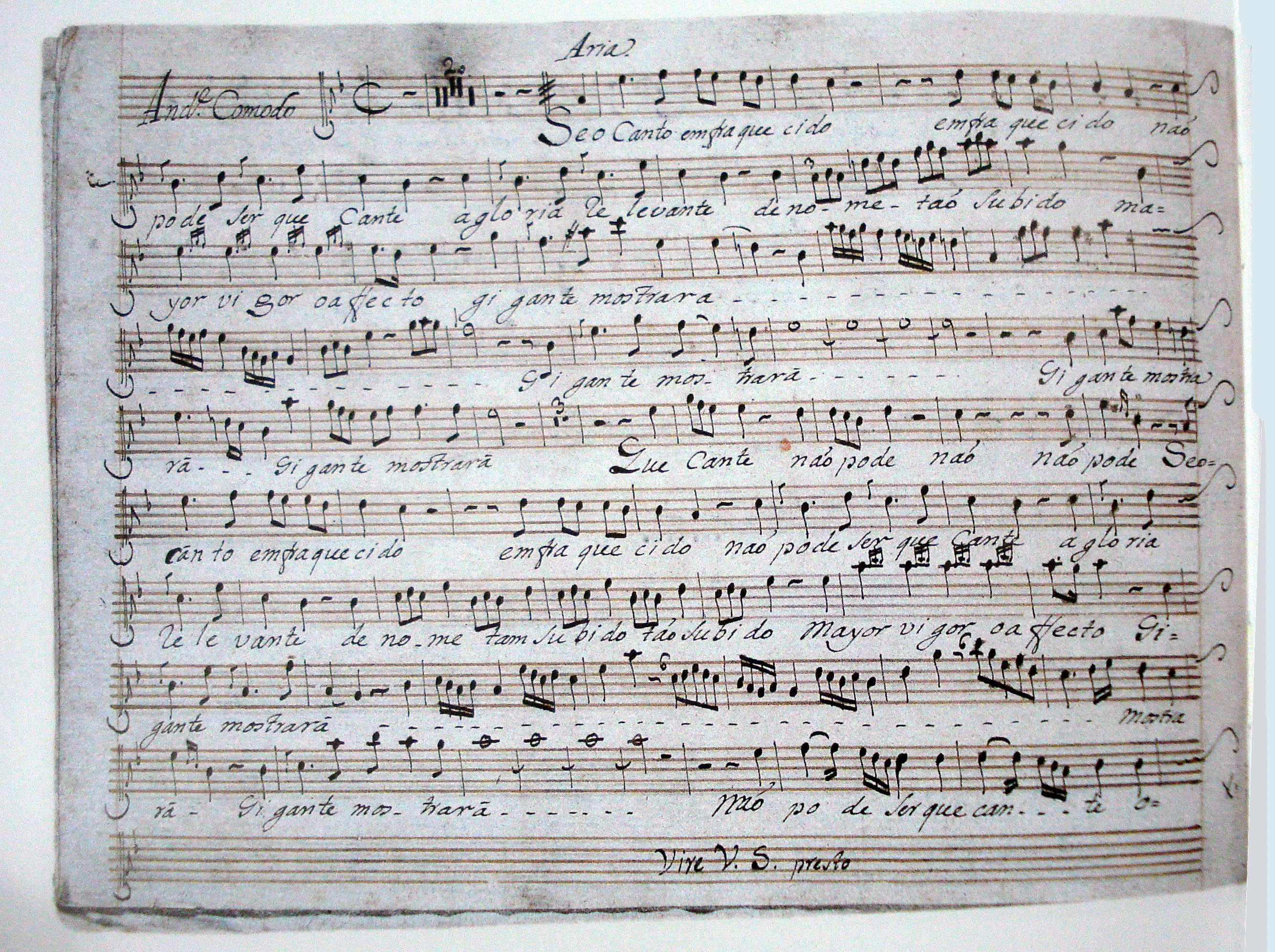
Primeira página da parte vocal da ária da Cantata Acadêmica Heroe, egregio, douto peregrino

"E bem que quis a mísera fortuna,
que vos fosse molesta e que importuna
a hospedagem, Senhor, desta Bahia.
Sabem os céus e testemunha sejam,
que dela os naturais só vos desejam
faustos anos de vida e saúde,
de próspera alegria, pela afável virtude
de vossa generosa urbanidade,
com que a todos honrais, desta cidade!
(...)
"Oh! Quem me dera a voz, me dera a lira
 de Anfião e de Orfeu, que arrebatava os montes
e fundava cidades, pois com elas erigira
um templo que servisse por memória
e eterno monumento à vossa glória!
(...)
"Oh! Se também tivera o canto grave
da filomela doce e cisne suave,
vosso louvor, sem pausa, cantaria,
com cláusula melhor, mais harmonia."

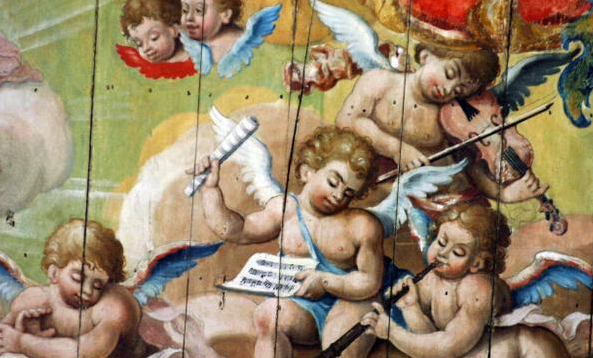
Mestre Ataíde: Anjos músicos, detalhe na pintura do teto da Igreja de São Francisco em Ouro Preto

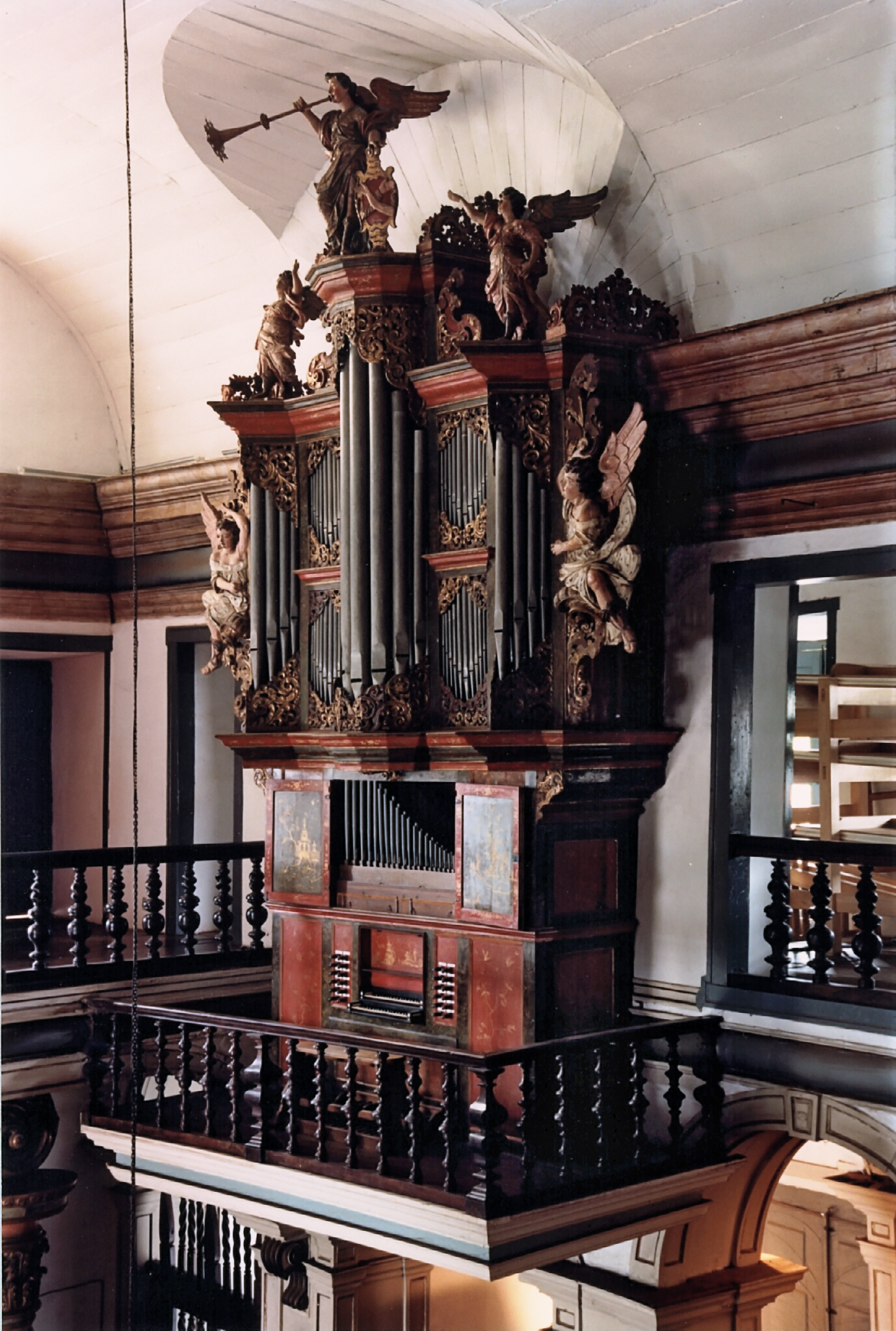
Órgão da Catedral de Mariana, possivelmente construído por Johann Heinrich Hulenkampf em Lisboa em 1723, transladado ao Brasil em 1753.

Cabe incluir a citação a alguns outros nomes importantes. Em São Luís, desde 1629 é assinalada a presença de Manuel da Motta Botelho como mestre de capela. O frei Mauro das Chagas trabalhou um pouco antes em Salvador, e depois dele vieram José de Jesus Maria São Paio, frei Félix, Manuel de Jesus Maria, Eusébio de Matos e diversos outros, sobretudo João de Lima, o primeiro teórico musical do Nordeste, polifonista, multi-instrumentista e mestre de capela da Sé de Salvador entre 1680 e 1690, e depois assumindo a de Olinda. Uma das figuras principais do auge musical de Salvador foi o frei Agostinho de Santa Mônica, de grande fama enquanto viveu, autor de mais de 40 missas, algumas em estilo policoral, e outras composições. Caetano de Melo de Jesus, já referido antes, foi outro grande personagem na música da capital baiana, autor de uma Escola de Canto de Órgão ("canto de órgão" era entendido como canto polifônico), em dois volumes, que embora jamais publicado, é hoje tido como um dos mais notáveis tratados de teoria musical escritos em língua portuguesa de sua época, competindo com os de célebres musicólogos europeus, destacando-se pela sua extensão, abrangência enciclopédica e erudição "nos vários domínios do conhecimento que, partindo da base pedagógica do trivium e quadrivium, abarca virtualmente o conhecimento filosófico e humanístico disponível na época para um consumado Mestre de Capela catedralícia", como afirmou a pesquisadora Mariana de Freitas.
Os outros centros principais da época, Recife, Belém e São Paulo, só puderam manter uma atividade consistente a partir do século XVIII. Em que pese seu relativo atraso, a qualidade de sua vida musical chegou a um nível que interessou até mesmo especialistas da Metrópole. Diversos de seus músicos foram citados no Dicionário de Músicos Portugueses de José Mazza, entre eles José Costinha, Luís de Jesus, José da Cruz, Manoel da Cunha, Inácio Ribeiro Noia e Luís Álvares Pinto. Muitos historiadores classificam a obra Amor mal correspondido, produzida no Recife em 1780 por Luís Álvares Pinto, como o primeiro drama montado publicamente no Brasil por um autor nativo; e embora a peça não tenha sido planejada para ser cantada (existe porém um coro figurado pela música), possui trama similar à melhor ópera séria da época.
A produção do integrantes da Escola de Minas, ativa a partir de meados do século XVIII, é bem mais documentada, mas já não pode ser classificada como barroca, como há muito vem sendo popularmente, pois ou já incorpora muitos traços neoclássicos, ou é inteiramente classicista. Dentre os compositores que preservam um pouco mais nitidamente soluções formais, técnicas e sonoridades do Barroco está Lobo de Mesquita, possivelmente o maior de todos os mineiros e a quem se atribui a autoria de cerca de trezentas obras, de que sobrevivem quarenta. São bem conhecidas a Antífona de Nossa Senhora, o Tractus para o Sábado Santo e a Missa em si bemol, e diversas outras. Também importantes são Inácio Parreira Neves, Manoel Dias de Oliveira e Francisco Gomes da Rocha, este o autor de duzentas peças entre elas a estimada Novena de Nossa Senhora do Pilar. No mesmo grupo estético, embora não geográfico, se colocam André da Silva Gomes, prolífico compositor, autor de uma Arte Explicada do Contraponto e mestre de capela da Sé de São Paulo, um dos autores de quem se conhecem mais obras, e Damião Barbosa Araújo, baiano, outro de quem sobreviveu um acervo apreciável de composições.
Este acervo de música colonial, até há pouco mal conhecido e menosprezado, longamente esquecido em arquivos paroquiais e obscuras coleções privadas, tem recebido atenção de musicólogos e intérpretes desde a atuação precursora de Curt Lange em meados do século XX, e hoje é presença relativamente assídua em concertos no Brasil e no exterior, já possuindo boa discografia por grupos de música de reconstrução histórica. As pesquisas recentes continuam a enriquecer o conhecimento moderno sobre um campo onde ainda há muito por resgatar e entender.
- Manoel Dias de Oliveira: Surrexit Dominus Vere - Moteto da Procissão da Ressurreição (versão instrumental midi)

### Teatro e festividades
As primeiras manifestações teatrais importantes no Brasil ocorrem na transição do Maneirismo para o Barroco, surgidas como instrumento na obra de catequização do gentio. Assim são as peças de José de Anchieta, o primeiro e maior dramaturgo do século XVI no Brasil. Sua produção se insere na concepção jesuíta de catequese cênica, sistematizada pelo padre Francisco Lang em sua Dissertatio de actione scenica. Para formular seus preceitos Lang se baseou na tradição teatral italiana, nos antigos autos de mistérios medievais, e nas prescrições dos Exercícios Espirituais de Santo Inácio de Loiola, que previa a "composição de lugar" para melhor eficiência da meditação espiritual. No caso de Anchieta, o teatro de Gil Vicente foi outra referência importante.

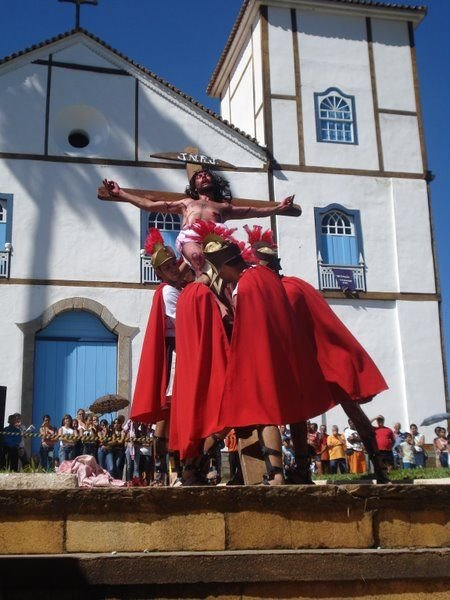
Representação cênica moderna da Via Crucis diante da Matriz de Pirenópolis, nos mesmos moldes da antiga prática teatral barroca ao ar livre

Os enredos eram em geral retirados da Bíblia e da hagiografia católica, e a história da Paixão de Cristo ao longo da Via Sacra era dos mais importantes. As peças de Anchieta já evidenciam uma das características do teatro religioso barroco que permaneceria ao longo dos séculos seguintes, o sincretismo, com personagens retirados de vários períodos históricos e misturados a figuras lendárias. No Auto de São Lourenço, por exemplo, aparecem juntos os imperadores romanos Décio e Valeriano, anjos, os santos Sebastião e Lourenço, uma velha, meninos e demônios indígenas, e nesta mistura fica desde logo claro, como referiu Karnal, o propósito de "relativizar o tempo e o espaço em função do referencial divino, que é eterno e absoluto. Diante de Deus todas as coisas são concomitantes e, apesar da existência de uma história da salvação, os verdadeiros valores não são históricos ou lineares". No século XVII a forma do teatro sacro se desenvolve, se enriquecem os cenários e acessórios cênicos, e o público-alvo já não é primariamente o índio, mas toda a população.
No início não havia casas de teatro, e o local para tais representações era usualmente o ar livre, nas praças diante das igrejas, ou ao longo das procissões, com o auxílio de cenários móveis instalados em cima de carros alegóricos que acompanhavam o percurso. As procissões em particular contavam com a viva participação popular, num movimento integrado entre atores e público. Muitas vezes se fazia uso de marionetes ou imagens sacras de um tipo especial, as estátuas de roca, vestidas com trajes de tecido e com membros articulados e móveis, manipuladas de modo a interagir com a ação que se desenrolava, onde desempenhavam um papel evocativo fundamental. Era nessas ocasiões, como expressou Sevcenko, em que o Barroco revelava toda a sua força aglutinadora, sua energia extravasante e o poder de seu encantamento:
"Então toda a cidade se move. As imagens desfilam solenes, refletindo as cores de suas tintas, vernizes, pedrarias e tecidos luxuosos, entre massas de velas e rolos da névoa perfumada exalada pelos turíbulos. A multidão adquire forma, organizada na hierarquia de suas funções, lustre e condição social. À frente, os representantes do Rei e da Igreja com suas insígnias e trajes de gala, seguidos dos militares em armaduras, as irmandades e confrarias com seus ícones e estandartes, e a escravaria agregada sob a efígie da Santa Misericórdia. Todos na mesma cadência, marcada pelos coros polifônicos e pelos clamores da fé, gritos, vivas, lágrimas e confissões espontâneas de pecados e vícios inimagináveis. [...]
"À noite se davam as encenações teatrais, recitações, cantos, danças e mascaradas. As coreografias formais dos minuetos e contradanças nos salões extravasavam para as mouriscas e lundus nas varandas e dali para os congos, batuques e cucumbis nos quintais e terreiros. As danças noturnas se encarregavam assim de dissolver as rígidas segregações hierárquicas longamente ritualizadas durante o dia, reembaralhando as cartas ao acaso dos destinos individuais. Na vertigem dos rodopios e requebros, cada um incorpora o eixo em torno do qual gira o mundo, se lançando ao imprevisto das contingências guiado apenas pela verdade profunda da fantasia".

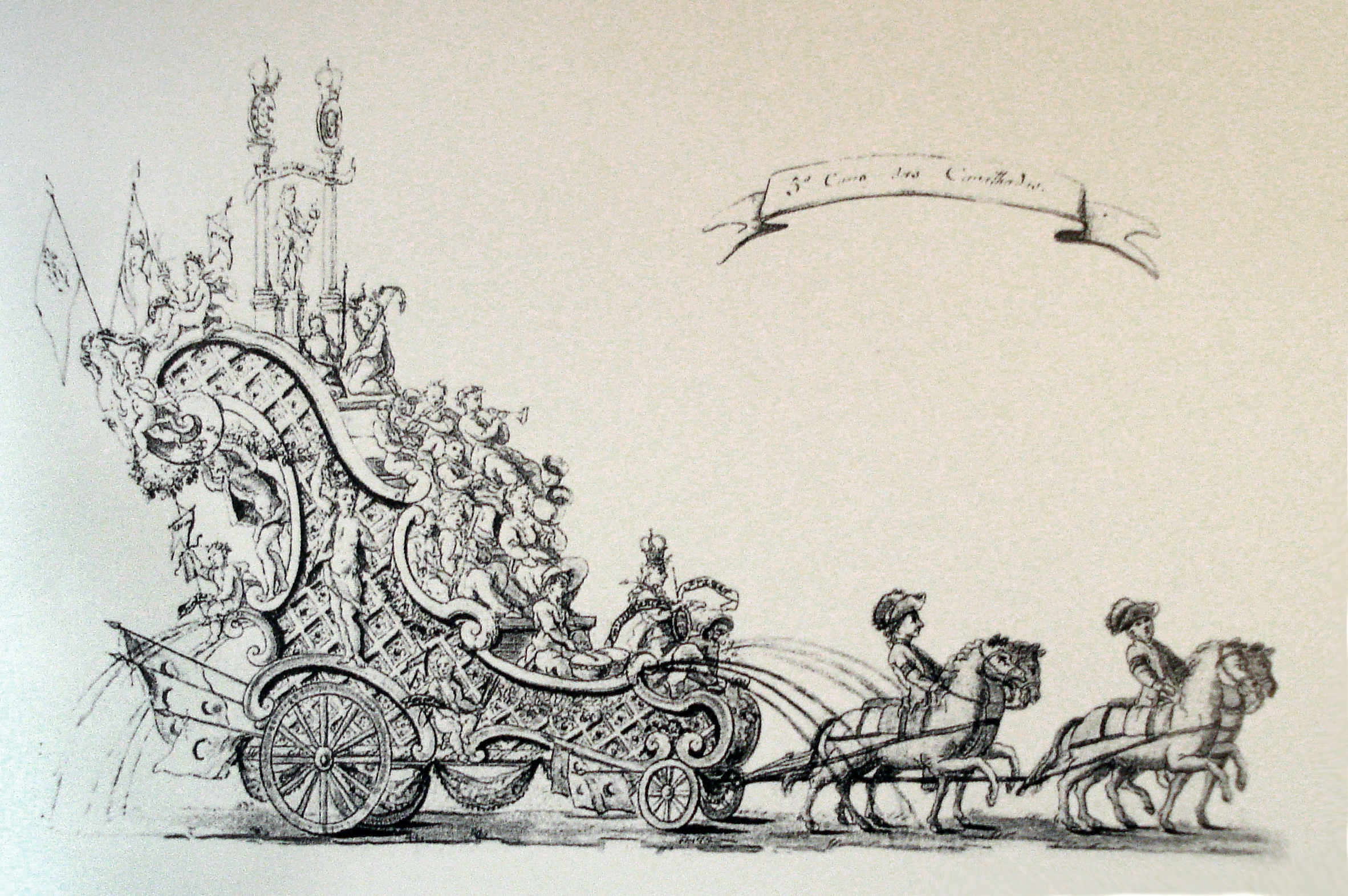
Antônio Francisco Soares: Carro alegórico construído no Rio em 1786 para as festividades locais comemorativas do casamento dos Infantes de Portugal

Além das representações sacras organizadas pela Igreja e pelas irmandades, o teatro estava presente na cena oficial na forma de elogios a autoridades civis e militares e outras encenações cerimoniais, em geral com textos retóricos mesclados de alegorias clássicas e referências bíblicas. Mas o teatro profano também acontecia como entretenimento espontâneo, seja no espaço público seja em privado, onde os marionetes eram de uso frequente e o improviso, uma praxe. Salvador foi o primeiro palco desse teatro popular; logo outros centros também assinalam sua ocorrência, sendo frequente o uso do português misturado ao espanhol e a vernáculos indígenas. Embora esse teatro do povo primasse pela espontaneidade e tivesse um caráter eminentemente folclórico, muitas vezes usava textos prontos vindos de Lisboa, já que a imprensa era proibida no Brasil. Esses textos, traduzidos e editados de forma obscura e amadora na Metrópole, eram em geral eram adaptações muito mal feitas de obras eruditas famosas, e se vendiam a baixo custo à semelhança da literatura de cordel, com bom mercado. Assim como já vinham adulterados e "popularizados", se prestavam a muitas outras adaptações e improvisos conforme as possibilidades em cada ocasião.

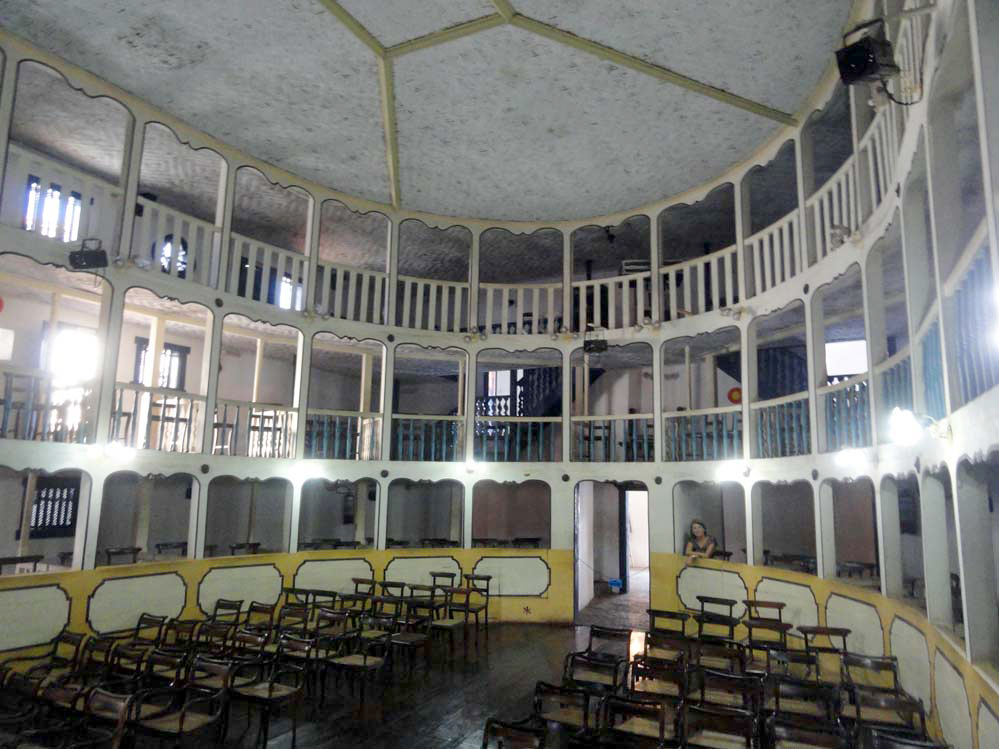
Interior do Teatro Municipal de Sabará

O teatro profano erudito só começaria a florescer com a estabilização e enriquecimento da colônia, a padronização da norma linguística e o avanço da colonização para o interior. Nesta fase, a partir de meados do século XVIII, inicia a construção de diversas casas de espetáculo pelo litoral e em alguns centros interioranos, como Ouro Preto e Mariana. Serviam principalmente à representação de peças musicadas, as óperas, melodramas e comédias. Ao mesmo tempo, surgia o desejo de profissionalização do teatro brasileiro, até então de base amadora e popular, com o resultado de os tablados itinerantes darem lugar ao auditório fixo. O repertório ainda era basicamente importado da Europa, com obras de Molière, Goldoni, Corneille, Voltaire, mas apareciam algumas nacionais e as sátiras musicadas de António José da Silva, o Judeu, ganharam enorme popularidade. Apesar da grande popularidade do teatro no Brasil barroco, os atores, onde se incluíam muitos mulatos, eram colocados entre as classes mais baixas da sociedade.
Das casas de teatro barrocas do Brasil, a mais antiga ainda existente é o Teatro Municipal de Ouro Preto, de 1770, que é também o mais antigo das Américas ainda em uso. Em Sabará sobreviveu outro exemplar importante, o segundo mais antigo do Brasil ainda ativo. No Rio há registro de teatros mais antigos, como a Casa de Ópera do Padre Boaventura, erguida possivelmente em 1747, que não sobreviveu. Contudo os relatos descrevem a riqueza de seus cenários e figurinos, o uso de títeres, e seus complexos maquinismos cênicos, um equipamento essencial à criação dos efeitos especiais tão apreciados na encenação barroca. O próprio Padre Boaventura regia os espetáculos. Um outro teatro foi erguido no Rio por volta de 1755, o Teatro de Manoel Luiz; nele se assinala a atividade de um dos primeiros cenógrafos profissionais do Brasil, Francisco Muzzi, e um repertório com peças de Molière, Goldoni, Metastasio, Maffei, Alvarenga Peixoto e especialmente as peças do Judeu. Funcionou até a chegada da família real portuguesa ao Brasil.
Considera-se que a herança cênica do barroco perdura até os dias de hoje em expressões populares sincréticas de longa e rica tradição que sobrevivem em diversos pontos do país, como as ladainhas, os congados, os ternos de Reis, e mesmo é visível no moderno carnaval, uma festa associada ao calendário religioso e uma das expressões populares contemporâneas que atualizam a cenografia luxuriante do auge do teatro e das festas barrocas.

## Recepção crítica
As especificidades da cultura barroca brasileira, definindo modelos não só nas artes mas em toda a vida social, foram reconhecidas primeiramente através da atividade de algumas das primeiras academias nacionais, fundadas na Bahia no século XVIII, como a dos Esquecidos e a dos Renascidos, que articularam um discurso transfigurador da realidade local, apresentando o país como "o desdobramento de um prodígio de glórias nos três reinos da natureza, com a consagração do homem que catequizara os indígenas, expulsara os hereges e recebera a recompensa do açúcar, do ouro e outras riquezas", como descreveu Antônio Cândido. Contudo, a partir de fins do século XVIII, com a introdução de ideias iluministas, essa tradição começou a perder força, sendo substituída pela estética neoclássica. Chegando a corte portuguesa ao Rio de Janeiro em 1808, logo o Classicismo se tornou o "estilo oficial" do reino, uma mudança reforçada pela presença da Missão Artística Francesa a partir de 1816. Desde então outras escolas artísticas se sucederam, fazendo com que a arte do passado fosse gradualmente esquecida e que muitas igrejas e outros monumentos barrocos fossem destruídos ou reformados de acordo com as novas modas vigentes. Outro fator para o descrédito do Barroco foi sua associação com a longa dominação portuguesa, numa fase em que, proclamada a independência, o novo império buscava afirmar-se como nação autônoma e progressista.

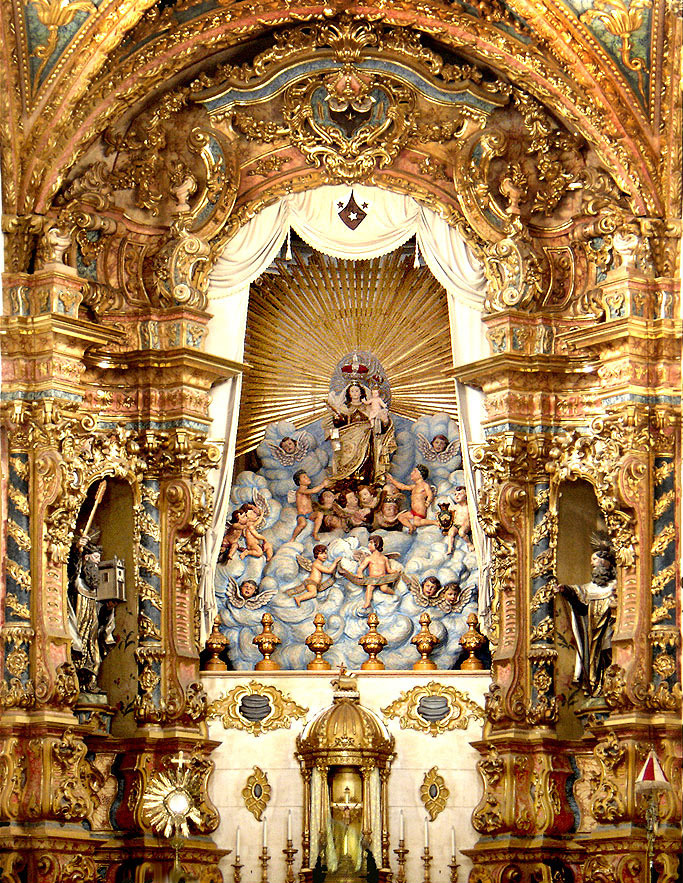
Detalhe do retábulo-mor monumental da Basílica do Carmo, Recife

Apesar de alguns viajantes estrangeiros do século XIX como Auguste de Saint-Hilaire e Richard Burton terem admirado as obras de Aleijadinho, ao longo de todo este século a opinião geral sobre o estilo era de desprezo. Isso não impediu que muitos artistas populares, alguns deles com obra de alta qualidade, continuassem praticando no Barroco até hoje, especialmente em regiões provincianas. Uma voz de exceção entre os círculos ilustrados oitocentistas foi o elogio que fez Araújo Porto-alegre aos artistas coloniais da escola fluminense, considerando-os dignos de um lugar honroso na história da arte brasileira, mas é típica a manifestação de Gonzaga Duque, um dos críticos mais influentes do fim do século XIX:
"A igreja dos jesuítas é uma flagrante prova do mau gosto e da falta de inteligência que presidiam a formação de suas obras. Os mosteiros e conventos foram edificados durante o domínio do estilo Barroco, essa brutalidade inventada pelos fundadores da Inquisição. Nem palácios, nem templos suntuosos possuía a colônia. Tudo era acanhadamente dessa natureza".
Depois de ensaios tímidos no início do século XX, um resgate consistente dessa herança só começou a acontecer no início da década de 1920, quando Mário de Andrade realizou os primeiros estudos sobre a arquitetura religiosa mineira. Seu artigo "Arte Religiosa em Minas Gerais", publicado na Revista do Brasil, em 1920, é considerado um marco, já identificando algumas especificidades da versão brasileira do Barroco e rejeitando a associação do exótico e do pitoresco com o legitimamente nativo. Poucos anos depois estudou a obra de Aleijadinho, enfatizando também aspectos sociais da contribuição negra e mulata para a construção de uma arte que qualificava como "genuinamente nacional". Naquela altura o conceito de Barroco era mal delimitado e sujeito a muito preconceito, até mesmo na Europa, e as contradições e imprecisões são visíveis nos textos de Mário e de outros autores que se ocuparam do tema mais ou menos no mesmo período, como Manuel Bandeira e Carlos Drummond de Andrade.

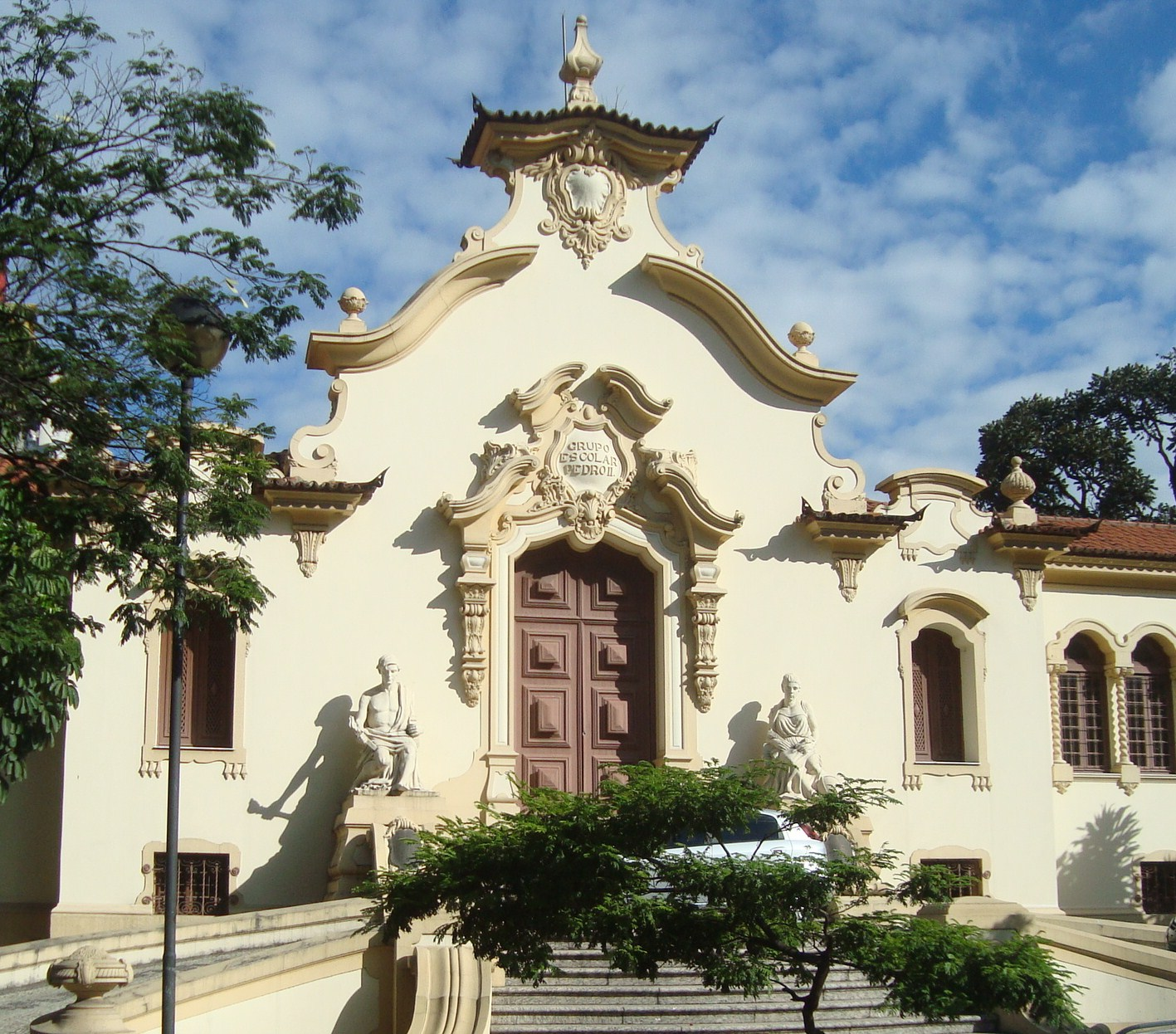
Escola Estadual Dom Pedro II, em Belo Horizonte, no estilo Neocolonial

Nesta mesma época, em que outros intelectuais e a oficialidade buscavam a identificação das raízes mais "autênticas" da cultura brasileira, programa que levou a um renovado interesse pelo legado barroco, apareceu na arquitetura uma voga conhecida como Neocolonial, dedicada a restaurar uma arquitetura que supostamente fazia mais sentido para o Brasil e lutar contra as tendências internacionalizantes que predominavam naquele momento histórico — como o Ecletismo e a Art Nouveau — segundo um cânone estético que visava, nas palavras de Carlos Kessel, "à regeneração do espírito da nação, de uma sociedade considerada em vias de decadência". Consagrado nos pavilhões construídos para a Exposição Internacional do Centenário da Independência, realizada no Rio em 1922 sob os auspícios do governo federal, na década de 1930 o Neocolonial encontrou seu auge, se tornando uma espécie de símbolo da nacionalidade expresso em arquitetura, e o estilo preferencial em muitos concursos para edifícios públicos, escolas e igrejas em vários estados. Durante algum tempo, foi o estilo obrigatório para a construção de escolas públicas na cidade do Rio.
Outra ramificação do mesmo movimento de interesse pelo passado artístico brasileiro levou um grupo de estudiosos associados ao governo federal, que se encontravam empenhados em implantar uma política cultural para o Brasil, a criar em 1937 o Serviço do Patrimônio Histórico e Artístico Nacional (Sphan), antecessor do Iphan. O líder do grupo e então diretor do Sphan, Rodrigo Mello Franco de Andrade, procurou delimitar a modernidade brasileira na literatura, nas artes e na política por meio, entre outras coisas, da recuperação do passado colonial: "Contra o passado recente, um salto para trás, para o passado mais 'verdadeiro', onde se podia descobrir e inventar inclusive uma modernidade 'avant la lettre' ". Os principais focos de atuação do Sphan em suas primeiras décadas de existência foram a identificação e tombamento de um rico acervo de edifícios religiosos (529 itens tombados nos primeiros 30 anos de funcionamento do órgão), o entendimento da importância do legado artístico do século XVIII e, nele, do fenômeno do Barroco mineiro como central. Nesse momento, a atenção dada aos monumentos coloniais suplantou quase completamente a que receberam os do Império e da Primeira República. Além dessas atividades, o Sphan iniciou a publicação da revista Estudos Brasileiros e da Revista do Serviço do Patrimônio Histórico e Artístico Nacional, onde a linguagem e metodologia impressionistas da crítica dos anos anteriores cedeu lugar para abordagens mais científicas. A partir de então a questão do Barroco brasileiro passou a ser uma presença regular nos debates acadêmicos no país e a atrair a atenção de estrangeiros.

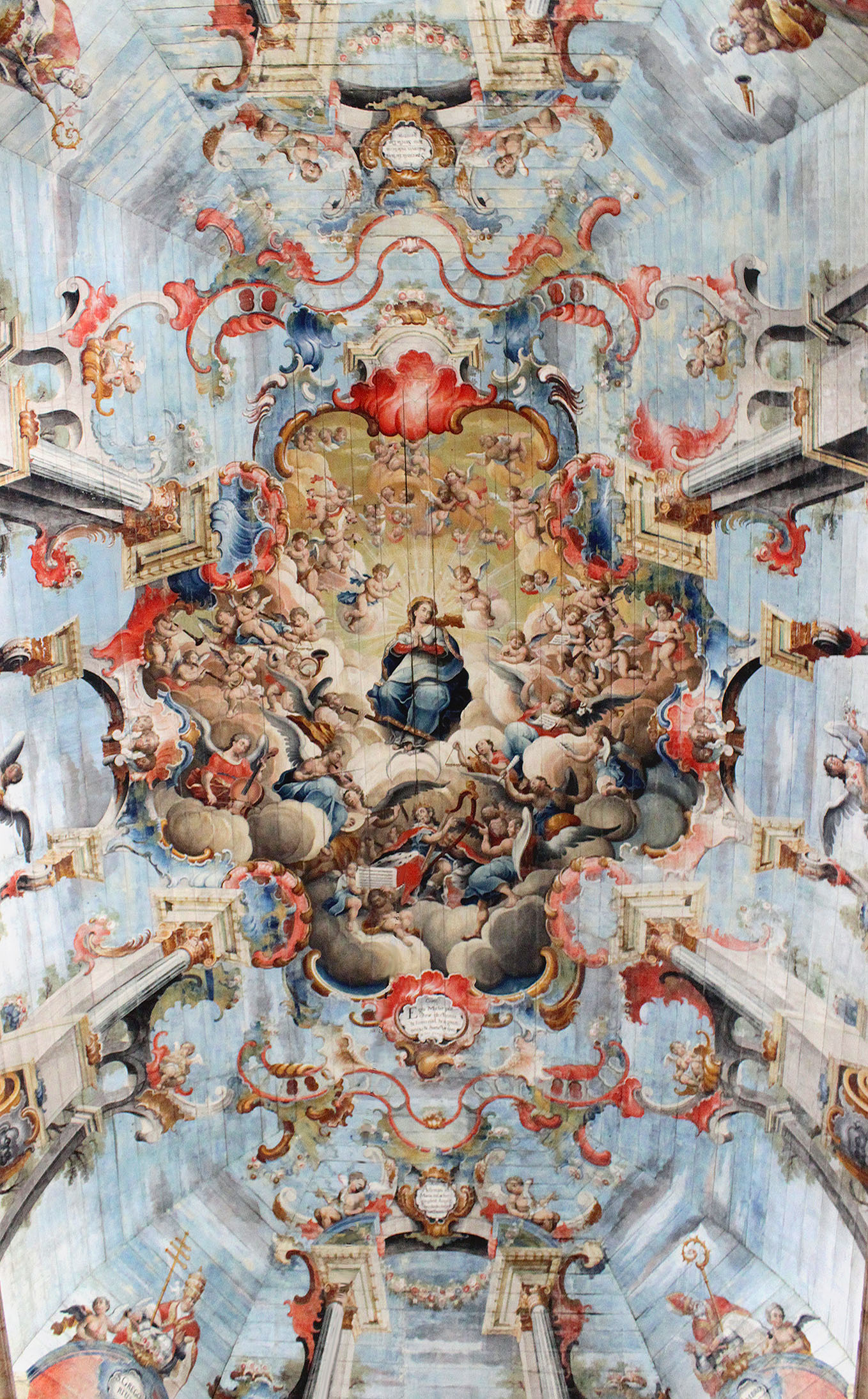
Mestre Ataíde: Nossa Senhora cercada de anjos músicos, no teto da igreja de São Francisco de Assis, Ouro Preto

O primeiro foi o norte-americano Robert Chester Smith, publicando artigos a partir de 1939, a quem se fará referência mais adiante. Logo em seguida, na década de 1940, os estudos foram significativamente aprofundados com a contribuição de dois outros teóricos, a alemã Hannah Levy e o francês Roger Bastide. Levy, versada no Barroco europeu; publicou em 1941 na Revista do Sphan o artigo "A propósito de três teorias sobre o Barroco", que se tornou uma referência para todos os pesquisadores por sistematizar o estado da discussão teórica em nível internacional, cotejando os trabalhos de Heinrich Wölfflin, Max Dvořák e Leo Ballet, que representavam as três correntes principais de estudo na época, e aplicando essa sua síntese ao caso brasileiro. Ao mesmo tempo, Bastide percorreu o interior para pesquisar fontes documentais em velhos arquivos e fazer registros fotográficos. Com seu conhecimento anterior sobre o Barroco europeu e mais esses dados ele pôde estabelecer uma base sociológica do Barroco nacional, desfazer a tradicional vinculação do apogeu econômico do ciclo do ouro com o apogeu artístico mineiro, distinguir entre as escolas regionais do nordeste e de Minas, e traçar suas correlações com o modelo europeu, além de oferecer paralelos entre o Barroco e a produção moderna. As aulas que ministrou na Universidade de São Paulo atraíram diversos estudantes que mais tarde se tornaram pesquisadores notáveis, como Antônio Candido, Lourival Gomes Machado, Décio de Almeida Prado e Gilda de Mello e Souza, os quais reconheceram que a contribuição de Bastide os auxiliou na focalização de seus próprios estudos sobre a realidade brasileira, além de apresentá-los a uma metodologia intelectual atualizada. Em 1949 Lourival Machado aproveitou a base deixada por Mário, Levy e Bastide para seus onze artigos publicados no jornal O Estado de S. Paulo, que foram a primeira análise das relações políticas e sociais da arte colonial com o absolutismo português, estabelecendo também a legitimidade da apresentação do Barroco mineiro como um exemplo representativo do Barroco brasileiro.
Segundo Gomes Júnior, a atuação de Lourival Machado foi outro divisor de águas, e a partir dele o Barroco nacional deixou de ser tema de artigos para ocupar livros inteiros. Ele, mais Afrânio Coutinho e Otto Maria Carpeaux, escreveram nas décadas de 1940-1950 diversas obras sobre aspectos gerais e particulares do Barroco. Bastide deu outra contribuição importante em 1965 com seu livro Classique, Barroque et Rococo, editado na Europa, onde apresentou o Barroco brasileiro como um dos maiores monumentos do Barroco internacional e o Aleijadinho como sua principal expressão. Também merece crédito a atuação de Germain Bazin, que foi conservador-chefe do Museu do Louvre, dando substancial aporte em dois livros que se tornaram canônicos: A Arquitetura Religiosa Barroca no Brasil (1956-1958) e O Aleijadinho e a Escultura Barroca no Brasil (1963), escritos na linha interpretativa oficial, sendo também colaborador de Franco de Andrade, o fundador do Iphan. Muito menos divulgados no Brasil, dois outros estrangeiros deram importantes contribuições para o estudo da arte colonial brasileira e para o seu reconhecimento no exterior: Robert Chester Smith, já citado, e John Bury. O primeiro foi o mais prolífico autor sobre este tema. Visitou o Brasil em 1937, onde a arte colonial capturou fortemente seu interesse, que resultou em dezenas de artigos e numa grande coleção de fotografias de monumentos nacionais, além de resgatar inúmeros documentos históricos. O segundo também escreveu muito, mas sua produção é ainda menos conhecida pelos brasileiros. Não obstante, o Iphan, em edição recente, reconheceu que eles deixaram ensaios valiosos e se dedica a republicá-los. Também realizaram pesquisas importantes Angulo Iñiguez, Maurice Pianzola, João Miguel dos Santos Simões e Mario Buschiazzo. O conjunto da pesquisa de todos esses estrangeiros definiu muito do que se passou a entender como Barroco brasileiro.

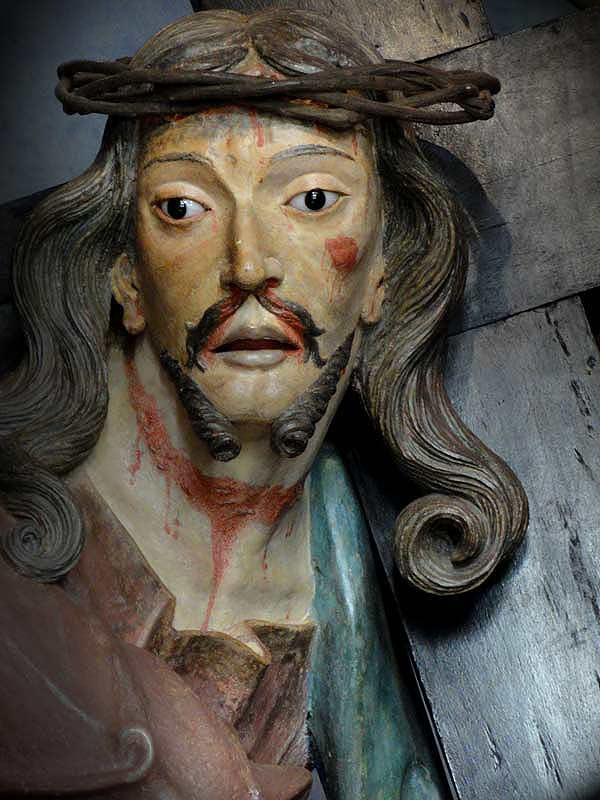
Aleijadinho: Cristo carregando a cruz, Santuário de Bom Jesus de Matosinhos em Congonhas

O resultado desses esforços foi que na altura das décadas de 60-70 o Barroco brasileiro se tornara um tópico de grande interesse entre os pesquisadores nacionais e se tornara reconhecido além das fronteiras, podendo ser citados, entre outros pesquisadores destacados desta época, Clarival do Prado Valladares, Marieta Alves, Carlos Ott, Augusto Carlos da Silva Teles, Mário Barata, Sylvio de Vasconcello, Eduardo Etzel e Luís Saia. Mais do que se difundir entre os eruditos, o Barroco caiu no agrado dos decoradores de interiores, que encheram residências com objetos históricos ou neobarrocos. Tamanho interesse chegou a causar a perplexidade de Affonso Ávila, que escrevendo em 1969 se perguntava o porquê de tanta curiosidade e tanta paixão pelo assunto naquele momento.
De lá para cá, o Barroco brasileiro se tornou um assunto de domínio público, sendo trabalhado em escolas e inúmeros projetos universitários e comunitários e recebendo extensa cobertura midiática. Mesmo com toda essa atividade, na opinião de André Lemoine Neves "a quantidade de trabalhos desenvolvidos neste campo ainda está muito aquém da qualidade das obras e do esforço empreendido por aqueles que se aventuraram neste campo". Continuando, diz que
"Há que se considerar que a grande maioria dos trabalhos relativos ao assunto se prende ao 'barroco mineiro', o que gera lacunas importantes no estudo do surgimento e desenvolvimento do estilo em outras regiões do país, levando a uma visão parcial e por demais restrita sobre um estilo, por si só imerso em pluralidade e contradições".
Os críticos mais recentes já não trabalham na linha de uma apologia quase incondicional do Barroco brasileiro como fizeram as primeiras gerações de estudiosos, numa fase em que o estilo surgiu como elemento aglutinador em torno do qual se consolidou uma nova identidade nacional. Hoje já emergem visões mais abrangentes que procuram apontar também para seus aspectos mais contraditórios, a fim de se formar um panorama mais realista do que o fenômeno artístico-social do Barroco brasileiro de fato representou. Como exemplo, João Adolfo Hansen diz que se o Barroco...
"[...] fundiu os modelos da cultura europeia aos modelos africanos, indígenas e orientais, dando origem à figuração por vezes bastante original de valores locais, [...] a mínima reconstituição histórica das práticas de representação desse tempo evidencia a fortíssima censura, o antissemitismo, os estereótipos da limpeza de sangue, a desqualificação e a desonra do trabalho manual, a intolerância religiosa, a perseguição das ideias, etc. Evidencia também que [...] a sociedade colonial vivia a História como uma figura providencialista de Deus, que participava nela como fundamento teológico-político da união da Igreja e Estado e como regulação jurídica da escravidão".

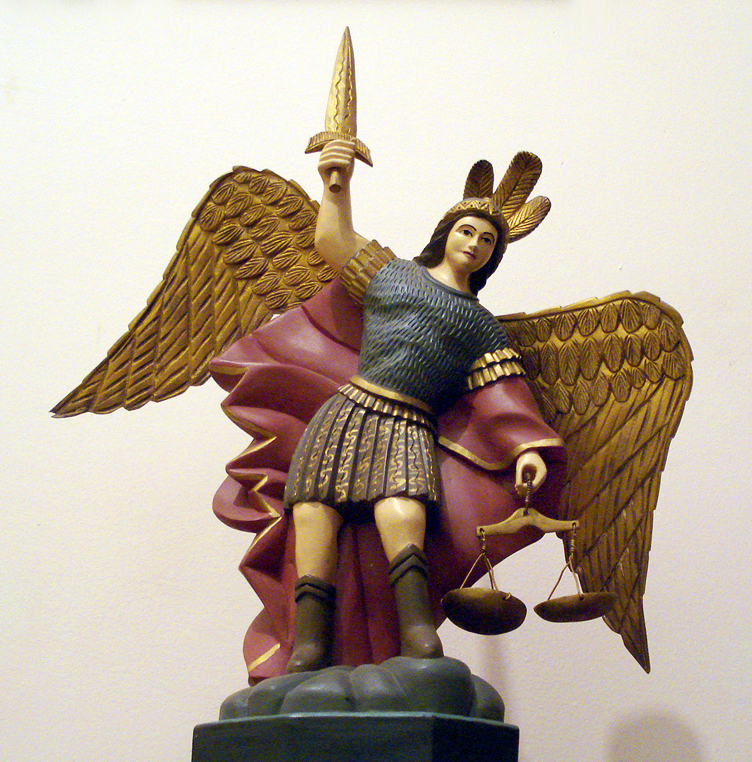
Artesão anônimo de Olinda: São Miguel, obra do século XXI ainda fazendo amplo uso das referências barrocas

Também há denúncias de uma continuada apropriação pelo Estado do processo cultural histórico com fins propagandísticos tendenciosos. Porém, não se nega o enorme impacto que o Barroco exerceu na formação da cultura brasileira, nem se ignora o valioso legado artístico que ele deixou e que foi em parte declarado Patrimônio Mundial pela Unesco. Ao mesmo tempo, para muitos pesquisadores a herança barroca permanece viva no cotidiano do brasileiro, expressa em uma variedade de formas artísticas, sociais e folclóricas, definindo uma maneira de ser que se confunde com a própria noção de brasilidade. Como sintetizou Zuenir Ventura,
"O Barroco não foi. Ele ainda é, continua presente em quase todas as manifestações da cultura brasileira, da arquitetura à pintura, da comida à moda, passando pelo futebol e pelo corpo feminino.... Barroca é a técnica de composição que Villa-Lobos usou para criar suas nove Bachianas. Barroco é o cinema de Glauber Rocha, é nossa exuberante natureza, é o futebol de Pelé e de todos os que, driblando a racionalidade burra dos técnicos, preferem a curva misteriosa de um chute ou o esplendor de uma finta. Afinal, o Barroco é o estilo em que, ao contrário do renascentista, as regras e a premeditação importam menos que a improvisação. Quer coisa mais barroca que o Guga?"
Nas últimas décadas o Barroco nacional vem recebendo destaque em grandes exposições. A pioneira, intitulada Arte no Brasil: Uma História de Cinco Séculos, foi organizada em 1979 no Museu de Arte de São Paulo, com curadoria de Pietro Maria Bardi. Seguiu-se Tradição e Ruptura, montada em 1985 como uma seção da Bienal de São Paulo. Em 1998 o Espaço Cultural Fiesp apresentou O Universo Mágico do Barroco Brasileiro, reunindo 364 obras importantes, muitas delas raramente vistas pelo público, pertencendo a coleções particulares. A Mostra do Redescobrimento: Brasil + 500, organizada entre 1999 e 2000 nas comemorações dos 500 anos do Descobrimento do Brasil e exposta no Parque do Ibirapuera em São Paulo, dedicou grande espaço ao Barroco e enviou recortes para São Luiz, Porto Alegre, Rio de Janeiro, Buenos Aires, Santiago, Lisboa, Londres, Oxford, Paris, Bordeaux, Nova Iorque e Washington, com grande público e divulgação, e também alguma polêmica sobre as formas de apresentação desse patrimônio. Ainda em 2000 foi montada no Petit Palais em Paris a importante exposição Brasil Barroco — Entre Céu e Terra, que recebeu críticas elogiosas da imprensa internacional e foi visitada por mais de 80 mil pessoas. Em 2001 organizou-se no Museu Guggenheim de Nova Iorque a megamostra Brazil: Body and Soul, também com uma grande seção sobre a arte barroca, que recebeu vários louvores na imprensa mas gerou considerável controvérsia pelas opções da curadoria e pela forma como as peças foram exibidas. Em 2005, ao longo das comemorações do Ano do Brasil na França, foram organizadas outras mostras sobre o tema no Museu de Belas Artes de Ruão e no Palais Lascaris, em Nice. Todas essas exposições publicaram grandes catálogos com textos críticos, engrossando uma bibliografia que não cessa de crescer nos últimos anos. Muitas outras mostras de menor abrangência têm sido organizadas no país e no exterior. Ao mesmo tempo, a importância do Barroco brasileiro já é reconhecida internacionalmente em larga escala.

## Conservação

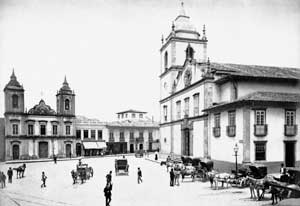
Largo da Sé em São Paulo, com a antiga Sé (direita) e São Pedro dos Clérigos (esquerda), demolidas para darem lugar a uma urbanização moderna

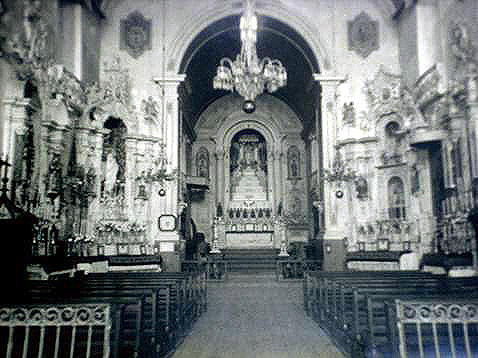
Interior da antiga Matriz de Porto Alegre, também substituída por uma construção moderna

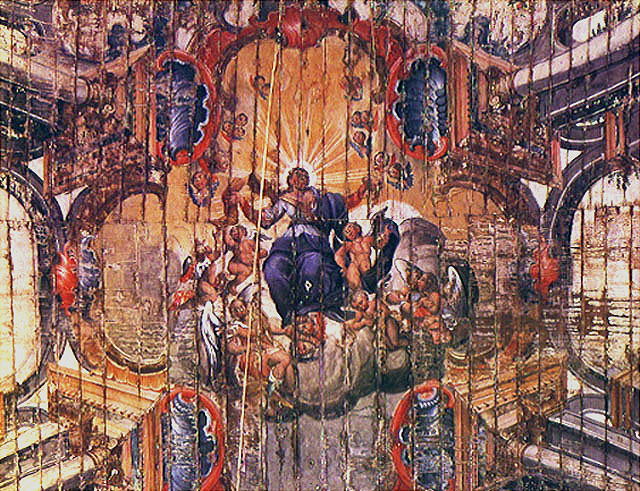
Mestre Ataíde: Assunção da Virgem, forro da capela-mor da Igreja de Nossa Senhora do Rosário, Mariana, notando-se o precário estado de conservação

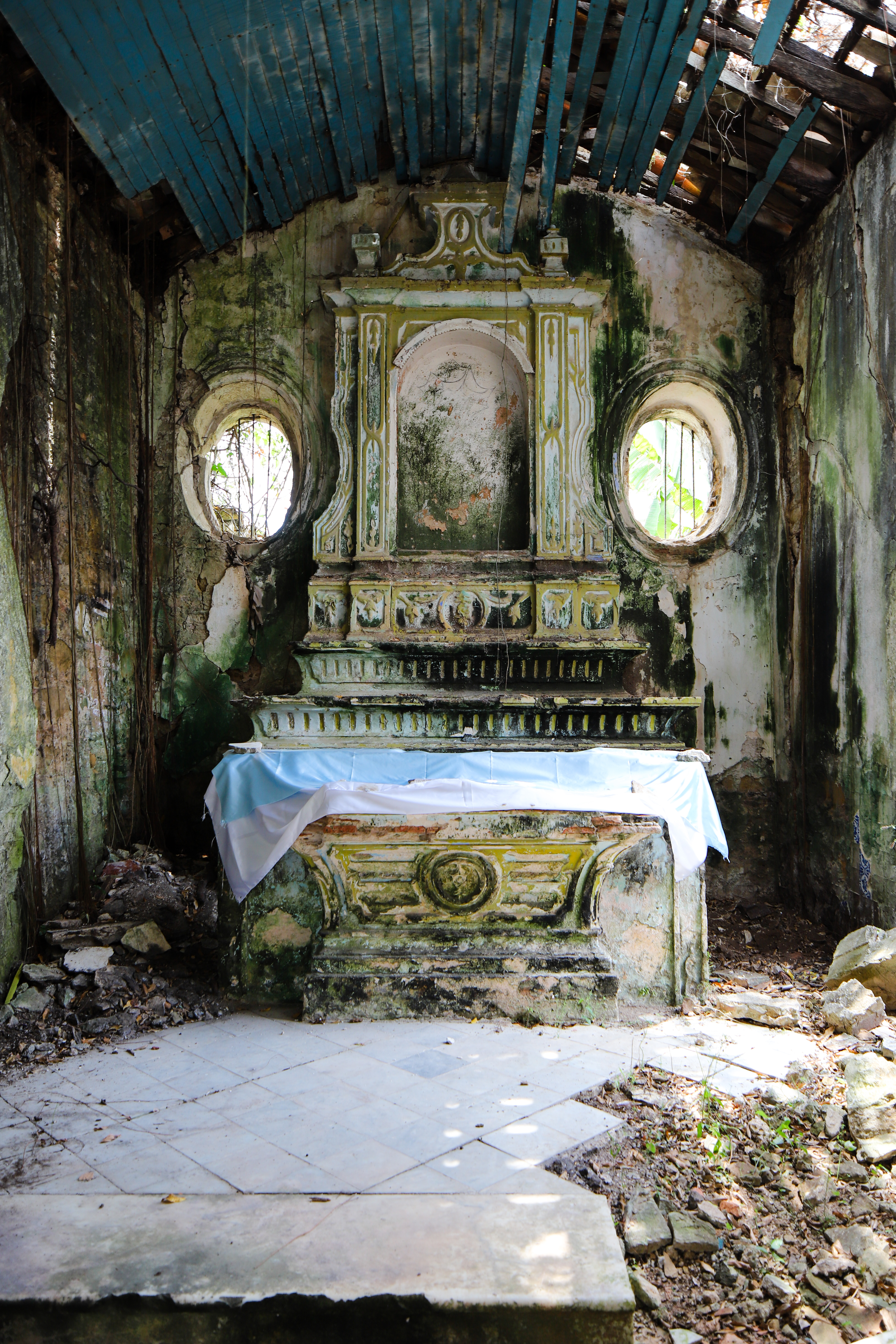
Interior da Igreja de Nossa Senhora do Vencimento, em São Francisco do Conde, já completamente arruinado

A despeito do crescente prestígio que vem conquistando desde o início do século XX, o Barroco brasileiro ainda precisa de maior valorização e proteção. Seu acervo já sofreu graves perdas, principalmente devidas à ideia, prevalente desde o século XIX, de que o Brasil devia se modernizar; logo, o antigo devia ceder ao novo, e assim caíram antigas catedrais e ricas igrejas, conventos, solares e casarios, para darem lugar a avenidas e edifícios modernos; fachadas e decorações internas originais foram desfiguradas ou refeitas para se alinharem a modas mais atualizadas, pinturas e estatuária foram reformadas ou destruídas. Isso se deveu à falta de conscientização a respeito do seu valor histórico e cultural. Contudo, lembre-se que, na perspectiva histórica, até passada a metade do século XX esse valor ainda não fora reconhecido em larga escala, e muitos, por muito tempo, viram as construções e obras barrocas de fato como feias, pesadas e definitivamente de mau gosto, num contexto que já foi explicitado na seção anterior.
Quando os intelectuais e a oficialidade, em especial através do IPHAN, se voltaram para o Barroco nos anos 30, iniciou-se um movimento de maior amplitude para a preservação e conscientização, que entretanto ainda não conseguiu todos os seus objetivos e até hoje está evoluindo em conceitos, práticas e resultados. Naquele mesmo momento histórico, que já foi chamado de "a fase heróica do IPAHN", se iniciou um programa de restauração de vários edifícios barrocos, alguns deles extensamente adulterados por reformas posteriores, devolvendo-lhes as feições primitivas, e salvando outros do processo de abandono e degradação. De qualquer forma, desde o século XIX desapareceram muitos exemplares hoje considerados de grande importância, como as igrejas de São Joaquim e São Pedro dos Clérigos no Rio; a antiga Sé, a igreja do Carmo, a de Nossa Senhora dos Remédios, a de São Pedro dos Clérigos e a igreja e mosteiro de São Bento em São Paulo, a igreja de Nossa Senhora da Barroquinha, em Salvador a antiga Catedral de Cuiabá, a igreja do Corpo Santo, no Recife, e a antiga Matriz e a igreja do Rosário em Porto Alegre. A imprensa noticia ainda nos dias de hoje casos de destruição provocada ou degradação passiva de exemplares de arquitetura, estatuária, pintura ou talha.
Também há grande preocupação dos órgãos oficiais a respeito do furto e tráfico ilícito de bens culturais. No Brasil esses crimes incidem com mais frequência exatamente sobre a decoração de igrejas barrocas, e inúmeras já tiveram estatuária e prataria subtraídas. Como exemplo cite-se o caso de Minas Gerais, que em 2008 teve cem peças roubadas em diferentes locais, a maior parte exemplares de arte barroca. O Ministério Público mineiro afirmou que há uma grande quadrilha em ação, com conexões internacionais. Segundo o MP, 635 peças desapareceram das igrejas estaduais nas últimas décadas. A estimativa extra-oficial, no entanto, é que esse número seja dez vezes maior. Calcula-se que o comércio clandestino de bens culturais seja a terceira atividade mais lucrativa do mundo. Além disso, a segurança das igrejas, onde a maior parte do acervo é conservada, muitas vezes é precária, facilitando os saques.
Instâncias federais como o IPHAN procuram efetivar tombamentos e executar programas de proteção, às vezes em parceria com organismos internacionais como a UNESCO ou o BID, que financia o Programa Monumenta, os governos estaduais e municipais também investem em museus e restauram bens móveis e imóveis, a iniciativa privada e universidades também realizam projetos de pesquisa e restauro, mas os recursos muitas vezes são escassos e as medidas adotadas são insuficientes diante do volume do acervo arquitetônico e artístico que precisa de medidas de conservação e proteção urgentes. Considerando a grande proporção de obras sacras no acervo do Barroco brasileiro, muitas ainda em posse da Igreja, foi importante a publicação em 1992 pela Santa Sé da Carta circular 121/90/18 dirigida aos bispos e arcebispos de todo o mundo, onde se recomenda fortemente a dedicação de um cuidado especial ao patrimônio artístico da Igreja, rejeitando sua dispersão, os usos indevidos e a prática das reformas ou adulterações espúrias sem assessoria técnica competente - reconhecendo muito ter-se perdido por este motivo - e evitando entregar sua administração a pessoas sem conhecimento específico sobre arte e sobre a importância social desse legado, vendo na arte sacra um instrumento privilegiado para a Igreja cumprir sua missão espiritual e cultural.
Por outro lado, em parte ao Barroco, tão identificado com o Brasil, se deve o crescimento do turismo cultural, um setor em ampla expansão em todo o mundo e também no Brasil, e já se nota uma crescente conscientização da população sobre a importância artístico-cultural e o potencial de exploração econômica do legado Barroco, desde que conservado adequadamente, embora ainda sejam necessários muitos investimentos nesse setor. Mas de fato, graças a essa evolução a população já se mostrou em alguns casos capacitada para colaborar valiosa e ativamente nas decisões sobre o patrimônio de suas comunidades. A conscientização também é incentivada pela abordagem do tema em escolas e outras instituições de ensino, como forma de se fortalecer o senso de cidadania e os laços sociais. Segundo o professor José Carlos Carreiro, da Universidade de São Paulo, "resgatar a memória é essencial para que um povo se perceba como sujeito de sua própria história. Para evoluir, o homem precisa conhecer suas raízes". Esse fatores conjugados podem oferecer uma perspectiva de melhor preservação do patrimônio sobrevivente para o futuro.